# Provincia autonoma di Bolzano
La provincia autonoma di Bolzano (in tedesco Autonome Provinz Bozen; in ladino provinzia Autonoma de Balsan/Bulsan), comunemente nota come Sudtirolo (tedesco: Süd-Tirol) o Alto Adige, è la più settentrionale delle province della regione Trentino-Alto Adige e dell'Italia, con 539 957 abitanti e una superficie di 7398,38 km². 
Assieme alla provincia autonoma di Trento e al Tirolo, costituisce l'Euroregione Tirolo-Alto Adige-Trentino, corrispondente (con buona approssimazione) al territorio della regione storica del Tirolo, a cui è legato da motivi linguistici e culturali; inoltre, unitamente al Trentino, al Veneto e al Friuli-Venezia Giulia, appartiene alla macro-area geografica del Triveneto.

## Toponomastica
La denominazione riportata nello statuto di autonomia del 1972 (legge costituzionale dello Stato) e nelle successive norme statali di attuazione è quella di provincia di Bolzano o di provincia autonoma di Bolzano, accompagnata dall'omologa traduzione ufficiale in tedesco (Provinz Bozen o Autonome Provinz Bozen). L'articolo 116 della Costituzione della Repubblica Italiana, a partire dalla riforma costituzionale del 2001, riporta la dicitura Alto Adige/Südtirol: "La Regione Trentino-Alto Adige/Südtirol è costituita dalle Province autonome di Trento e di Bolzano".
L'ente tuttavia utilizza in tutti i suoi atti la doppia denominazione Provincia Autonoma di Bolzano – Alto Adige (tradotta in tedesco nella forma Autonome Provinz Bozen – Südtirol). Gli abitanti della provincia sono generalmente detti altoatesini. Si può tuttavia constatare anche in italiano l'utilizzo delle denominazioni Sud Tirolo, Sudtirolo o Tirolo del sud per la provincia di Bolzano e sudtirolesi per i suoi abitanti di lingua tedesca o ladina.
La forma ladina non è riportata nello statuto di autonomia o in altre leggi dello Stato, ma negli atti provinciali viene abitualmente resa come Provinzia Autonoma de Balsan – Südtirol (nella variante badioto-marebbana) oppure Provinzia Autonoma de Bulsan – Südtirol (nella variante gardenese).
Durante la dominazione asburgica, il territorio dell'odierna provincia di Bolzano era anche conosciuto come Mitteltirol, cioè Tirolo centrale, mentre con Südtirol (Tirolo meridionale) spesso si designava l'odierno Trentino o l'intera parte meridionale del Tirolo (essenzialmente il Trentino-Alto Adige), ove si differenziava fra il Tirolo meridionale italiano (italienisches Südtirol, Welschsüdtirol o Welschtirol, il Trentino) e tedesco (Deutschsüdtirol, l'odierno Alto Adige). L'uso del termine Südtirol per indicare il territorio fra Brennero e Salorno sarebbe pertanto, secondo alcuni autori, ingiustificato. In ogni caso, nel Patto di Londra del 1915 si parlò nell'art. 4 espressamente del "Trentino" e del "Tirolo cisalpino" (a sud del Brennero) in modo separato.
Anche in altre lingue l'uso storico non sempre corrisponde con quello attuale. In fonti di lingua inglese, South Tyrol (anche South Tirol) si estende oltre la provincia di Bolzano odierna. In fonti di lingua francese Sud-Tyrol indica (anche) il Trentino.

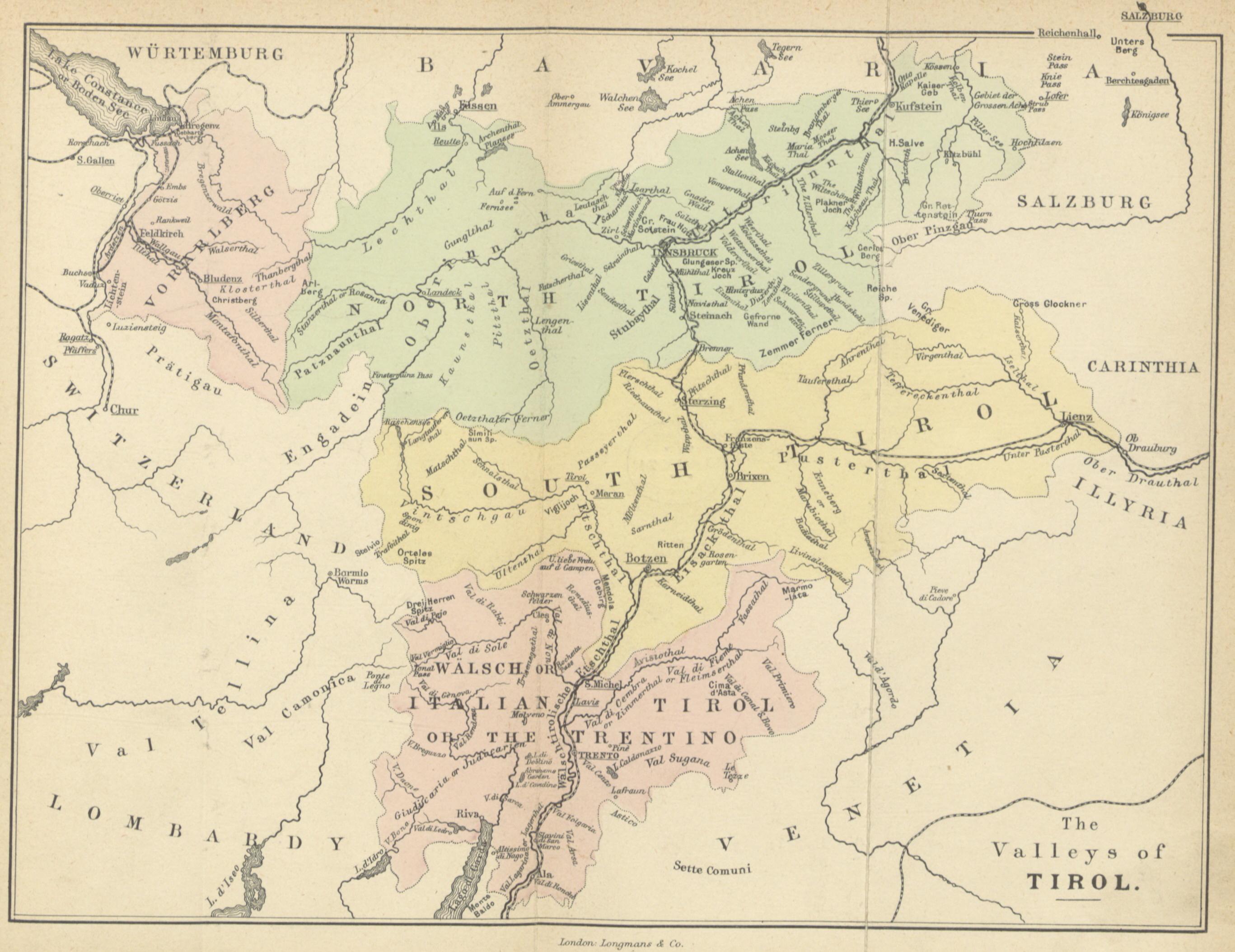
Carta geografica in inglese del 1874: qui con South Tirol viene indicato approssimativamente il territorio dell'odierna provincia di Bolzano, parte della provincia di Belluno e il distretto di Lienz.

Secondo lo statuto di autonomia, la toponomastica deve essere bilingue. I toponimi italiani dell'Alto Adige sono stati raccolti, e in gran parte coniati, da Ettore Tolomei nel prontuario dei nomi locali dell'Alto Adige e vengono affiancati ufficialmente dai corrispettivi toponimi tedeschi e ladini. Soprattutto nella cartellonistica di montagna vengono invece spesso omesse le indicazioni in italiano. L'amministrazione di alcuni comuni a maggioranza di lingua tedesca ha inoltre disposto che il toponimo Alto Adige, ufficiale anche al tempo del Regno d'Italia napoleonico (per indicare la suddivisione amministrativa detta dipartimento dell'Alto Adige, gravitante però più sul Trentino), non venga più usato negli atti pubblici.

### Abbreviazione St. (Sankt)
I comuni o le località dell'Alto Adige che portano il nome di un santo hanno, nel corrispondente in lingua tedesca, l'abbreviazione St. che corrisponde a "Sankt" (ad esempio St. Christina in Gröden).

## Geografia fisica

### Morfologia

#### Confini
La provincia di Bolzano confina a nord e a est con l'Austria (Tirolo e Salisburghese), a ovest con la Svizzera (Canton Grigioni), a sud-est con il Veneto (provincia di Belluno), a sud con la provincia autonoma di Trento (Trentino) e a sud-ovest (presso il passo dello Stelvio) con la Lombardia (provincia di Sondrio). La provincia comprende innumerevoli valli, passi, fiumi e laghi che circondano l'intero territorio altoatesino. La Valle Aurina è la valle più a nord di tutta l'Italia e Predoi il comune più a settentrione, situato nella parte più interna della valle, sotto la Vetta d'Italia, al confine con l'Austria.

#### Monti
L'Alto Adige è completamente montuoso. Sul suo territorio si elevano le Alpi Centrali, a cui appartiene l'Ortles, il monte più alto della provincia autonoma di Bolzano (nonché dell'intera regione Trentino-Alto Adige) con i suoi 3905 m, e le Alpi Orientali. Tra i principali rilievi si contano anche la Palla Bianca, il Similaun, la Cima Altissima, il Gran Pilastro.
Appartiene all'Alto Adige anche una parte delle Dolomiti, dichiarate patrimonio dell'umanità nel 2009. Tra i rilievi dolomitici si annoverano le Dolomiti di Sesto con la Punta Tre Scarperi, la Croda dei Baranci, e le Tre Cime di Lavaredo, le Dolomiti di Gardena (Sassolungo, Sassopiatto, Sella, Piz Boè) e gli altri rilievi dolomitici come Plan de Corones, Latemar, Plose, Catinaccio, Sciliar.

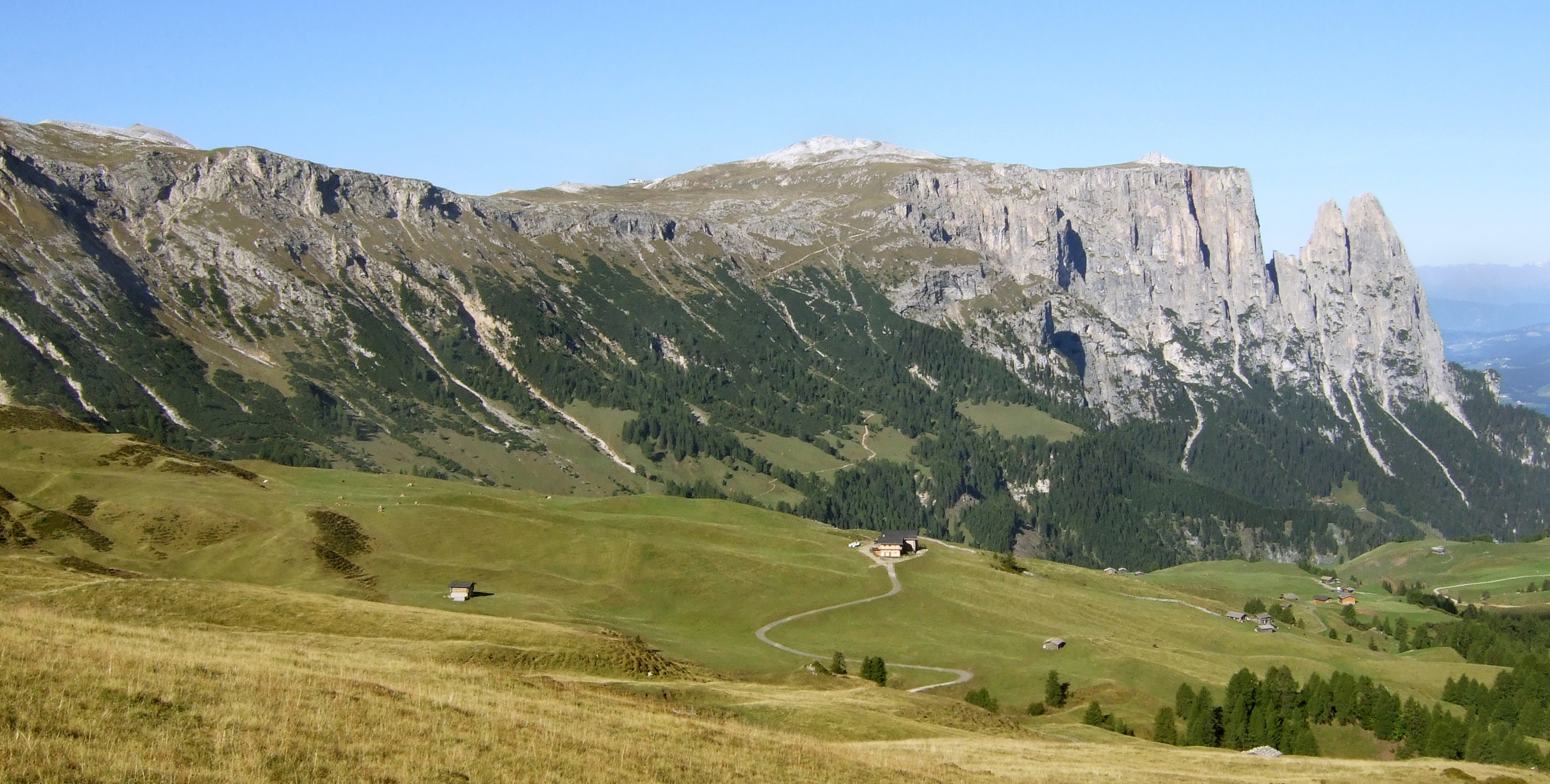
Lo Sciliar
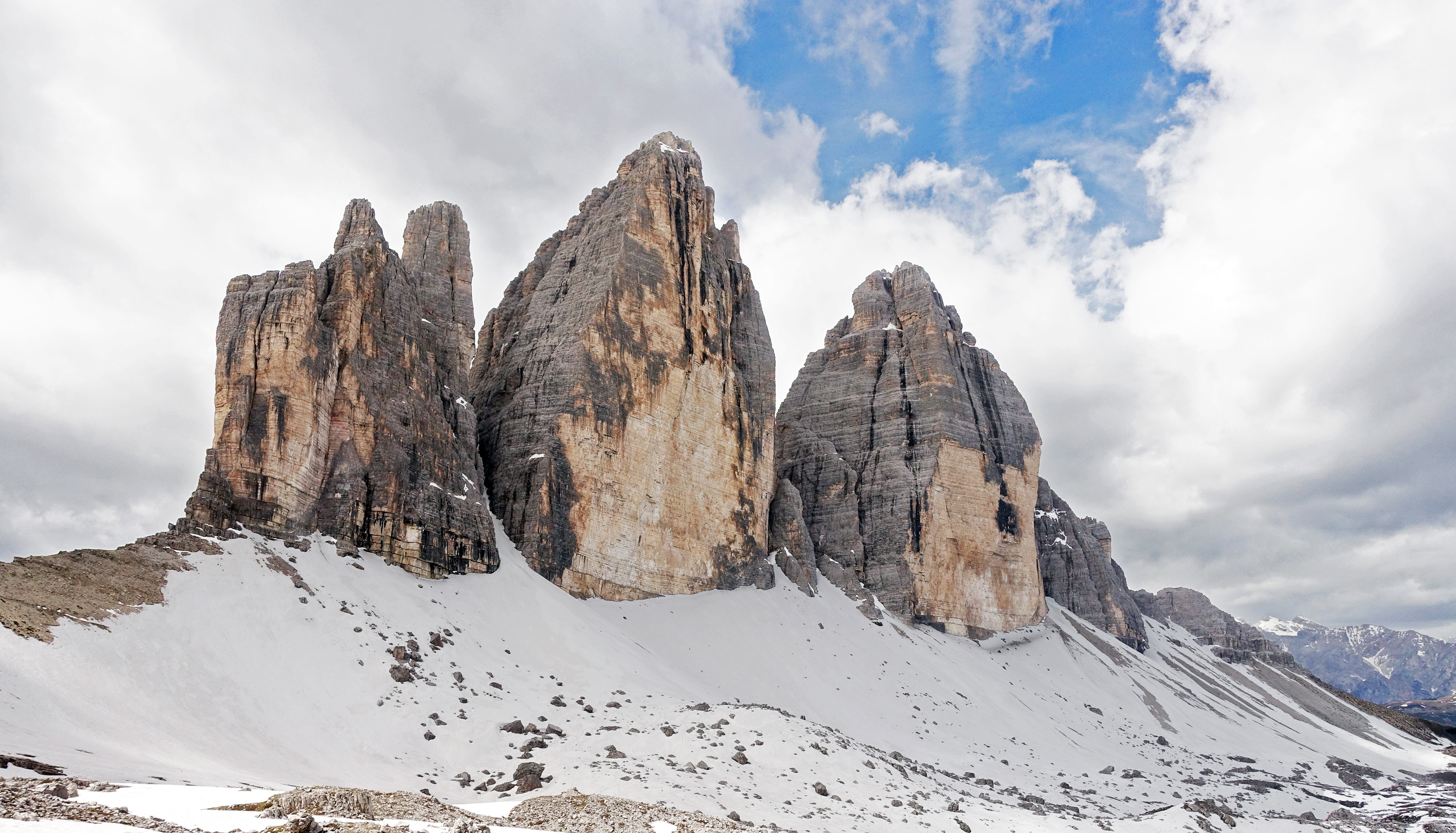
Le Tre Cime di Lavaredo
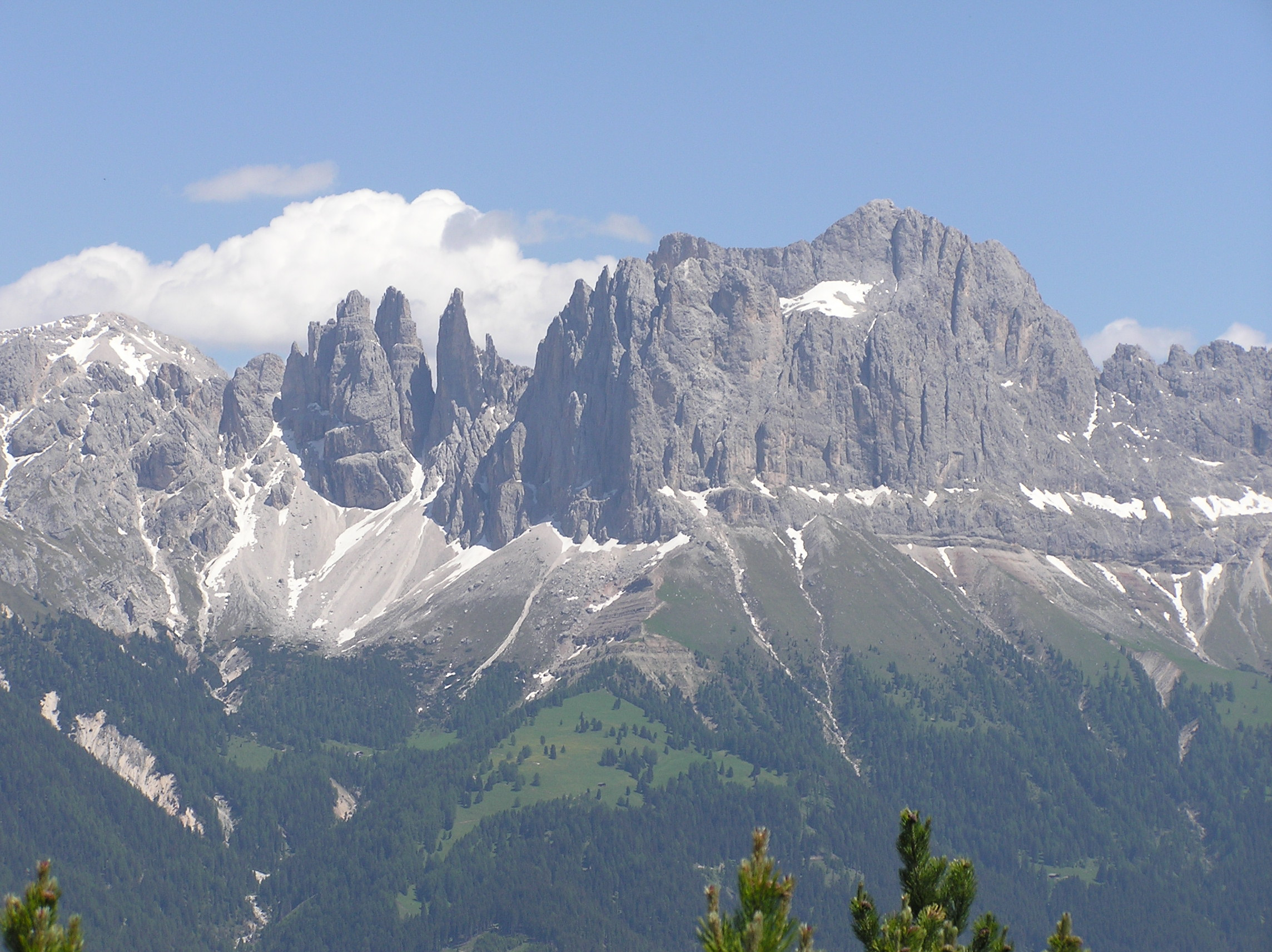
Il Catinaccio
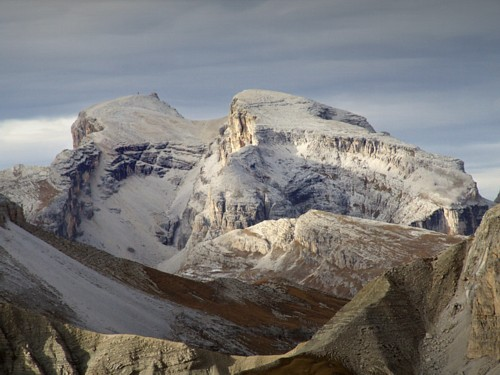
La Croda dei Baranci
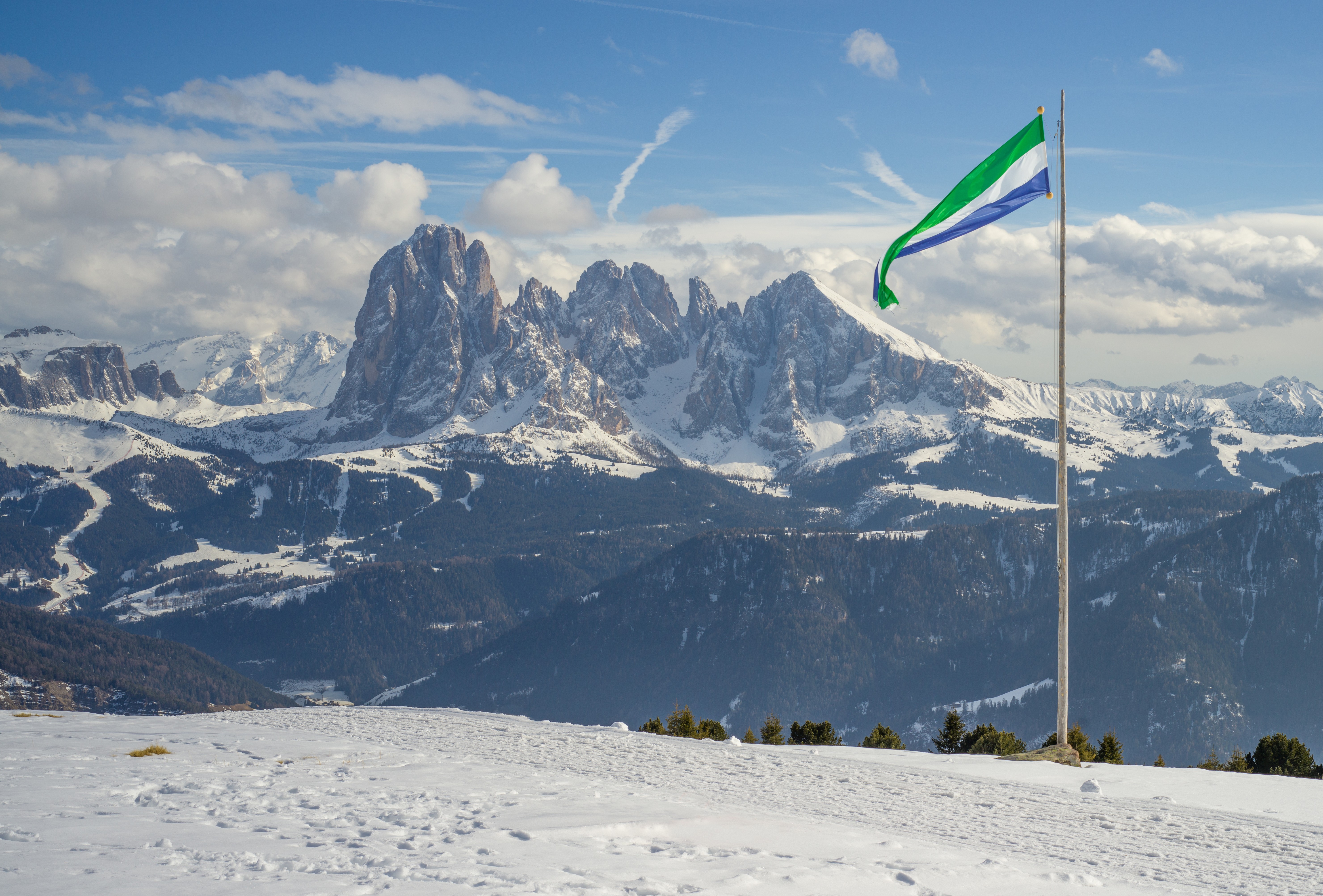
Panorama del gruppo del Sassolungo
Il Gruppo del Sella
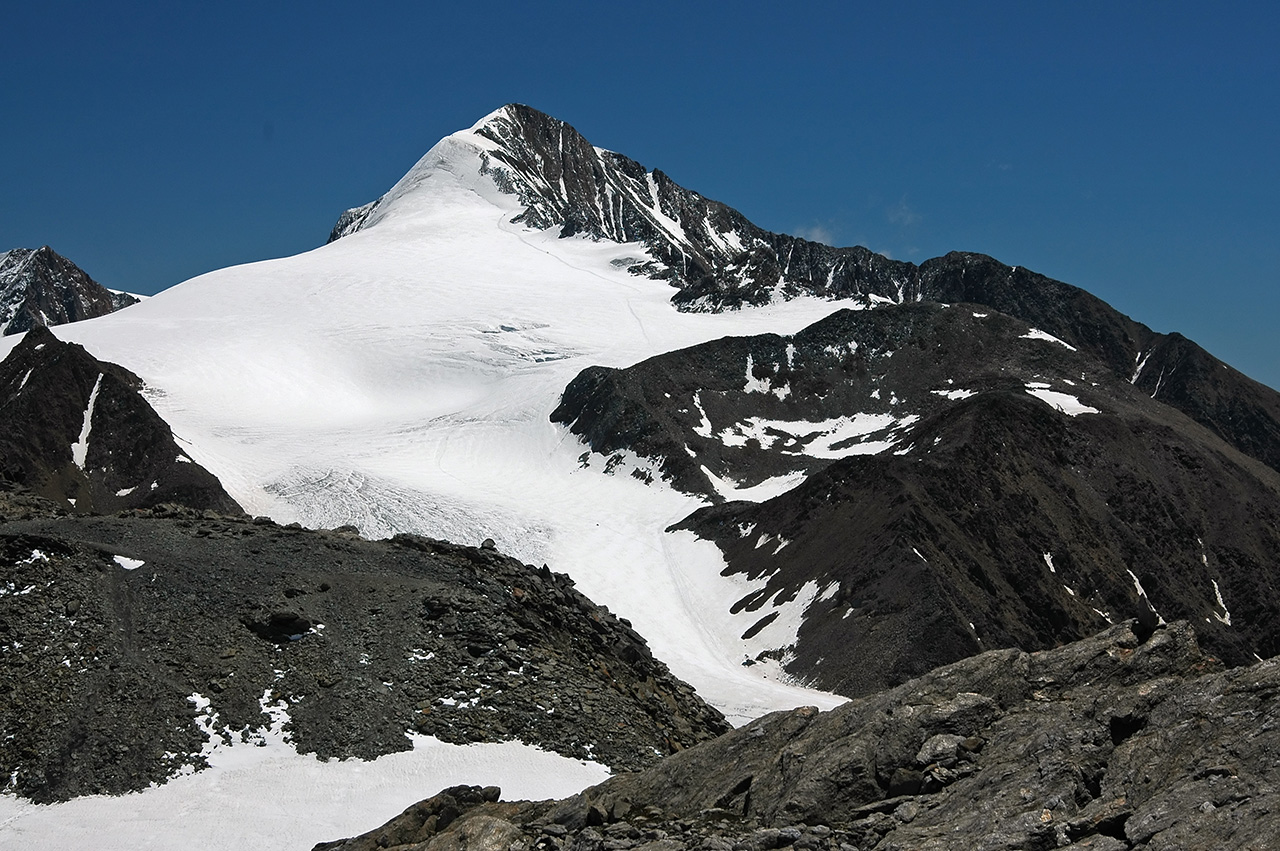
Similaun
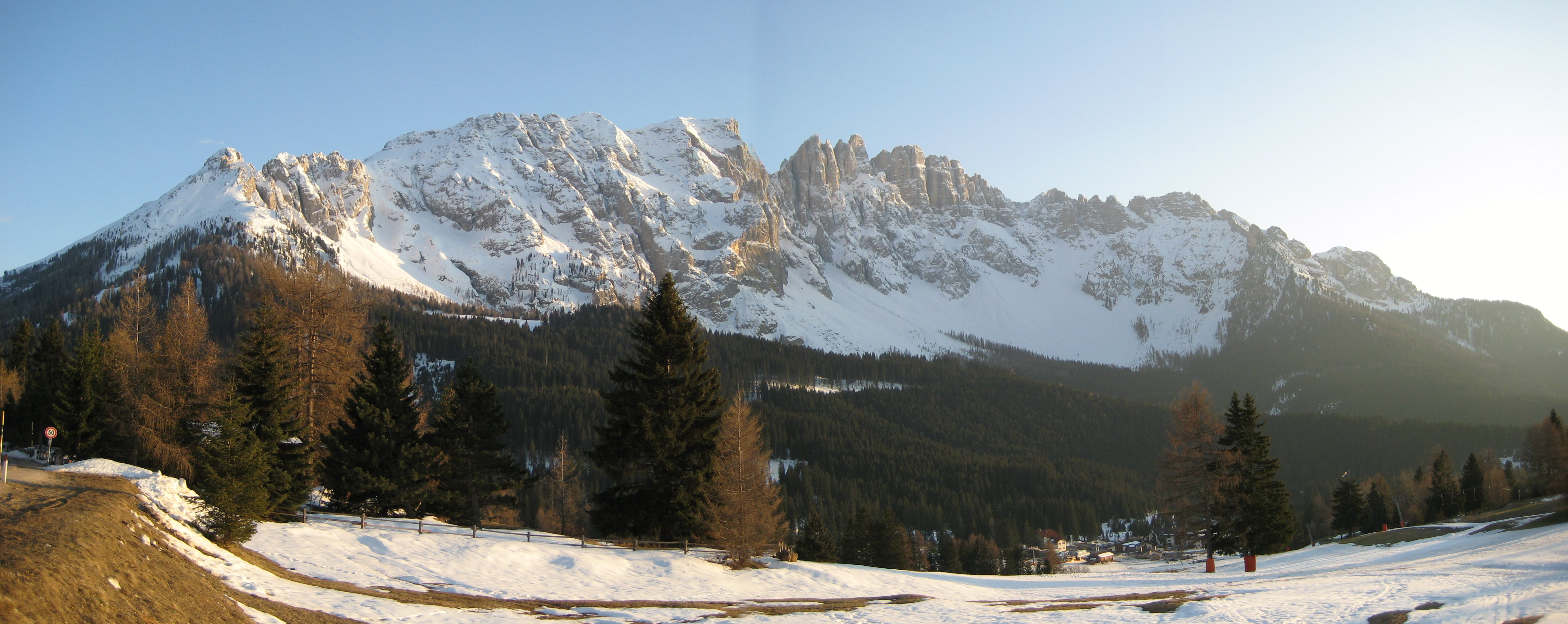
Il Latemar
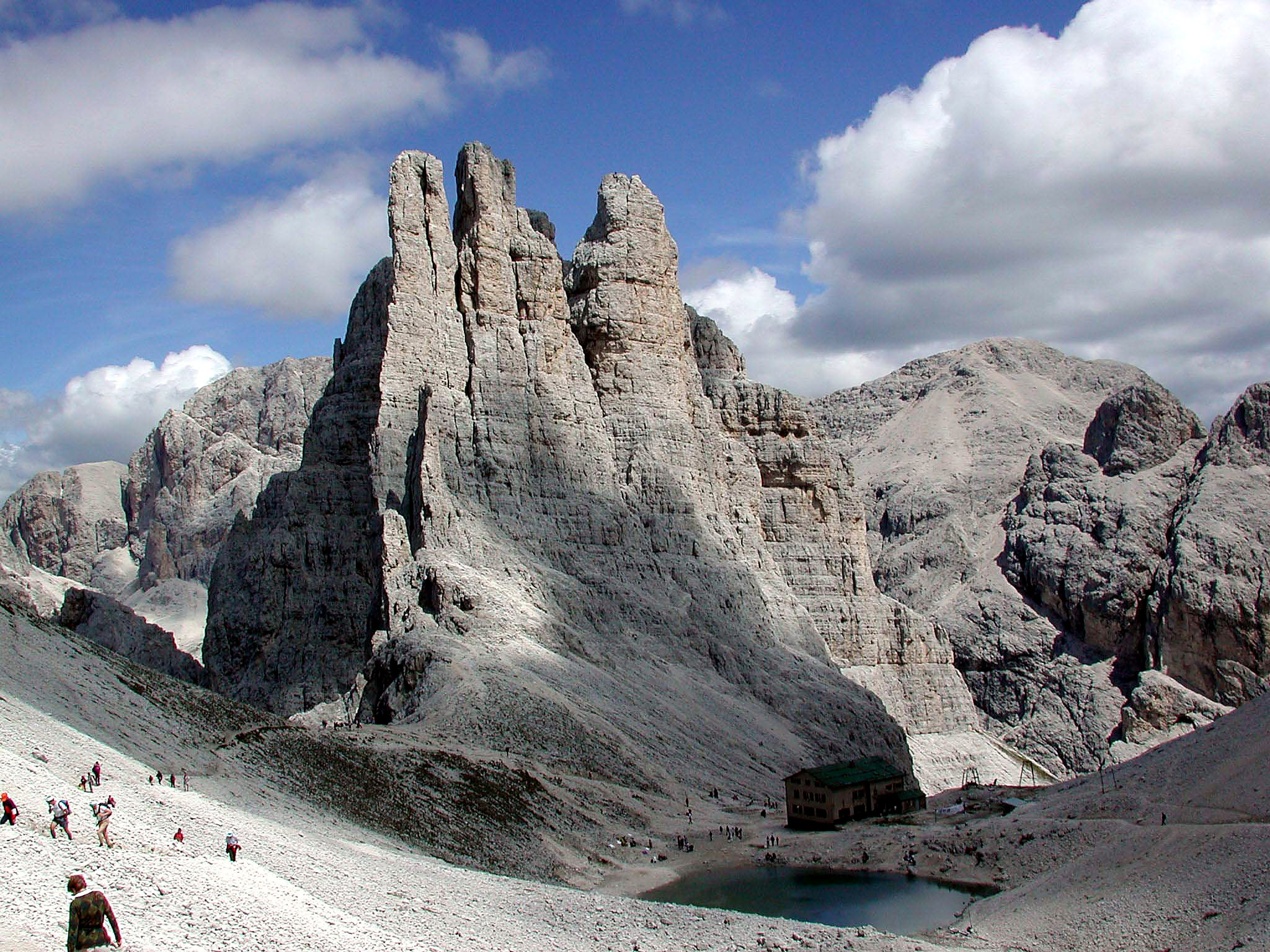
Le Torri del Vajolet

#### Valli
La val d'Adige identifica il tratto della valle percorsa dal fiume Adige che va da Merano a Rovereto, in Trentino. La val d'Adige è l'area più densamente popolata della provincia, sorgendovi l'area metropolitana di Bolzano. Segue un elenco delle principali valli e loro tributarie.
- Val d'Adige: val Passiria, val d'Ultimo
- Valle Isarco: val di Tires, val Gardena, val Ridanna, val Sarentino, val d'Ega, val di Vizze, valle di Racines, val di Giovo, val di Fleres
- Val Pusteria: val di Tures, valle Aurina, val Badia, valle di Casies, val Fiscalina, valle di Anterselva, val di Landro, valle di Braies
- Val Venosta: val Monastero, val Martello, val Senales

#### Passi
Il Passo del Brennero rappresenta il principale valico di frontiera fra l'Italia e l'Austria. Si pone sullo spartiacque fra i bacini del Mare Adriatico e del Mar Nero. Sul lato italiano vi discende la valle dell'Isarco, su quello austriaco il fiume Sill.
Tra gli altri numerosi valichi alpini si ricordano: Passo Gardena, Passo Nigra, Passo Sella, Passo Stalle, Passo del Rombo, Passo della Mendola, Passo delle Erbe, Passo delle Palade, Passo dello Stelvio, Passo di Campolongo, Passo di Costalunga, Passo di Monte Croce di Comelico, Passo di Monte Giovo, Passo di Pampeago, Passo di Pennes, Passo di Resia, Passo di Valparola, Passo San Lugano.

### Idrografia

#### Fiumi
Il territorio altoatesino è caratterizzato essenzialmente dall'alto bacino del fiume Adige - il secondo fiume italiano dopo il Po - situato a Nord della stretta di Salorno. Gli affluenti più importanti sono l'Isarco, la Talvera, la Rienza, il Passirio e il Rio Ram, le cui sorgenti si trovano in Svizzera. In Alto Adige sono altresì situate le fonti della Drava, che in seguito si sviluppa nell'Europa centro-orientale e confluisce nel Danubio.

#### Laghi

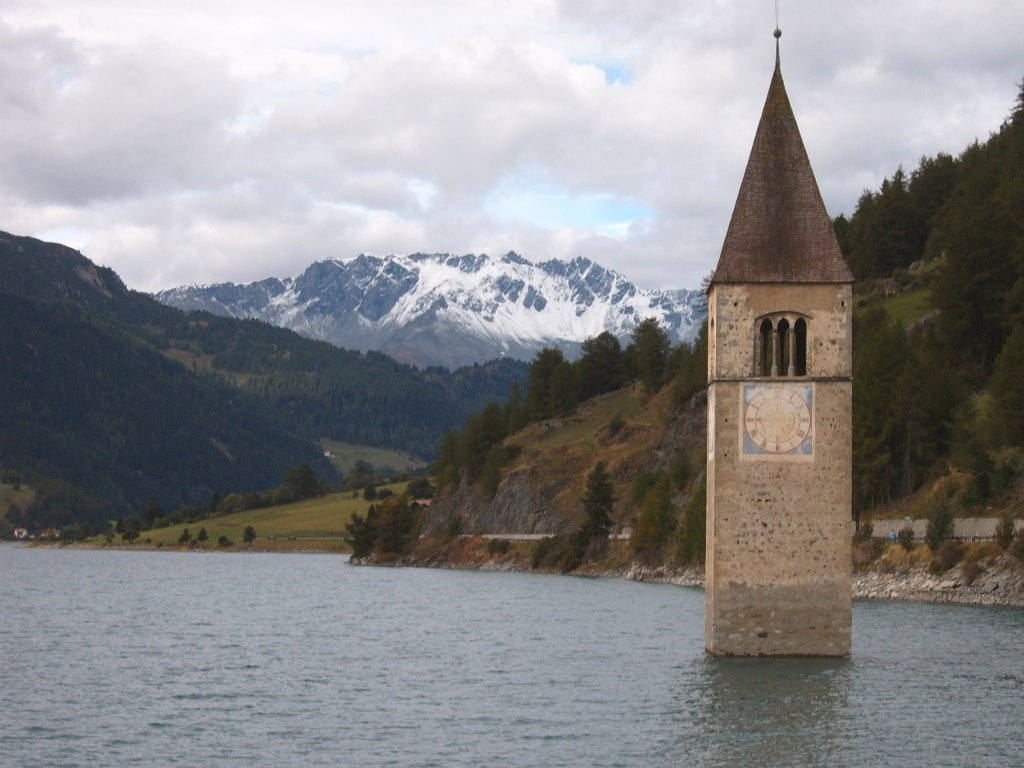
Il lago di Resia

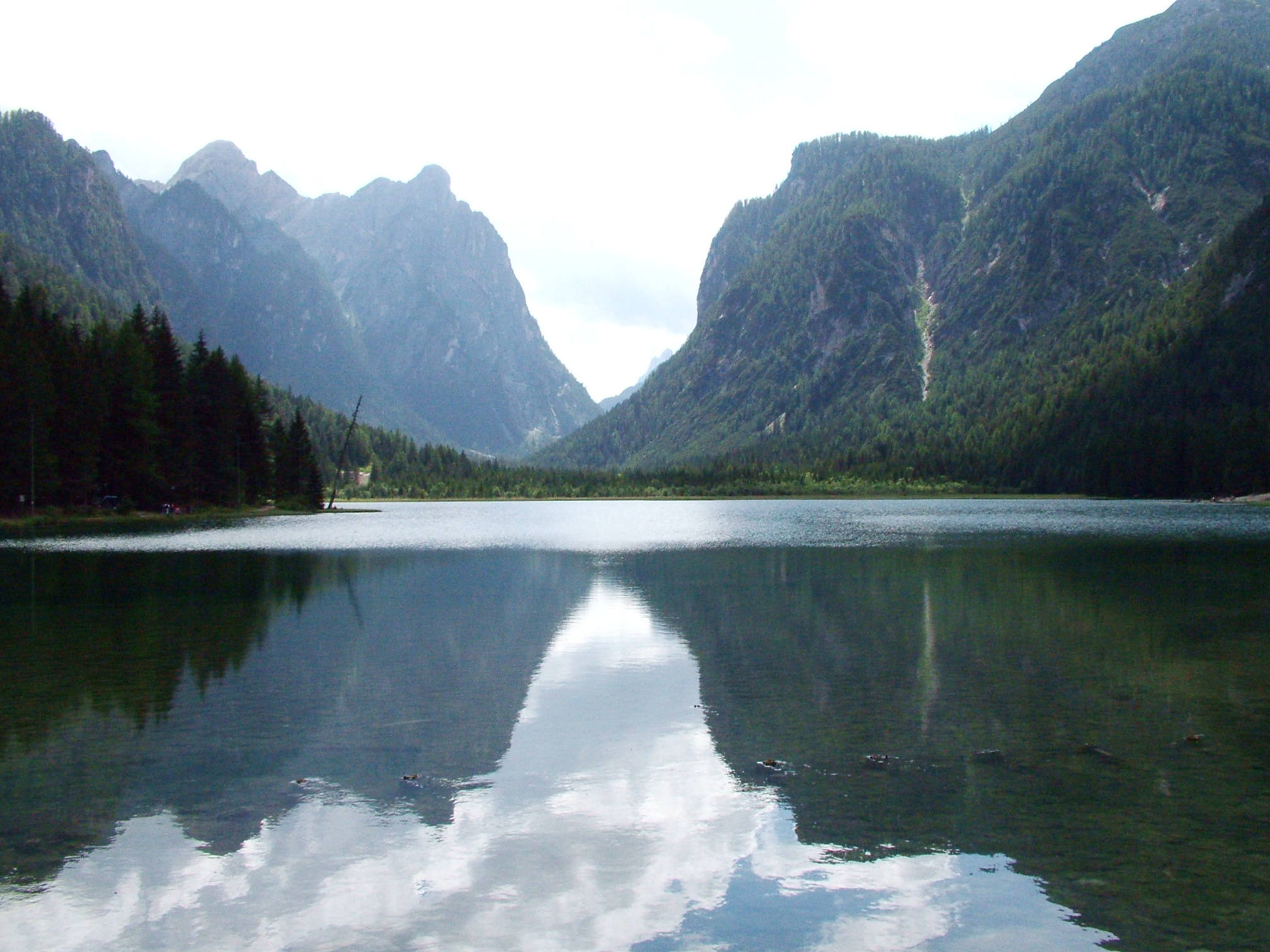
Il lago di Dobbiaco

Nella provincia di Bolzano vi sono 176 bacini d'acqua naturali con lunghezza maggiore o uguale a 100 metri. Gran parte di tali bacini si trova a quote superiori ai 2000 m. I laghi naturali con una superficie maggiore di cinque ettari sono 13: di questi solo tre, il lago di Caldaro (il più esteso lago naturale dell'Alto Adige) e i due laghi di Monticolo, sono situati al di sotto dei 1000 m.
Tra gli altri principali laghi naturali si contano il lago di Anterselva, lago di Braies, il lago di Carezza, il lago di Costalovara, il lago di Dobbiaco, il lago di Favogna, il lago di Fiè, il Lago di Santa Maria, il lago di San Valentino alla Muta, il lago di Landro e il lago di Varna.
Vi sono anche laghi artificiali, alcuni dei quali di dimensione ragguardevole. Tra i principali ricordiamo il lago di Resia (in assoluto il lago più grande della provincia), il lago di Zoccolo, il lago di Fortezza, il lago di Rio di Pusteria e il lago di Valdaora.

#### Cascate

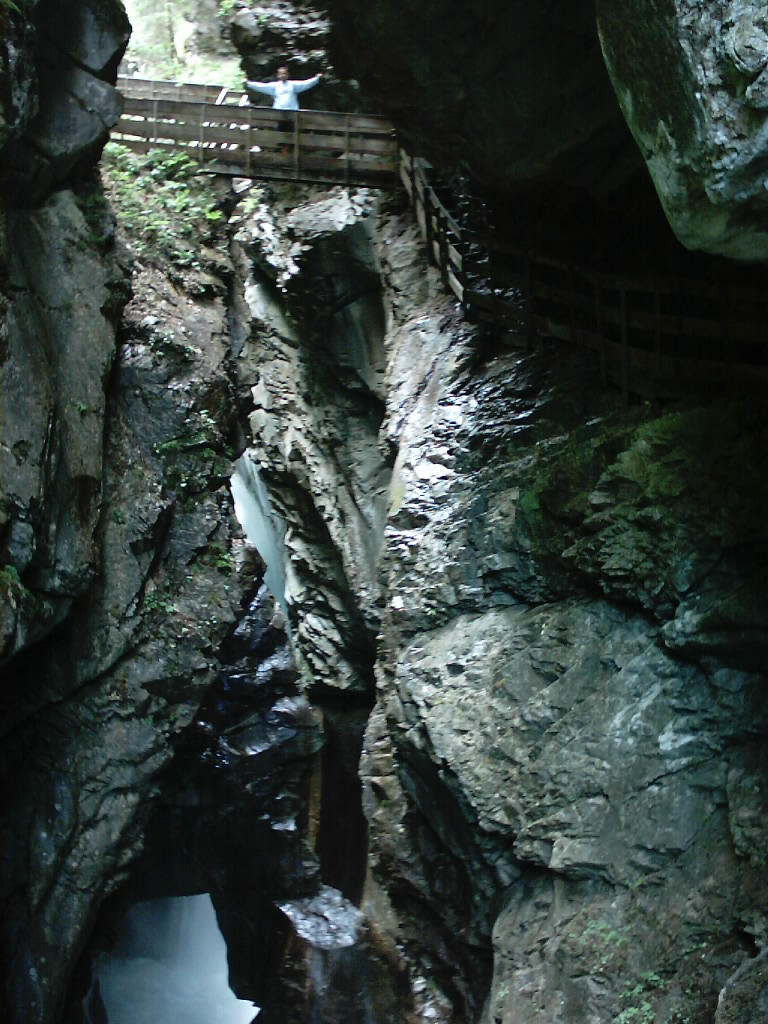
L'orrido delle cascate di Stanghe

Terra di Alpi e Dolomiti, ricca di corsi d'acqua, l'Alto Adige può vantare numerose cascate. Tra le più belle si annoverano: le cascate di Stanghe, a Racines, nei pressi di Vipiteno, le cascate di Riva, a Campo Tures in valle Aurina, la cascata di Parcines, a Parcines in Val Venosta, la più alta dell'Alto Adige.

## Natura

### Parchi naturali
Rientra in territorio altoatesino una parte significativa del parco nazionale dello Stelvio, istituito nel 1935 allo scopo di tutelare la flora, la fauna e le bellezze del paesaggio del gruppo Ortles-Cevedale e di promuovere lo sviluppo di un turismo sostenibile nelle vallate alpine dell'Alto Adige.
Tra i parchi della provincia si contano anche il parco naturale Tre Cime, parco naturale Fanes - Sennes - Braies, parco naturale Gruppo di Tessa, parco naturale Monte Corno, parco naturale Puez-Odle, parco naturale dello Sciliar-Catinaccio, parco naturale Vedrette di Ries-Aurina. In totale sono otto i parchi naturali presenti in Alto Adige.

### Monumenti naturali
Particolari monumenti naturali che si trovano in Alto Adige sono le piramidi di terra, tra cui le piramidi di Plata e le piramidi di Renon.
La gola del rio delle Foglie è un canyon ai piedi del Corno Bianco mentre la gola del rio Rastenbach si trova in Oltradige.

## Storia

### Epoca preromana

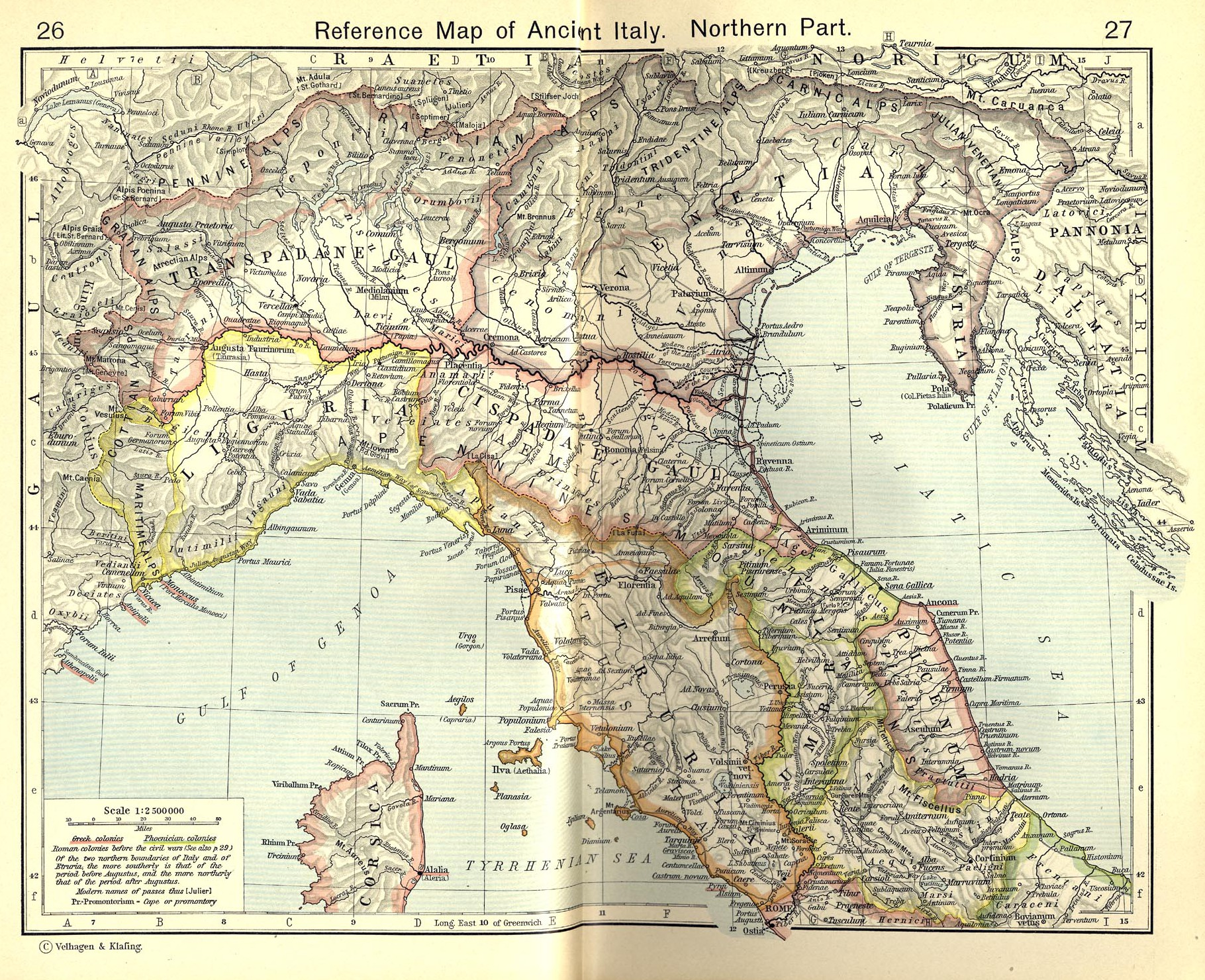
L'Italia augustea, con la Regio X "Venetia et Histria"

I rinvenimenti archeologici dimostrano la presenza dell'uomo nelle valli dell'odierno Alto Adige dopo la fine dell'ultima glaciazione, intorno al 12000 a.C. Reperti provenienti dall'Alpe di Siusi sono databili al paleolitico inferiore.
La celebre mummia del Similaun, nota anche come Ötzi, avrebbe un'età di circa 5 300 anni. Questo la pone nell'età del rame, momento di transizione tra il neolitico e l'età del bronzo.
Appartiene alla tarda età del bronzo e alla prima età del ferro la cultura di Luco-Meluno, che prende il nome da due importanti siti archeologici presso Bressanone.
Intorno al 500 a.C. si sviluppò la cultura di Fritzens-Sanzeno, conosciuta anche come la cultura dei Reti, popolazione di etnia etrusca secondo lo scrittore di epoca romana Plinio. Studi recenti di linguistica hanno confermato una parentela tra la lingua retica e quella etrusca.

### Epoca romana
Nel 16 a.C. e 15 a.C., i Romani sotto Druso e Tiberio occuparono il territorio alpino, spingendosi fino alle rive del Danubio. La parte settentrionale dell'odierno Alto Adige venne divisa fra le due province Rezia (Raetia prima e Raetia secunda) e Norico (Noricum), mentre quella meridionale che includeva la Val d'Adige fino all'altezza di Merano venne inclusa nella Regio X Venetia et Histria.
Il periodo romano si protrasse per cinque secoli e lasciò profonde tracce nella regione che fu fortemente latinizzata. Le popolazioni autoctone svilupparono una parlata neolatina nella quale si fuse il sostrato retico-celtico, il cosiddetto retoromanzo.
Dopo l'anno 400 d.C., nella tarda romanità, si diffuse il cristianesimo, influenzando in misura crescente la vita pubblica e privata.

### Medioevo

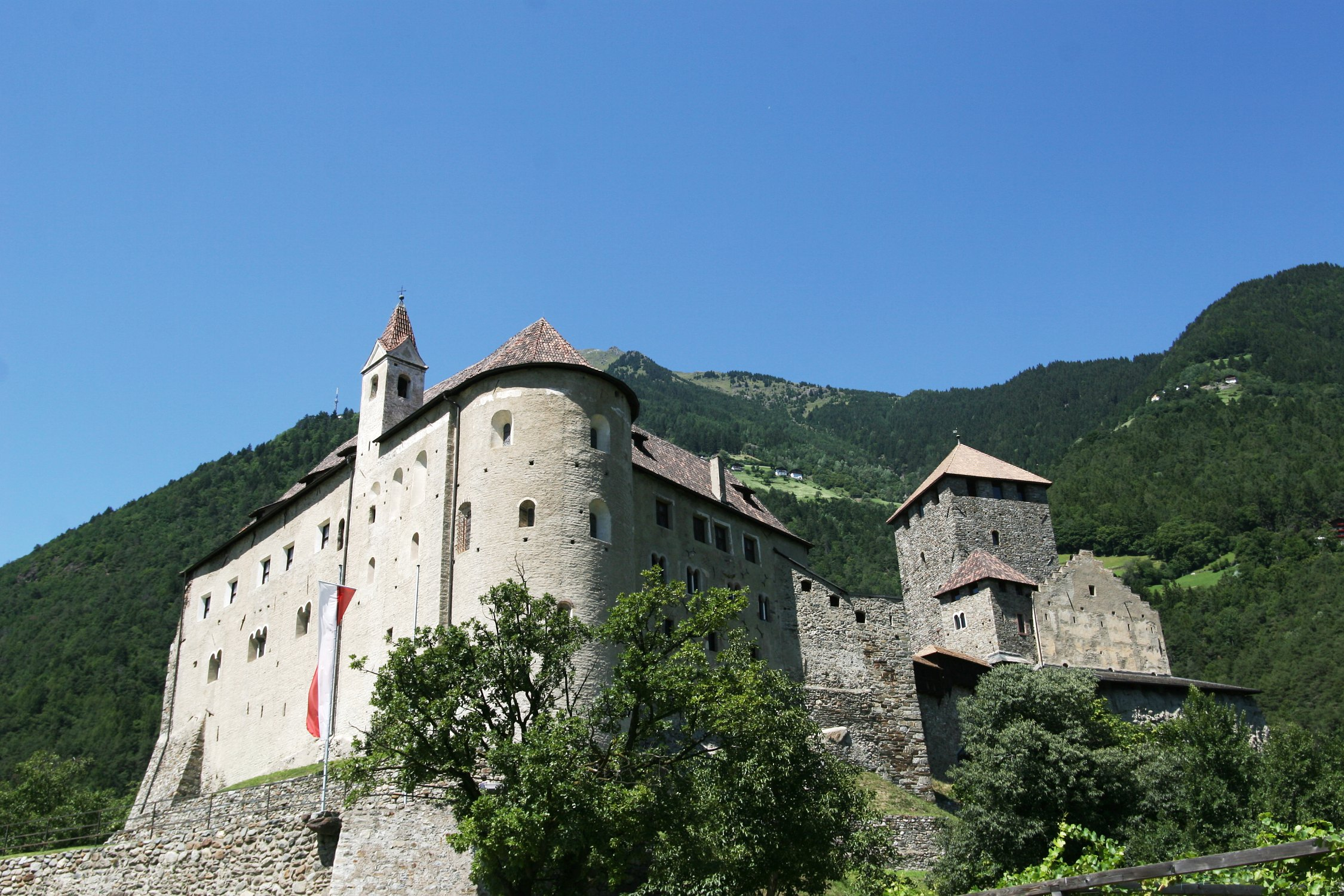
Castel Tirolo, presso il comune di Tirolo

Con la caduta dell'Impero romano d'Occidente nel 476 d.C., popolazioni barbariche di origine germanica invasero la regione che fu inclusa nel Regno di Odoacre e successivamente nel Regno degli Ostrogoti (493-553). Dopo la caduta del regno ostrogoto fu la volta dei Longobardi, che annetterono al loro regno la regione. I Baiuvari e i Franchi, questi ultimi favoriti dagli alleati Longobardi, penetrarono a più riprese in Val Venosta e Val Pusteria. Nel 774 d.C. Carlo Magno sconfisse i Longobardi a Pavia e conquistò il Regno longobardo d'Italia; con la deposizione di Tassilone III di Baviera nel 788, inglobava anche il Ducato di Baviera di cui il territorio della provincia fece parte.
Fu l'imperatore del Sacro Romano Impero Corrado II a concedere ai vescovi di Trento e Bressanone il potere temporale sulle rispettive diocesi nel 1027. I principati vescovili di Trento e Bressanone sopravvissero fino alla secolarizzazione napoleonica del 1803. La regione passò dunque sotto l'Impero Carolingio, seguendone le vicende e divenne quindi parte del Sacro Romano Impero (dal 1512 Sacro Romano Impero della Nazione Germanica). 
Nel corso del XII secolo iniziò l'ascesa delle casate nobiliari a scapito del potere dei due principi vescovi. Riuscirono a imporsi i conti di Tirolo, una casata che prese il nome dall'omonimo castello presso Merano. Fu Mainardo II a dare alla regione del Tirolo i confini che poi, con minimi ampliamenti, restarono immutati fino al 1918.
L'ultima contessa del Tirolo, Margherita di Tirolo-Gorizia, lasciò in eredità le sue terre al parente Rodolfo IV d'Asburgo, duca d'Austria. Iniziava l'epoca asburgica (1363 - 1918), interrotta soltanto dalle guerre napoleoniche, 1806 - 1814. Nel 1420, il duca Federico IV d'Asburgo trasferì la sua corte da Merano a Innsbruck.

### Epoca napoleonica e Restaurazione

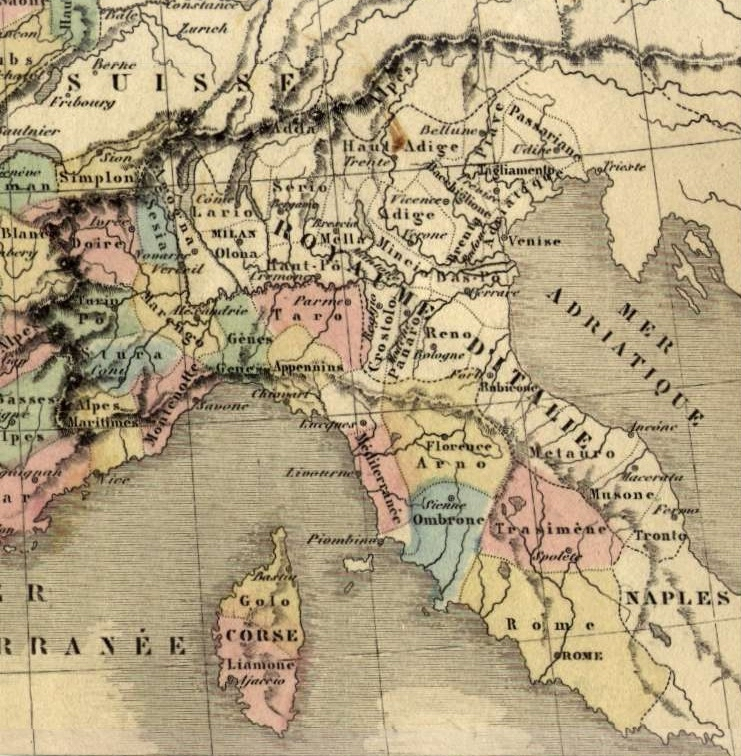
L'Italia durante l'egemonia napoleonica. Nella carta compare la denominazione Haut-Adige ovvero Alto Adige, attorno a Trento

Nel 1805, dopo la disfatta asburgica per opera di Napoleone, il Trattato di Presburgo assegnò la Contea del Tirolo alla Baviera, alleata della Francia. Il successivo Trattato di Parigi del 28 febbraio 1810 sancì il passaggio di parti dell'odierna provincia di Bolzano al Regno d'Italia napoleonico: la città di Bolzano, l'Oltradige-Bassa Atesina, una parte rilevante del Salto-Sciliar e una piccola parte del Burgraviato (in particolare l'Alta Val di Non tedesca) furono incorporati nel dipartimento dell'Alto Adige, che comprendeva principalmente gran parte dell'odierno Trentino; le valli dolomitiche intorno a Dobbiaco furono riunite nel Dipartimento della Piave. L'epoca napoleonica venne segnata anche dalle insurrezioni capeggiate da Andreas Hofer. In seguito alla Restaurazione il Regno d'Italia venne dissolto e il territorio dell'odierna provincia tornò di nuovo all'impero austriaco (1814) in seguito all'impero austro-ungarico (1867).

### Regno d'Italia

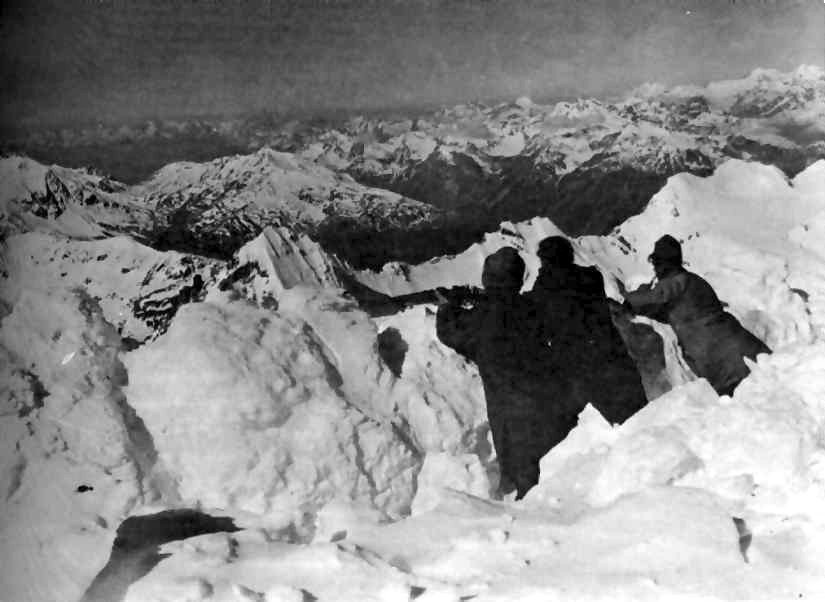
Soldati austro-ungarici sull'Ortles

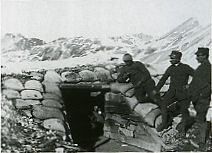
Alpini presso il passo dello Stelvio

L'Impero asburgico, che in seguito alla Restaurazione divenne la potenza egemone nel nord-est della penisola italiana, fu un potente avversario del Risorgimento. Ciò non riuscì a impedire la nascita del Regno d'Italia, che fu proclamato nel 1861. Nel neonato stato italiano il processo di unificazione non fu considerato completo, poiché molti territori abitati da comunità italiane restavano sotto controllo austriaco e si consolidò di conseguenza l'irredentismo, che coinvolse una parte ridotta ed elitaria della popolazione (principalmente la borghesia e il ceto dirigente), trovando meno supporto nelle popolazioni rurali; mentre era irrilevante nell'odierno Alto Adige, poiché in base al censimento austriaco del 1910 una esigua minoranza della popolazione si dichiarava italofona, mentre il 90% risultava germanofono. L'irredentismo nel Regno d'Italia rispetto all'Alto Adige, propagato da alcuni gruppi, trovava il suo fondamento nel principio della frontiera naturale, rientrando il territorio nelle frontiere geografiche della penisola italiana ed essendo il confine del Brennero militarmente rilevante.
Nel 1914, all'inizio della prima guerra mondiale, l'Austria-Ungheria e l'Italia aderivano entrambe alla Triplice alleanza, che era di natura difensiva e non contemplava l'intervento italiano al fianco degli austro-tedeschi (che erano le potenze aggredenti). L'Italia mantenne inizialmente la sua neutralità, ma in cambio di concessioni territoriali comprendenti anche l'Alto Adige in base ai termini del trattato segreto di Londra, stipulato nell'aprile 1915, dichiarò guerra all'Austria-Ungheria.
Annessione all'Italia
In seguito alla vittoria italiana e allo sfaldamento dell'Impero austro-ungarico il Trattato di Saint-Germain confermò, contro le proteste della popolazione locale, il passaggio dell'Alto Adige al Regno d'Italia, il 10 settembre 1919. Dopo aver istituito un governatorato civile, guidato da Luigi Credaro, l'annessione territoriale fu formalizzata nel corso del 1920 dai due parlamenti austriaco e italiano, nonostante una petizione sudtirolese ne chiedesse la revisione. Il 9 maggio 1920 fu organizzata a Merano dal Deutscher Verband una grande manifestazione per l'autonomia del territorio germanofono, evento seguito da ca 15.000 partecipanti che scandirono il «Los von Trient!» («Via da Trento»), rifiutando l'istituzione di una provincia unica per la Venezia Tridentina (la provincia di Trento) e chiedendo un'ampia autonomia per la parte germanofona. Le richieste non furono prese in considerazione dal governo italiano. L'Italia liberale seguì nei primi anni di governo una politica di integrazione della popolazione germanofona, non dando seguito alle richieste più oltranziste di un'italianizzazione radicale, voluta invece fortemente da Ettore Tolomei.
Fascismo
Dopo l'avvento del fascismo, la popolazione di lingua tedesca fu sottoposta a un intenso tentativo di snazionalizzazione e italianizzazione. Le scuole di lingua tedesca vennero gradualmente soppresse. La stampa germanofona venne largamente proibita o censurata. L'uso dei toponimi tedeschi venne vietato e venne data la possibilità di "ripristinare" il cognome italiano (o italianizzare quelli tedeschi) a coloro che ne facessero richiesta.
Dal punto di vista amministrativo l'Alto Adige venne in un primo momento accorpato con il Trentino nella Provincia di Trento, al fine di diluire l'influenza dell'elemento linguistico tedesco, ma tale esigenza venne meno quando il regime abolì la democrazia locale e al contrario emerse la necessità di un controllo più particolareggiato del territorio. Venne allora istituita la Provincia di Bolzano (1927).
Nel contempo venne promossa la modernizzazione dell'economia altoatesina, con la realizzazione di infrastrutture e la costruzione di impianti idroelettrici per agevolare l'industria pesante installata nella provincia, la cui manovalanza venne reclutata dalle altre regioni italiane.
In seguito all'avvicinamento alla Germania nazista furono implementate le opzioni in Alto Adige. Alla popolazione di lingua tedesca fu richiesto di scegliere se diventare cittadini tedeschi e conseguentemente trasferirsi nei territori del Terzo Reich o se rimanere cittadini italiani integrandosi nella cultura italiana e rinunciando a essere riconosciuti come minoranza linguistica. La stragrande maggioranza optò per la Germania, ma solo una parte emigrò effettivamente e molti tornarono dopo la seconda guerra mondiale.
Zona d'operazioni delle Prealpi
Dopo l'armistizio dell'8 settembre 1943 l'Alto Adige venne occupato dalla Germania nazista e, pur facendo formalmente parte della Repubblica Sociale Italiana, venne amministrato dalla Germania in seno alla Zona d'operazioni delle Prealpi. La parentesi nazista venne segnata dallo sterminio della popolazione ebraica, da persecuzioni contro gli abitanti di lingua tedesca che non avevano optato per la Germania e, verso la fine della guerra, da eccidi nei confronti di militari italiani. La guerra si concluse con 8.000 sudtirolesi, arruolati nelle file della Wehrmacht, delle SS e dell'organizzazione Todt, dispersi o morti.

### Repubblica italiana
Primo statuto di autonomia

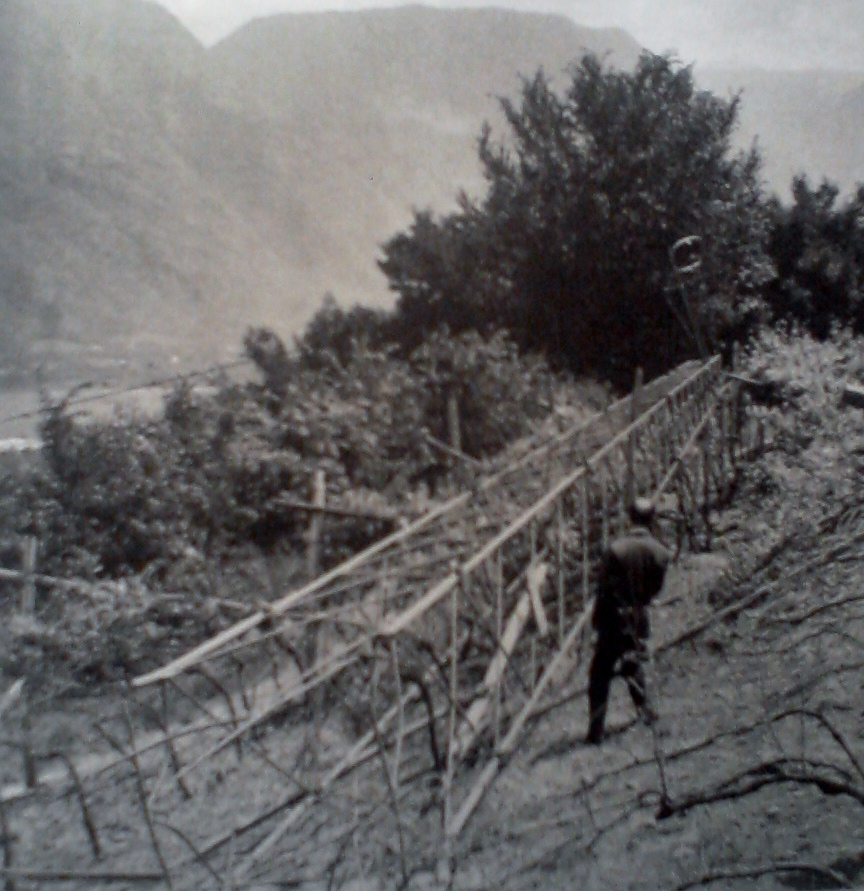
Uno dei 37 tralicci che furono fatti saltare nel giugno 1961 con la Notte dei fuochi

Dopo la guerra gli altoatesini di lingua tedesca sperarono nell'unificazione con l'Austria, ma l'accordo De Gasperi-Gruber stabilì che la provincia rimanesse all'Italia in condizioni di autonomia. Il primo statuto di autonomia del 1948 dava ampie competenze alla regione Trentino-Alto Adige, dove i trentini e gli altoatesini di lingua italiana erano in maggioranza. Lo statuto ripristinò l'insegnamento del tedesco e stabilì la toponomastica bilingue. Fino alla metà degli anni cinquanta la Democrazia Cristiana e la Südtiroler Volkspartei, il partito di riferimento della popolazione di lingua tedesca, guidato originariamente da membri della Resistenza al nazismo, collaborarono dunque nella gestione dell'ente regionale, che poté svilupparsi anche economicamente.
Verso la metà degli anni cinquanta del Novecento, in seguito al ritorno di molti optanti dalla Germania e alla ricostituzione della Repubblica Austriaca, decisa a sostenere istanze rivendicazioniste, la politica altoatesina si radicalizzò. La stampa e il clero di lingua tedesca si inserirono nella controversia etnica evocando una "marcia della morte" orchestrata dal Governo italiano ai danni della popolazione di lingua tedesca attraverso l'industrializzazione e l'immigrazione da altre regioni d'Italia. .
La radicalizzazione portò alla nascita di movimenti terroristici: il Gruppo Stieler, autore di diversi danneggiamenti; il Comitato per la liberazione del Sudtirolo, che perseguì anche una strategia stragista. Il Governo italiano rispose al terrorismo con una massiccia presenza militare in Alto Adige.
Secondo statuto di autonomia
La questione dell'Alto Adige raggiunse le Nazioni Unite. Dopo anni di discussione nei consessi nazionali e internazionali nel 1972 l'Alto Adige ottenne un'ampia autonomia separata dal Trentino, racchiusa nel Pacchetto per l'Alto Adige e contenuta nel secondo statuto di autonomia del Trentino-Alto Adige, che consegnava la maggioranza politica al gruppo tedesco e istituzionalizzava la separazione etnica attraverso la cosiddetta proporzionale etnica.
Ciononostante, gli attentati terroristici ripresero con forza nella seconda metà degli anni settanta del Novecento, per finire solamente alla fine degli anni ottanta. Accanto a gruppi estremistici di lingua tedesca, in particolare Ein Tirol, favorevoli al distacco dallo Stato italiano, comparvero anche organizzazioni italiane, come l'Associazione Protezione Italiani e il Movimento Italiano Alto Adige, contrarie ai provvedimenti contenuti nel secondo statuto di autonomia.
La pacificazione fu raggiunta sul finire degli anni ottanta del Novecento e ha coinciso con un lungo periodo di prosperità economica, fino allo scoppio della crisi dell'Eurozona. Dopo un passato tormentato l'Alto Adige è oggi visto come un esempio di pacifica convivenza fra gruppi etnici.
Si registrano tuttavia da un lato il disagio della popolazione di lingua italiana, che dagli anni settanta ha visto progressivamente calare la propria consistenza numerica, con la radicalizzazione del voto a favore del Movimento Sociale Italiano - Destra Nazionale negli anni ottanta e successivamente in misura minore di Unitalia; dall'altro lato la crescente insofferenza della popolazione di lingua tedesca con il consolidato successo dei partiti, come i Freiheitlichen, che sostengono l'annessione all'Austria o la creazione di un Alto Adige Stato indipendente.

### Monumenti storici

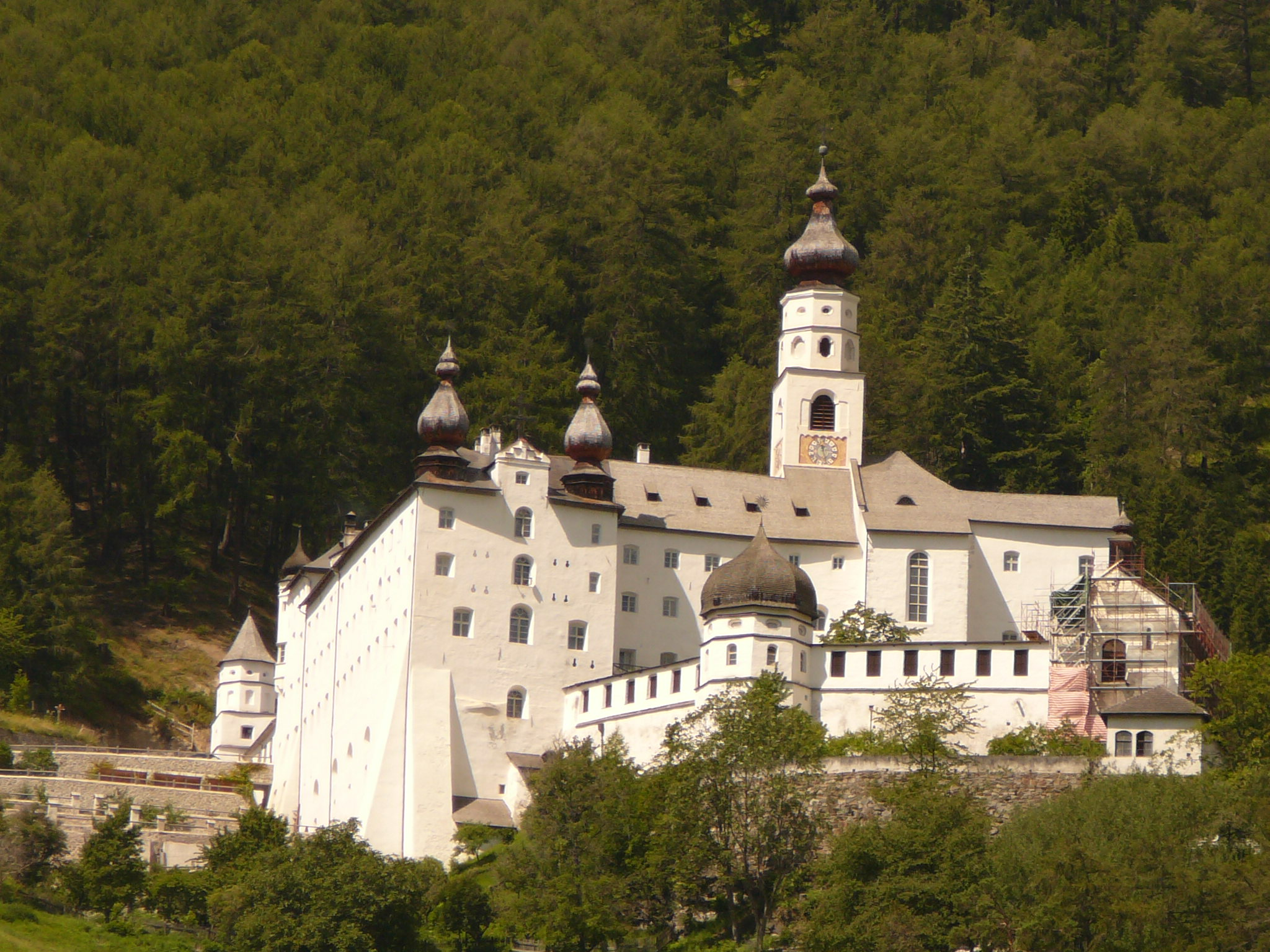
L'abbazia di Monte Maria, presso Burgusio di Malles

L'odierna provincia di Bolzano nel corso della storia è passata sotto diverse dominazioni, ciascuna delle quali ha lasciato le proprie tracce. La più duratura risulta la dominazione asburgica, che durò più di cinque secoli, prendendo avvio nel 1363 e terminando nel 1918, e segnò profondamente sia le popolazioni sia le espressioni storico-artistiche della regione.
Del periodo medievale sono testimonianza numerosi castelli, tra i quali il più importante è castel Tirolo: dai suoi signori, i conti di Tirolo, ha preso il nome l'intera regione. A castel Roncolo si trovano affreschi di soggetto cavalleresco, castel Coira alloggia un'importante collezione di armature. Sotto l'impero austro-ungarico furono costruiti diversi forti, tra cui il forte di Fortezza.
Oltre a castelli e fortezze nella provincia di Bolzano si trovano innumerevoli chiese, abbazie e monasteri, di stile romanico, gotico e barocco: tra questi l'abbazia di Monte Maria, l'abbazia di Novacella, il monastero di Sabiona, la collegiata di San Candido, il duomo di Bressanone e il duomo di Bolzano.
Durante il Ventennio furono eretti numerosi monumenti in sintonia con l'iconografia e ideologia del regime fascista, tra essi il Monumento alla Vittoria di Bolzano e il monumento all'Alpino di Brunico.

## Società

### Evoluzione demografica

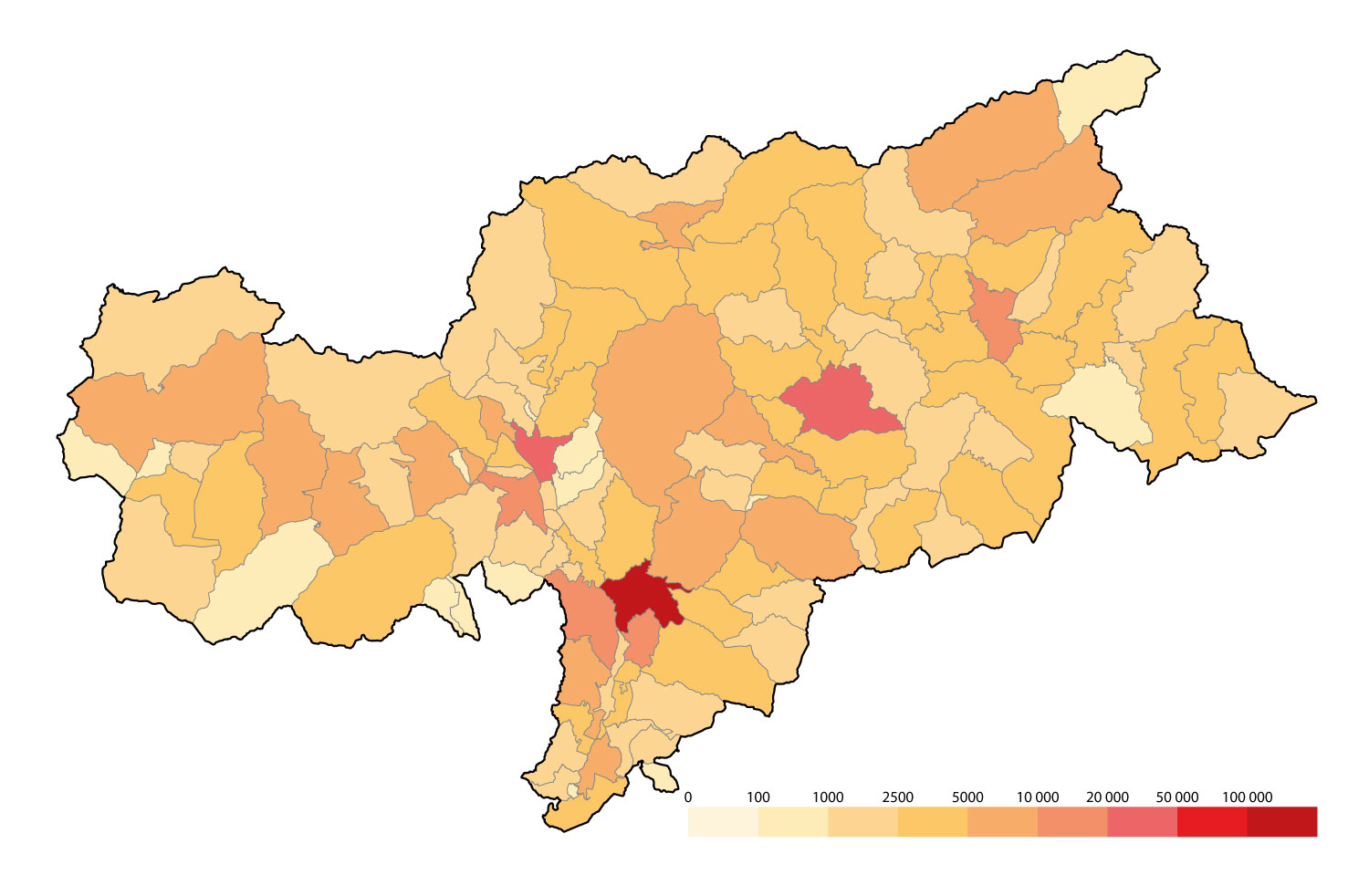
Popolazione (2020)
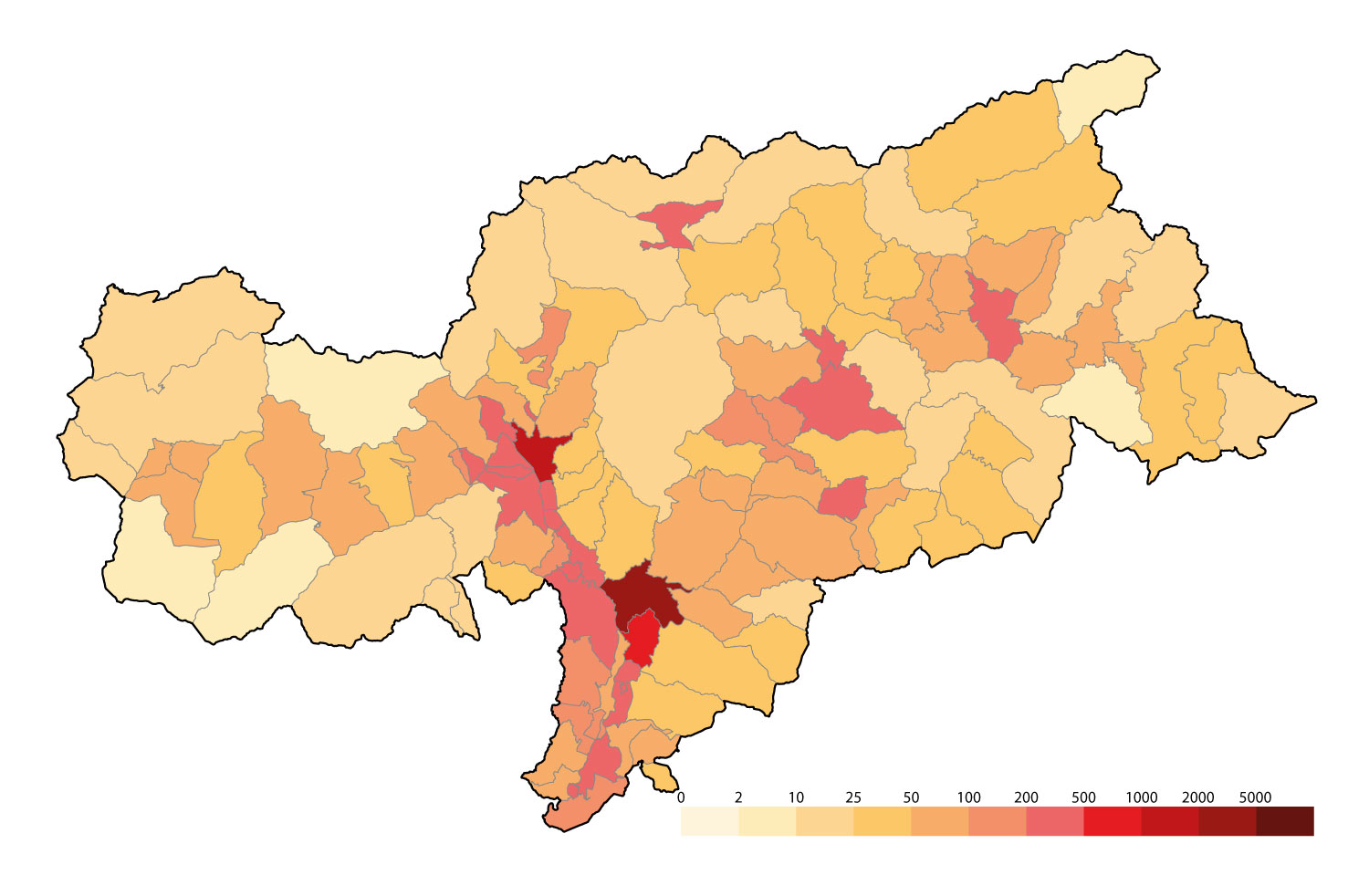
Densità (2020)
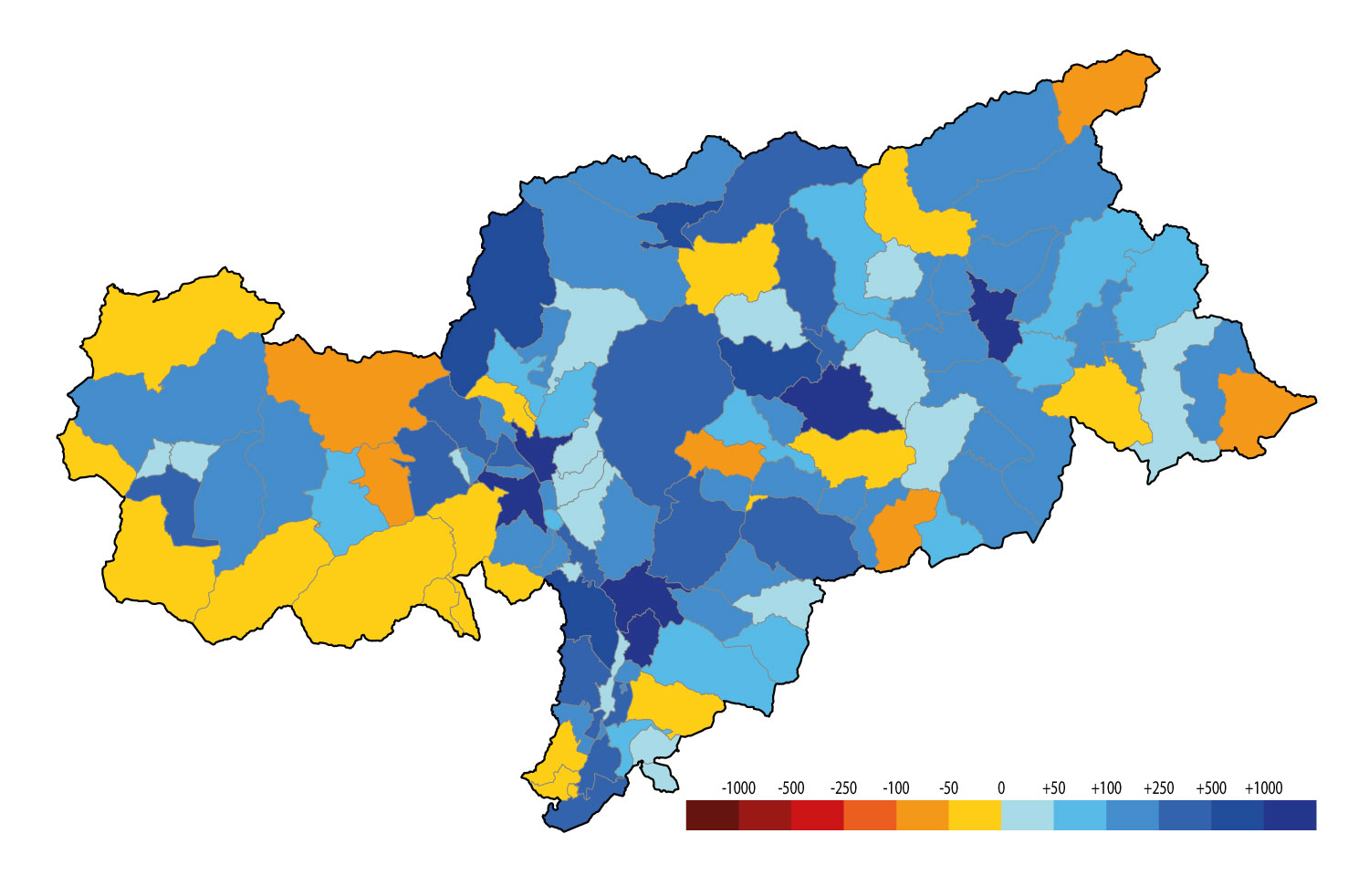
Andamento della popolazione (2011-2020)

Alla fine del 2019 si contavano 532 080 abitanti, di cui 50 936 stranieri (9,5%, sopra la media nazionale ma sotto quella dell'Italia settentrionale).
Le più grandi comunità di stranieri oltre le 1 500 persone sono:
- Albanesi: 5 968 persone
- Tedeschi: 4 432 persone
- Pakistani: 3 713 persone
- Marocchini: 3 567 persone
- Romeni: 3 422 persone
- Kosovari: 2 601 persone
- Slovacchi: 2 092 persone
- Macedoni del Nord: 2 084 persone
- Ucraini: 1 800 persone
- Austriaci: 1 626 persone

### Lingue e gruppi linguistici

Censimento 2024

La provincia autonoma di Bolzano è un'area trilingue. Il tedesco e l'italiano sono lingue ufficiali della provincia, a cui si aggiunge il ladino in due valli orientali.
Al censimento del 2024 gli abitanti di madrelingua tedesca erano il 68,61%. Nella vita privata e pubblica all'interno della componente germanofona predomina un dialetto austrobavarese alpino (il dialetto sudtirolese), caratterizzato da una certa presenza di vocaboli di origine romanza. Il tedesco standard nella sua variante austriaca rimane l'idioma insegnato a scuola, usato nella comunicazione scritta e nelle occasioni ufficiali. Il gruppo tedescofono è maggioritario in 102 comuni su 116 (con una punta del 99,52% a Moso in Passiria), di questi in ben 75 comuni il gruppo linguistico tedesco costituisce più del 90% dei residenti.
Sempre al censimento 2024 gli italofoni, sono il 26,98% e sono maggioritari in sei comuni: Bolzano (74,71%), Laives (74,47%), Bronzolo (63,46%), Salorno (62,49%), Vadena (61,52%) e Merano (51,37%). A Fortezza il 41,09% della cittadinanza appartiene al gruppo italiano e a Bressanone, terzo comune della provincia, gli italofoni sono il 26,03%.
Per caratterizzare e disprezzare i madrelingua italiani i parlanti tedesco usano il termine Walsche e, per indicare la lingua italiana, Walsch, entrambi termini che derivano dal germanico antico (Walh, straniero, cfr. Valacchi) e hanno acquisito connotazione negativa. Il termine "Welschtirol" che letteralmente significa: "Tirolo straniero o "Tirolo Italiano" è usato per indicare il Trentino ed ha la stessa origine. 
D'altro canto i madrelingua tedeschi, di contro, vengono apostrofati con l'uso del termine "crucchi". Tuttavia fra le nuove generazioni entrambi gli appellativi "Walschen" e "crucchi" stanno cadendo in disuso per via del minore astio fra i giovani germanofoni e italofoni.
Gli italofoni, provenienti da regioni diverse, nella vita quotidiana usano per lo più l'italiano standard, mentre nella Bassa Atesina è diffuso anche il dialetto trentino.
Oltre il 4% degli altoatesini è di madrelingua ladina dolomitica. I ladinofoni sono concentrati soprattutto nella val Gardena e in val Badia e costituiscono la maggioranza in otto comuni: La Valle (punta del 96,45%), San Martino in Badia, Marebbe, Badia, Santa Cristina Valgardena, Selva di Val Gardena, Corvara in Badia, Ortisei.
In occasione del censimento decennale della popolazione, ogni cittadino maggiore di 14 anni è chiamato a dichiarare la propria appartenenza a uno dei tre gruppi linguistici. In base ai risultati si procede all'assegnazione dei posti negli impieghi pubblici, delle case popolari, dei contributi per enti e associazioni, secondo il sistema della proporzionale etnica. L'autonomia altoatesina si basa infatti sul principio del separatismo linguistico. Asili, scuole, case di riposo sono distinti per gruppo linguistico. Anche alcune associazioni attirano soci prevalentemente di un solo gruppo linguistico, come il Club Alpino Italiano e l'Alpenverein Südtirol, e anche la Caritas intrattiene sezioni separate.
Per quanto riguarda in particolare la scuola, l'insegnamento viene impartito esclusivamente in lingua italiana o tedesca, secondo l'appartenenza linguistica, da insegnanti di madrelingua. Elemento di attenuazione risulta l'apprendimento dell'altra lingua a partire dalla prima o seconda elementare (a mo' di lingua straniera). A livello della giunta provinciale vi sono due distinti assessorati, uno per l'intendenza scolastica tedesca e uno per quella italiana.
Tra il 1971 e il 2011 il gruppo linguistico italiano, in costante crescita dal primo dopoguerra fino agli anni sessanta, è calato da 137 759 a 118 120 residenti.
| Anni | Italofoni       | Germanofoni     | Ladinofoni    | Altri          | Totale  |
| ---- | --------------- | --------------- | ------------- | -------------- | ------- |
| 1880 | 6 884 (3,4%)    | 186 087 (90,6%) | 8 822 (4,3%)  | 3 513 (1,7%)   | 205 306 |
| 1890 | 9 369 (4,5%)    | 187 100 (89,0%) | 8 954 (4,3%)  | 4 862 (2,3%)   | 210 285 |
| 1900 | 8 916 (4,0%)    | 197 822 (88,8%) | 8 907 (4,0%)  | 7 149 (3,2%)   | 222 794 |
| 1910 | 7 339 (2,9%)    | 223 913 (89,0%) | 9 429 (3,8%)  | 10 770 (4,3%)  | 251 451 |
| 1921 | 27 048 (10,6%)  | 193 271 (75,9%) | 9 910 (3,9%)  | 24 506 (9,6%)  | 254 735 |
| 1931 | 65 503 (23,2%)  | 195 177 (69,2%) | n.d.          | 21 478 (7,6%)  | 282 158 |
| 1953 | 114 568 (33,1%) | 214 257 (61,9%) | 12 696 (3,7%) | 4 251 (1,3%)   | 345 772 |
| 1961 | 128 271 (34,3%) | 232 717 (62,2%) | 12 594 (3,4%) | 281 (0,1%)     | 373 863 |
| 1971 | 137 759 (33,3%) | 260 351 (62,9%) | 15 456 (3,7%) | 475 (0,1%)     | 414 041 |
| 1981 | 123 695 (28,7%) | 279 544 (64,9%) | 17 736 (4,1%) | 9 593 (2,2%)   | 430 568 |
| 1991 | 116 914 (26,5%) | 287 503 (65,3%) | 18 434 (4,2%) | 17 657 (4,0%)  | 440 508 |
| 2001 | 113 494 (24,5%) | 296 461 (64,0%) | 18 736 (4,0%) | 34 308 (7,4%)  | 462 999 |
| 2011 | 118 120 (23,3%) | 314 604 (62,2%) | 20 548 (4,0%) | 51 795 (10,5%) | 505 067 |

| Anni | Italofoni        | Germanofoni      | Ladinofoni     | Totale         |
| ---- | ---------------- | ---------------- | -------------- | -------------- |
| 2024 | 121 520 (26,98%) | 309 000 (68,61%) | 19 853 (4,41%) | 450 373 (100%) |

Ai fini della proporzionale etnica, in vigore dal 1981, calcolata invece sui soli cittadini italiani (senza gli altri), i rilevamenti sono stati i seguenti:
| Gruppo linguistico | 1981    | 1991    | 2001    | 2011    |
| ------------------ | ------- | ------- | ------- | ------- |
| Tedesco            | 66,40 % | 67,99 % | 69,15 % | 69,41 % |
| Italiano           | 29,38 % | 27,65 % | 26,47 % | 26,06 % |
| Ladino             | 4,21 %  | 4,36 %  | 4,37 %  | 4,53 %  |

| Lingua materna | Lingua materna |  | percentuale | percentuale |
| -------------- | -------------- |  | ----------- | ----------- |
| italiano       | italiano       |  | 26,06%      | 26,06%      |
| tedesco        | tedesco        |  | 69,41%      | 69,41%      |
| ladino         | ladino         |  | 4,53%       | 4,53%       |

Dichiarazioni di aggregazione a un gruppo linguistico:
- italiano 34,30%
- tedesco 59,32%
- ladini 6,38%

#### Uso della lingua tedesca

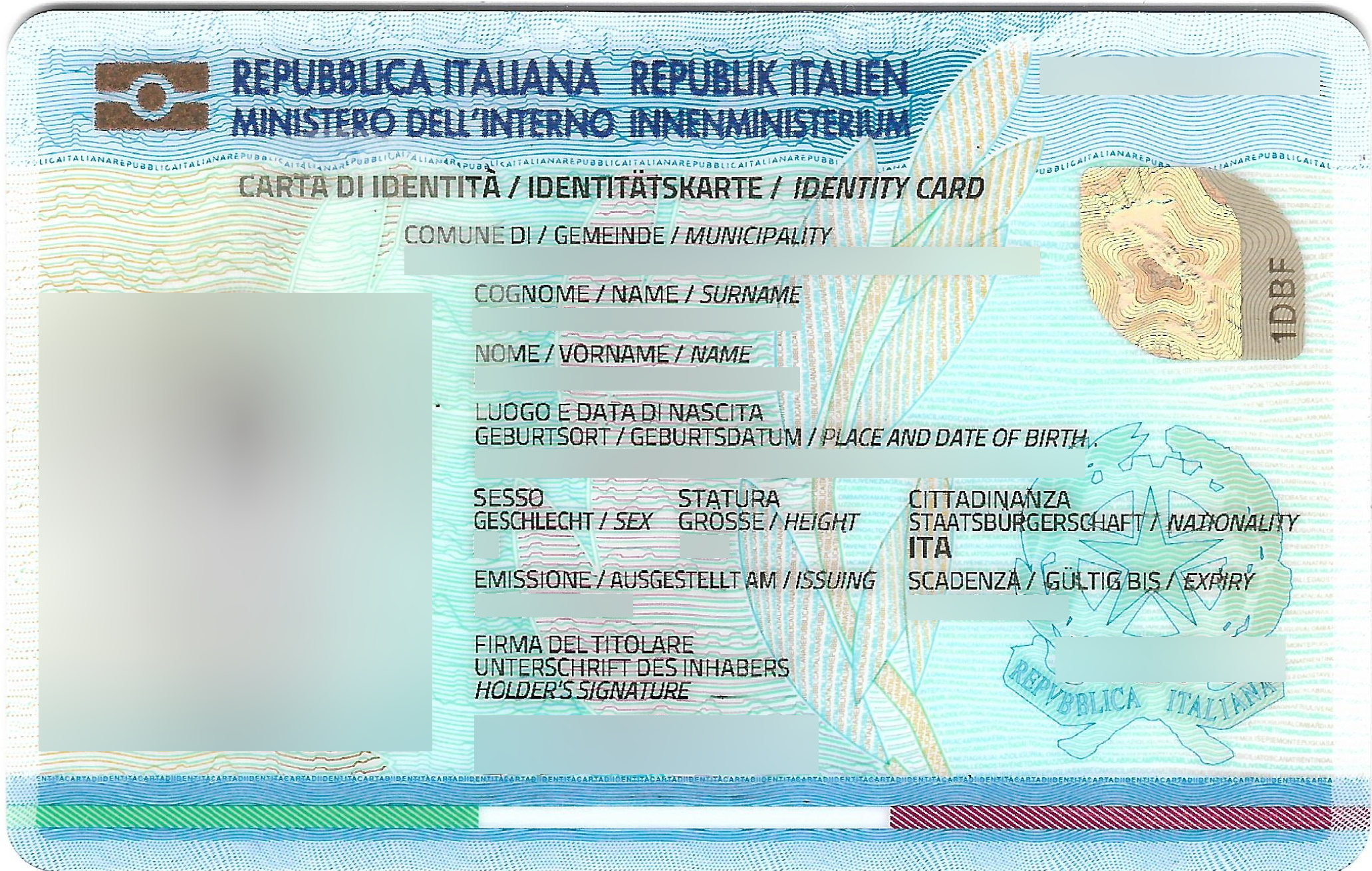
Carta d'identità trilingue italiano-tedesco-inglese

Lo statuto del Trentino-Alto Adige sancisce che la lingua tedesca è parificata a quella italiana, ma quest'ultima fa testo negli atti aventi carattere legislativo (art. 99).
I cittadini di lingua tedesca della provincia di Bolzano hanno facoltà di usare la loro lingua nei rapporti con gli uffici giudiziari e con gli organi e uffici della pubblica amministrazione, nonché con i concessionari di servizi di pubblico interesse. Le carte d'identità dei residenti in Alto Adige sono espresse in italiano e tedesco come prime due lingue aventi la stessa evidenza e lo stesso rilievo tipografico ai sensi del D.P.R.574/88, oltre all'inglese come terza lingua con diverso rilievo tipografico.
Nelle adunanze degli organi collegiali della regione Trentino-Alto Adige, della provincia di Bolzano e degli enti locali può essere usata la lingua italiana o la lingua tedesca.
Nella corrispondenza e nelle comunicazioni orali deve essere usata la lingua del richiedente; quando viene avviata d'ufficio, la corrispondenza si svolge nella lingua presunta del cittadino cui è destinata.
(art. 100)
Le amministrazioni pubbliche devono usare, nei riguardi dei cittadini di lingua tedesca, anche la toponomastica tedesca, se la legge provinciale ne abbia accertata l'esistenza e approvata la dizione (art. 101). Una tale legge non è stata ancora approvata dal consiglio provinciale.

#### Uso della lingua ladina

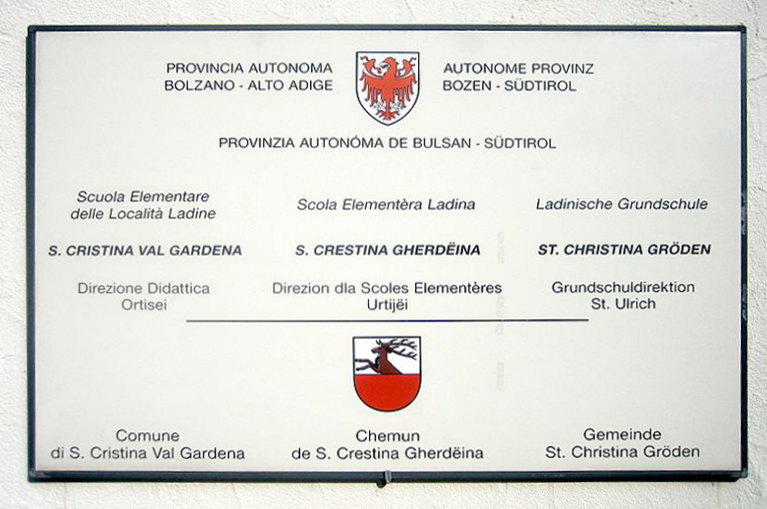
Insegna trilingue di una scuola ladina del comune di Santa Cristina Valgardena

La lingua ladina è usata nelle scuole materne ed è insegnata nelle scuole delle località ladine. Tale lingua è usata, altresì, quale strumento di insegnamento nelle scuole di ogni ordine e grado delle località stesse. In tali scuole l'insegnamento è impartito su base paritetica di ore in italiano e tedesco.
Esiste un assessorato alla scuola in lingua ladina distinto da quelli in lingua italiana e tedesca.

## Comuni
Appartengono alla provincia autonoma di Bolzano i seguenti 116 comuni:
- Aldino
- Andriano
- Anterivo
- Appiano sulla Strada del Vino
- Avelengo
- Badia
- Barbiano
- Bolzano
- Braies
- Brennero
- Bressanone
- Bronzolo
- Brunico
- Caines
- Caldaro sulla Strada del Vino
- Campo Tures
- Campo di Trens
- Castelbello-Ciardes
- Castelrotto
- Cermes
- Chienes
- Chiusa
- Cornedo all'Isarco
- Cortaccia sulla Strada del Vino
- Cortina sulla Strada del Vino
- Corvara in Badia
- Curon Venosta
- Dobbiaco
- Egna
- Falzes
- Fiè allo Sciliar
- Fortezza
- Funes
- Gais
- Gargazzone
- Glorenza
- La Valle
- Laces
- Lagundo
- Laion
- Laives
- Lana
- Lasa
- Lauregno
- Luson
- Magrè sulla Strada del Vino
- Malles Venosta
- Marebbe
- Marlengo
- Martello
- Meltina
- Merano
- Monguelfo-Tesido
- Montagna sulla Strada del Vino
- Moso in Passiria
- Nalles
- Naturno
- Naz-Sciaves
- Nova Levante
- Nova Ponente
- Ora
- Ortisei
- Parcines
- Perca
- Plaus
- Ponte Gardena
- Postal
- Prato allo Stelvio
- Predoi
- Proves
- Racines
- Rasun-Anterselva
- Renon
- Rifiano
- Rio di Pusteria
- Rodengo
- Salorno sulla Strada del Vino
- San Candido
- San Genesio Atesino
- San Leonardo in Passiria
- San Lorenzo di Sebato
- San Martino in Badia
- San Martino in Passiria
- San Pancrazio
- Santa Cristina Valgardena
- Sarentino
- Scena
- Selva dei Molini
- Selva di Val Gardena
- Senale-San Felice
- Senales
- Sesto
- Silandro
- Sluderno
- Stelvio
- Terento
- Terlano
- Termeno sulla Strada del Vino
- Tesimo
- Tires
- Tirolo
- Trodena nel parco naturale
- Tubre
- Ultimo
- Vadena
- Val di Vizze
- Valdaora
- Valle Aurina
- Valle di Casies
- Vandoies
- Varna
- Velturno
- Verano
- Villabassa
- Villandro
- Vipiteno

### Comuni più popolosi
I comuni più popolosi sono:
| Pos. | Stemma | Comune di                     | Popolazione (ab) | Superficie (km²) | Densità (ab/km²) | Altitudine (m s.l.m.) | % italiano | % tedesco | % ladino |
| ---- | ------ | ----------------------------- | ---------------- | ---------------- | ---------------- | --------------------- | ---------- | --------- | -------- |
| 1º   |        | Bolzano                       | 107 658          | 52,34            | 1 996            | 262                   | 74,71      | 24,74     | 0,55     |
| 2º   |        | Merano                        | 40 994           | 26,33            | 1 469            | 325                   | 51,37      | 48,26     | 0,37     |
| 3º   |        | Bressanone                    | 22 817           | 84,86            | 244              | 560                   | 26,03      | 72,61     | 1,36     |
| 4º   |        | Laives                        | 18 311           | 24,25            | 712              | 258                   | 74,47      | 25,16     | 0,36     |
| 5º   |        | Brunico                       | 17 079           | 45,06            | 346              | 838                   | 19,31      | 78,71     | 1,98     |
| 6º   |        | Appiano sulla Strada del Vino | 14 805           | 59,7             | 240              | 416                   | 15,36      | 84,17     | 0,47     |
| 7º   |        | Lana                          | 12 485           | 36,08            | 312              | 310                   | 11,53      | 88,16     | 0,30     |
| 8º   |        | Caldaro sulla Strada del Vino | 8 185            | 47,95            | 160              | 425                   | 7,93       | 91,55     | 0,51     |
| 9º   |        | Renon                         | 8 067            | 111,48           | 69               | 1 000                 | 5,35       | 94,35     | 0,30     |
| 10º  |        | Sarentino                     | 7 168            | 302,49           | 23               | 900                   | 2,69       | 97,19     | 0,19     |

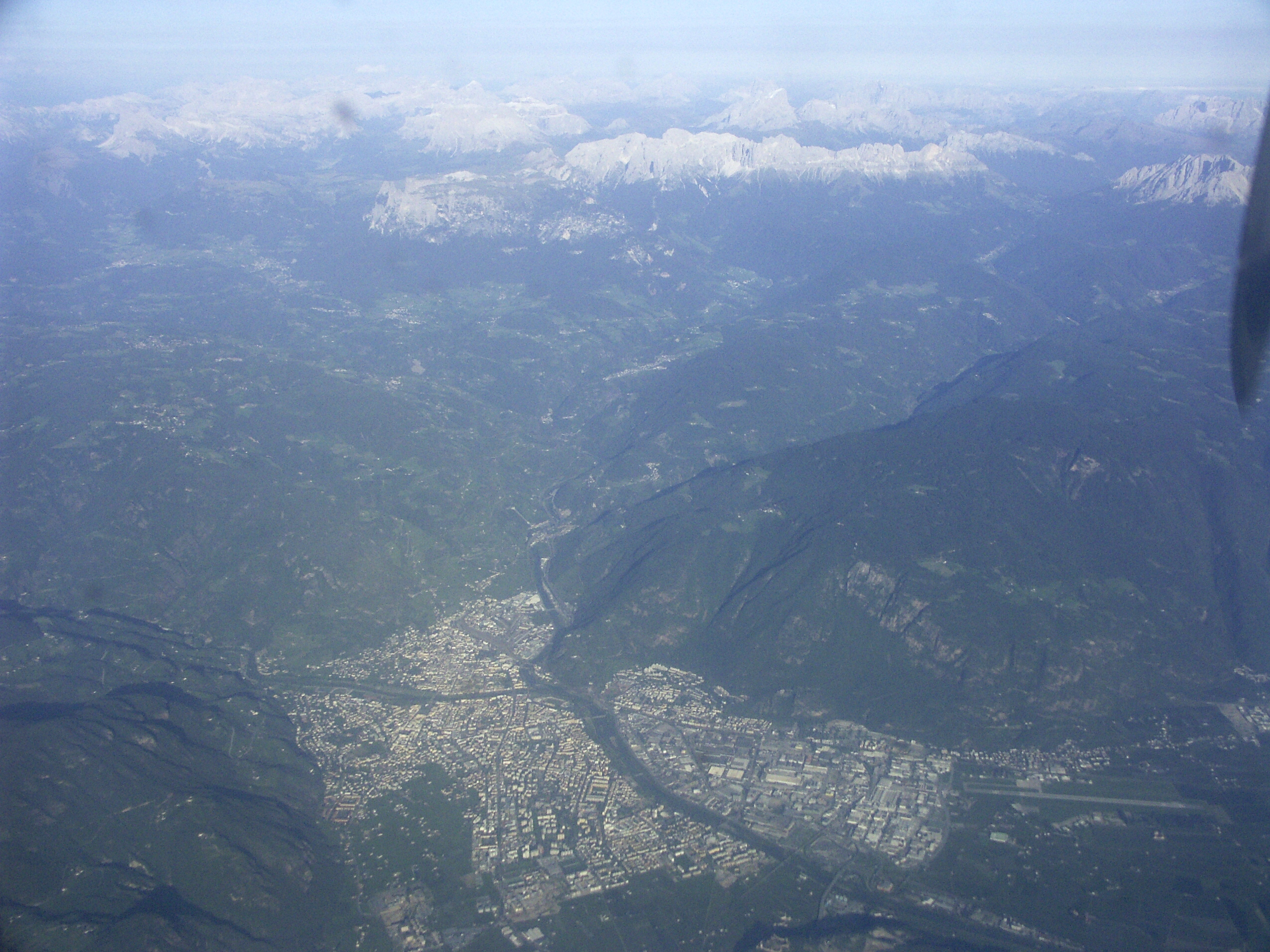
Bolzano: vista aerea della città in direzione est
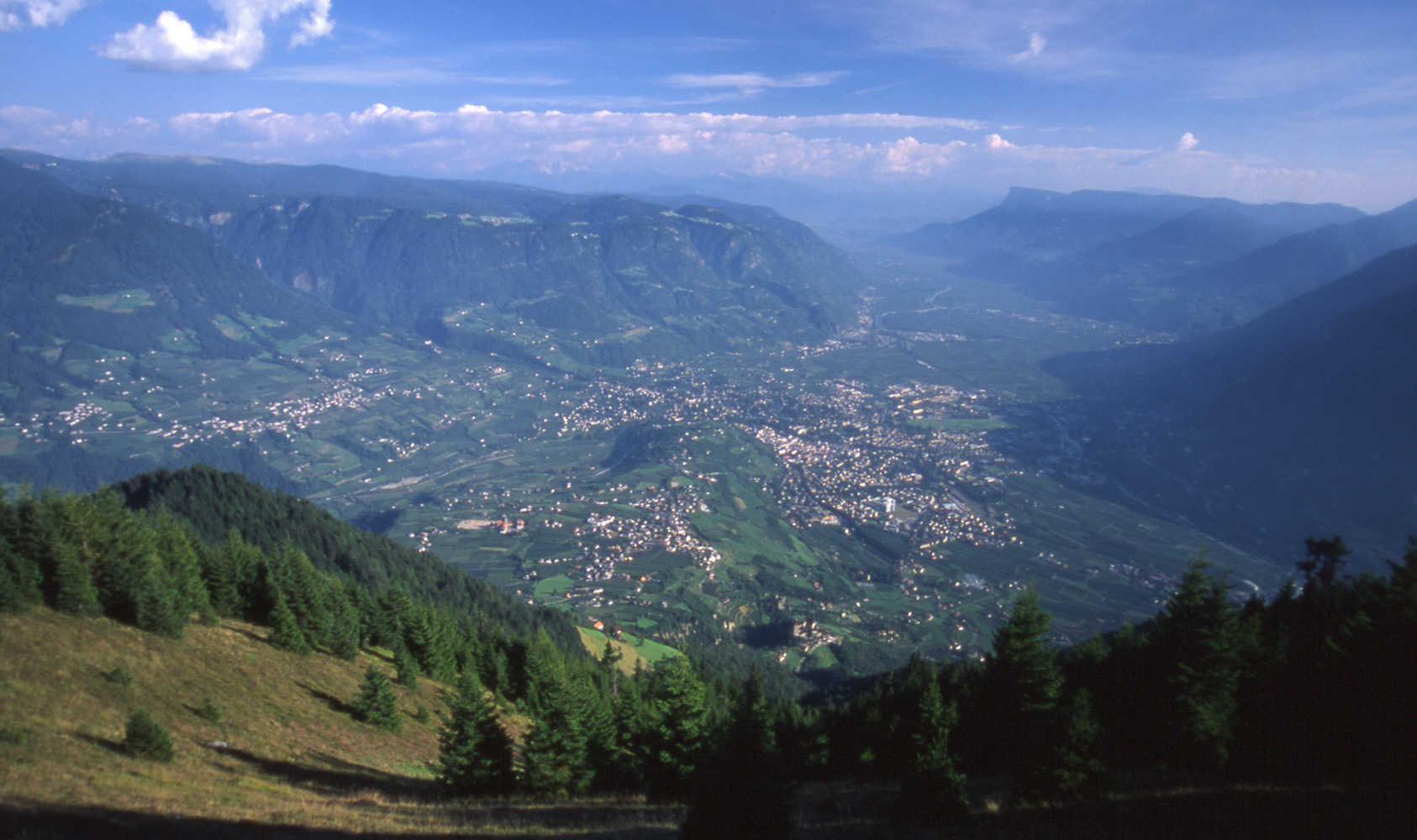
Merano: vista dalle montagne sulla città
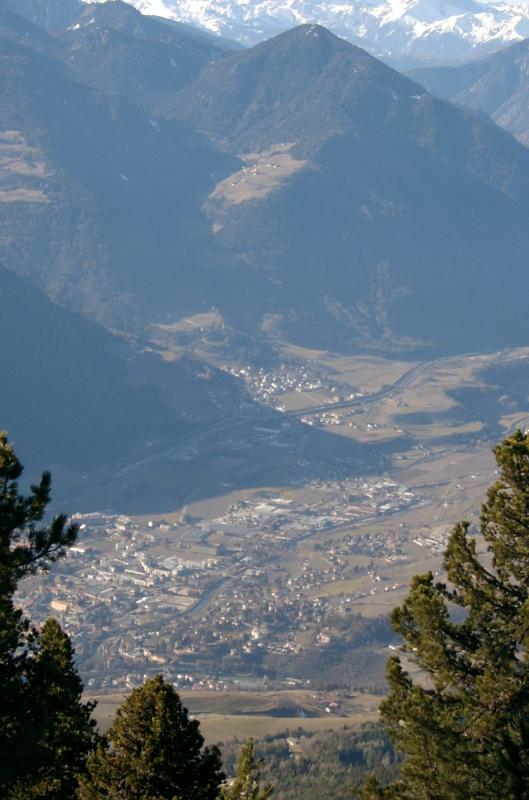
Bressanone: panoramica
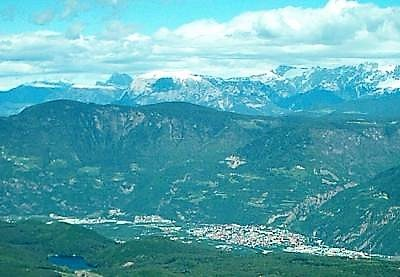
Laives: panorama dal Passo della Mendola
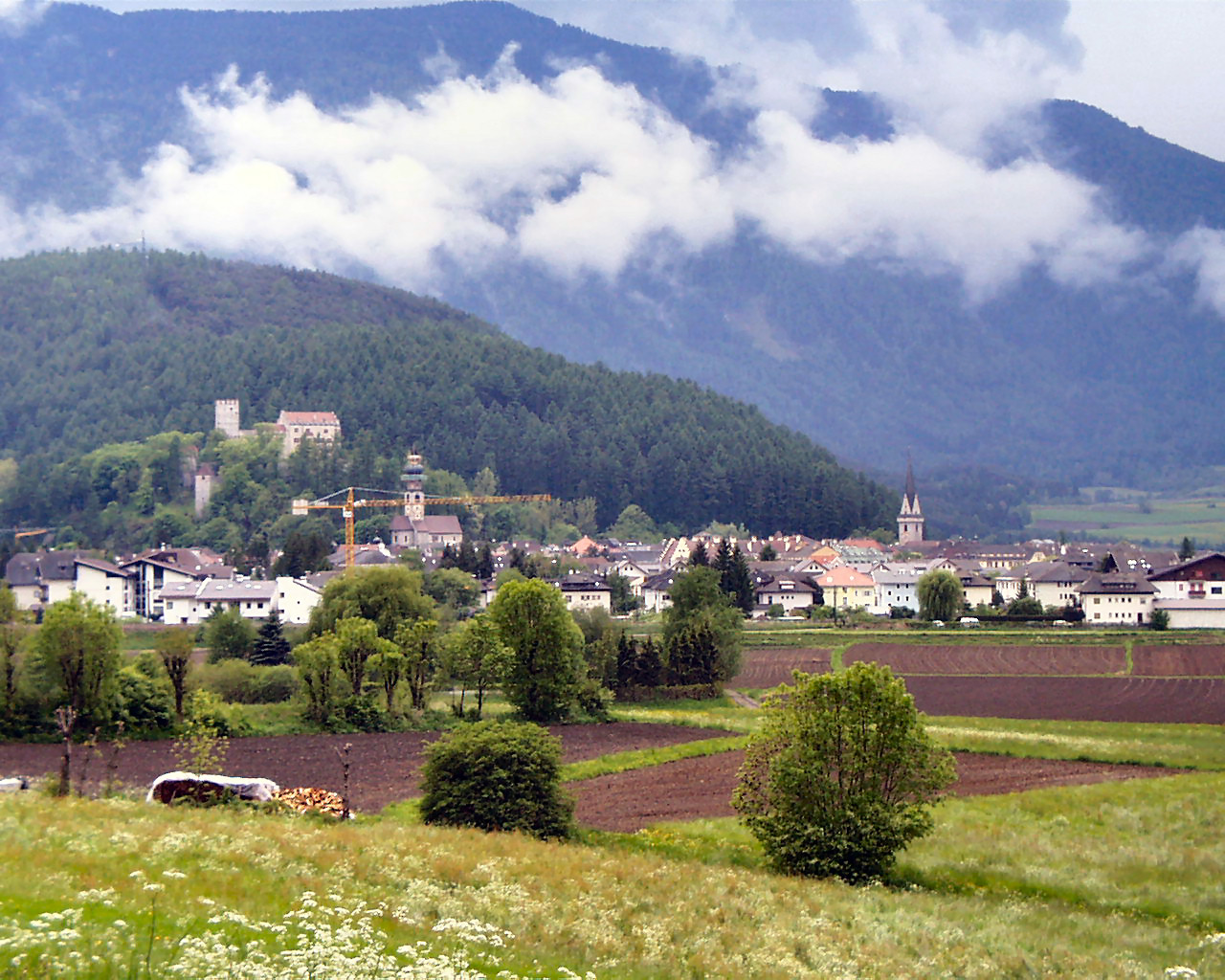
Brunico: vista della città
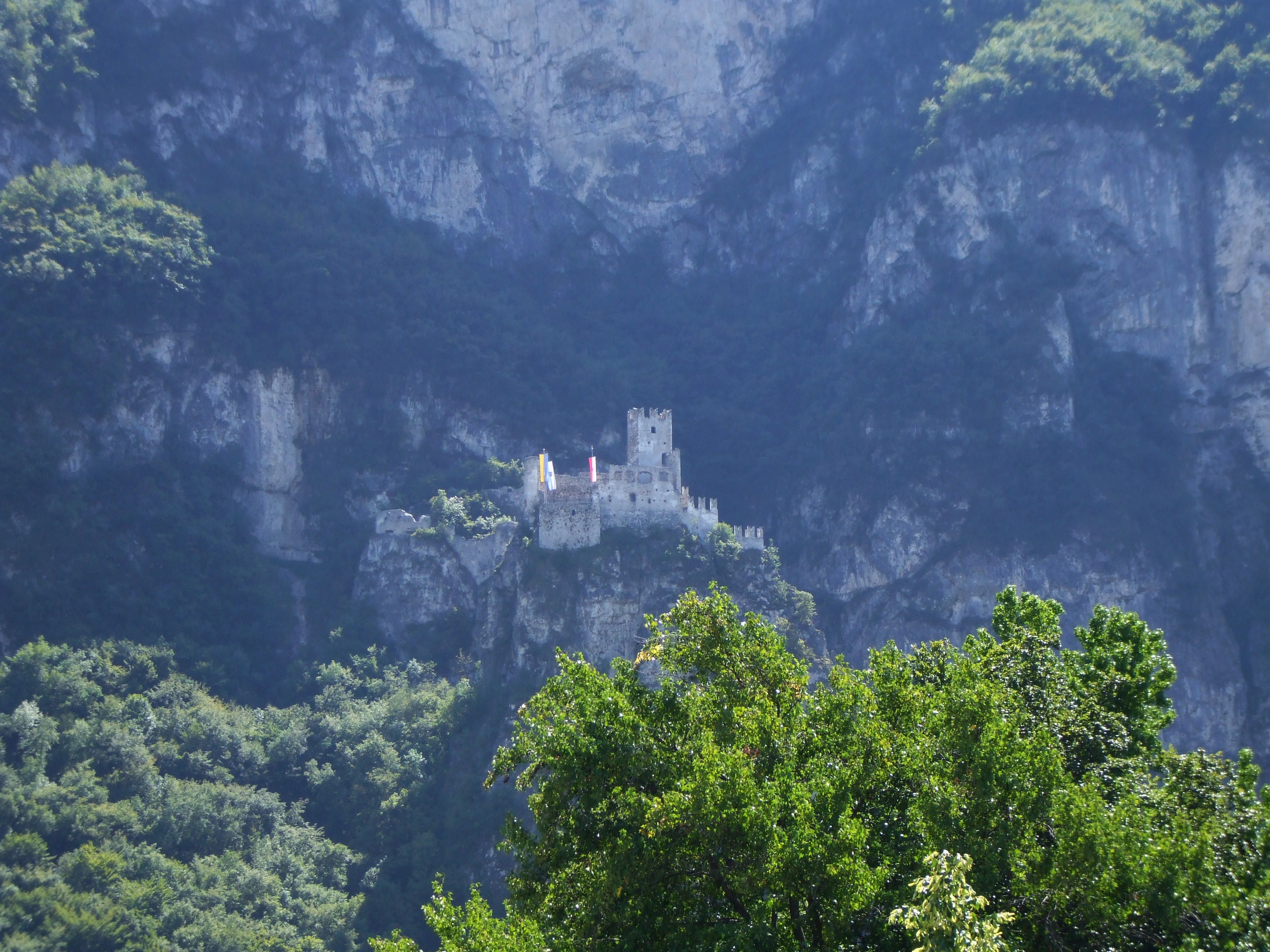
Salorno sulla Strada del Vino: Haderburg
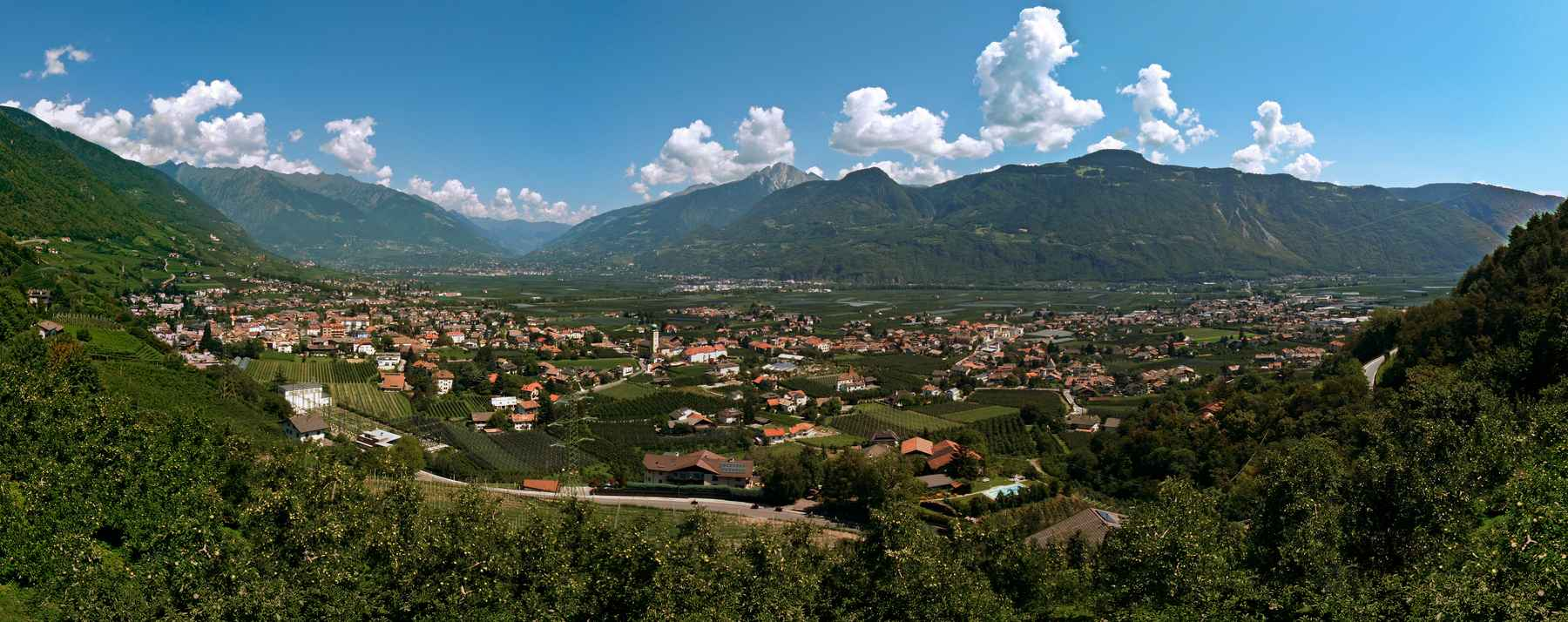
Panorama di Lana
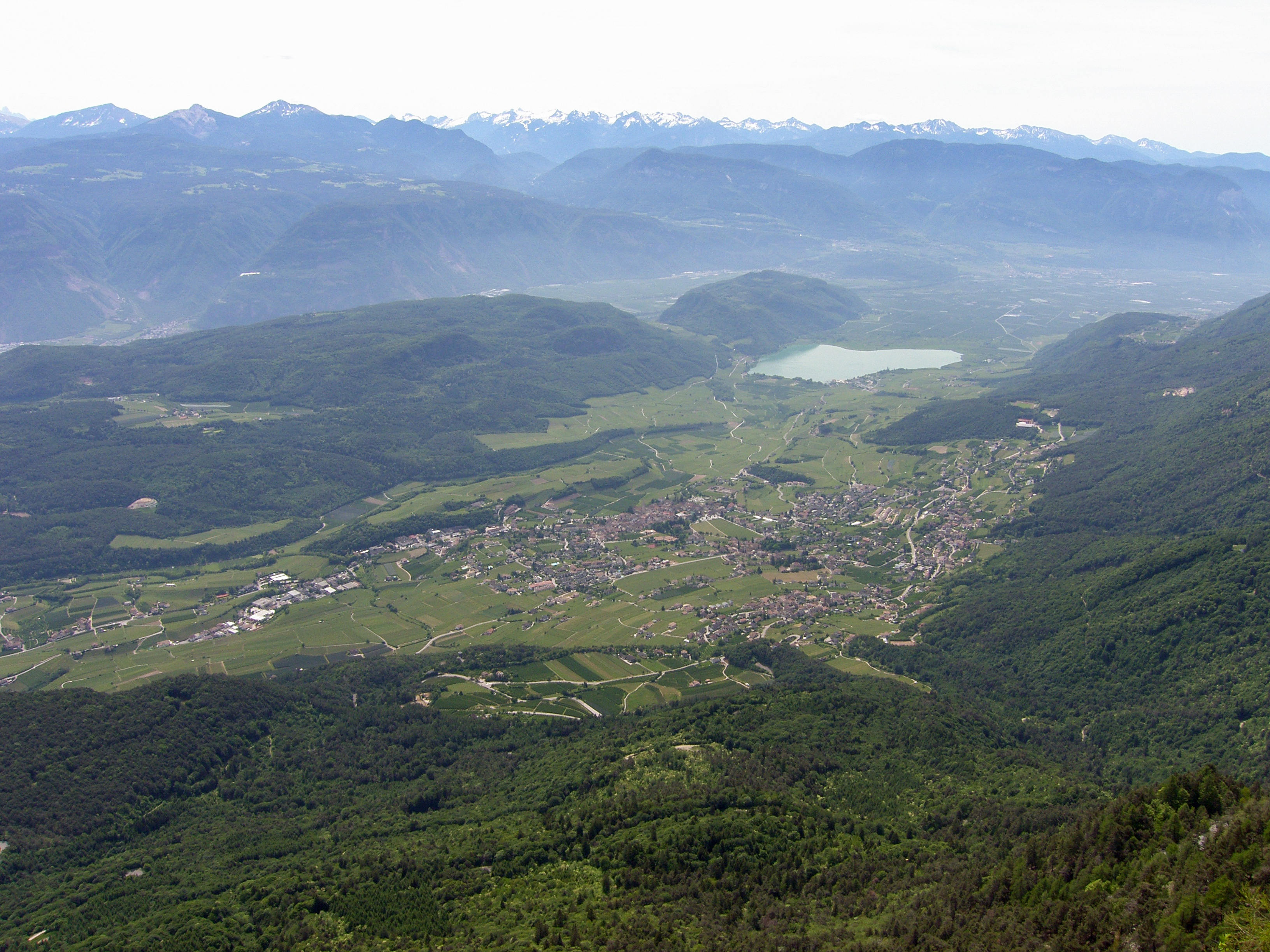
Caldaro sulla Strada del Vino
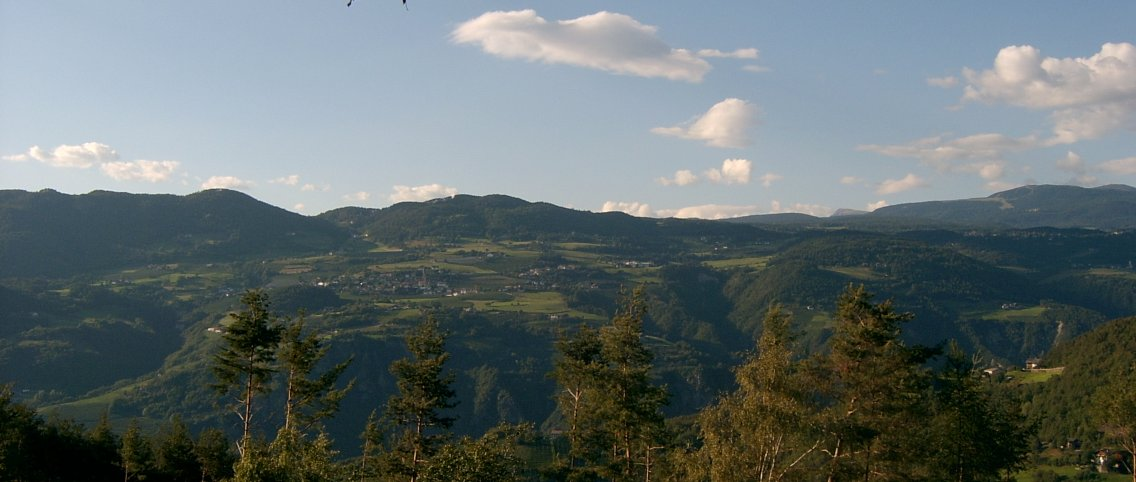
Veduta dell'altopiano del Renon

### Comunità comprensoriali

Comunità comprensoriali dell'Alto Adige

I 116 comuni sono raggruppati in otto comunità comprensoriali, unità amministrative poste tra la provincia autonoma e i comuni. Svolgono funzioni delegate dalla provincia stessa, in particolare coordinano le attività dei comuni. Sono rette da una giunta comprensoriale, presieduta da un presidente comprensoriale, entrambi eletti dal consiglio comprensoriale, i cui membri sono scelti dai comuni con un complesso sistema di voto, per la rappresentanza di tutti i gruppi linguistici e politici.
| Comunità comprensoriale | Capoluogo  | Superficie  | Popolazione |
| ----------------------- | ---------- | ----------- | ----------- |
| Bolzano                 | Bolzano    | 52,34 km²   | 99 229      |
| Burgraviato             | Merano     | 1101 km²    | 88 300      |
| Oltradige-Bassa Atesina | Egna       | 424 km²     | 63 000      |
| Salto-Sciliar           | Bolzano    | 1037 km²    | 44 400      |
| Valle Isarco            | Bressanone | 624 km²     | 44 500      |
| Val Pusteria            | Brunico    | 2071 km²    | 73 000      |
| Val Venosta             | Silandro   | 1441,68 km² | 34 307      |
| Alta Valle Isarco       | Vipiteno   | 650 km²     | 18 220      |

## Politica
Sin dal secondo dopoguerra l'agone politico della provincia autonoma di Bolzano è egemonizzato dalla Südtiroler Volkspartei (letteralmente "Partito popolare Sud Tirolese"), che mantiene sin dalla sua fondazione la maggioranza dei seggi nel consiglio provinciale altoatesino (a livello assoluto fino alle elezioni provinciali del 27 ottobre 2013) e ha sempre espresso il presidente della giunta provinciale e la maggioranza degli assessori, nonché i sindaci della stragrande maggioranza dei comuni altoatesini. Esso si connota come partito centrista d'ispirazione cristiano-democratica e cristiano-sociale, sebbene de facto si tratti di una cosiddetta "grande tenda", aperta alle più disparate posizioni ideologiche: punto qualificante del suo statuto è infatti il proporsi quale generico cartello di raccolta (in tedesco Sammelpartei) dei cittadini di lingua tedesca e ladina (senza peraltro precludere a nessuno la possibilità di iscriversi). La SVP governa prevalentemente in autonomia o in collaborazione con liste civiche a livello comunale medio-piccolo. Per quanto concerne invece i centri a maggiore presenza italofona, la provincia e le assemblee parlamentari nazionali ed europee, essa si è presentata a lungo in alleanza con la Democrazia Cristiana; esaurito il ciclo di tale partito, ha dapprima stretto accordi con le coalizioni di centro-sinistra, quindi con il Partito Democratico, mantenendo però sempre totale autonomia decisionale e libertà di coscienza politica.
Tra la fine del XX secolo e i primi decenni del XXI si è imposto quale secondo partito della provincia il movimento Die Freiheitlichen ("I Libertari"); fondato nel 1992 sulla falsariga ideale del Partito della Libertà Austriaco, esso si colloca a destra, individuando le proprie linee guida nella tutela dell'identità sudtirolese contro possibili "contaminazioni": sollecita dunque il freno all'immigrazione di popolazioni alloctone e si professa conservatore nei confronti dei diritti civili (segnatamente avversando le quote rosa e le rivendicazioni delle comunità LGBT). Esso è inoltre il maggior partito a reclamare apertamente la secessione della provincia dall'Italia, puntando a costituirla in Stato sovrano. A livello nazionale i Freiheitlichen si sono talora presentati in coalizione con la Lega Nord.
Le posizioni secessioniste più avanzate sono invece rappresentate dai movimenti Süd-Tiroler Freiheit ("Libertà sudtirolese"), fondato nel 2007 da Eva Klotz (considerata la leader più rappresentativa dell'irredentismo sudtirolese) e Bürger Union für Südtirol (già Union für Südtirol, ovvero "Unione civica per l'Alto Adige"): entrambi predicano l'annessione della provincia all'Austria (oltre a richiedere genericamente una tutela crescente della popolazione germano-ladina) e vengono generalmente collocati a destra, sebbene entrambi tendano a rifiutare etichette ideologiche definite.
I partiti d'area ideologica indipendentista hanno talora rasentato (sommando i consensi) il 30% nelle tornate elettorali alle quali si sono presentati. Essi inoltre (fatti salvi i Freiheitlichen) non presentano generalmente liste e candidature per le elezioni politiche, onde sottolineare il loro rifiuto di riconoscere la giurisdizione delle istituzioni italiane sul territorio d'afferenza.
Per quanto concerne i movimenti di sinistra, tra il 1973 e il 1981 ha operato il Sozialdemokratische Partei Südtirols ("Partito Socialdemocratico del Sudtirolo"), movimento socialista democratico nato dalla scissione dell'ala sinistra della Südtiroler Volkspartei, che ha tuttavia velocemente riassorbito tale bacino elettorale: dagli ultimi decenni del XX secolo la sinistra d'ispirazione moderata altoatesina si è coagulata nella corrente Arbeitnehmer della SVP. Più longeva e fortunata è invece l'esperienza dei Verdi del Sudtirolo, partito ecologista fondato nel 1978 sotto l'egida di Alexander Langer e Arnold Tribus, che fa inoltre dell'interetnicità (propugnando l'integrazione totale tra i gruppi linguistici provinciali) una cifra programmatica qualificante: essi si sono progressivamente attestati a terza forza politica provinciale per consenso.
Nel gruppo linguistico italiano hanno a lungo raccolto forti consensi la Democrazia Cristiana e il Movimento Sociale Italiano, fino al loro scioglimento. Alle elezioni provinciali del 2003 il partito più forte è stato Alleanza Nazionale, a quelle del 2008 Il Popolo della Libertà (che però ha raccolto meno voti di Alleanza Nazionale e Forza Italia insieme). Le elezioni provinciali del 2013 videro il crollo del centrodestra italiano (presentatosi diviso in più liste) e il Partito Democratico risultò il primo partito del gruppo linguistico italiano. Alle elezioni provinciali del 2018, il gruppo linguistico italiano si è riportato su posizioni più conservatrici, vedendo la Lega Nord affermarsi come primo partito italiano nonché terza forza politica della provincia.
Per quanto concerne la comunità ladina, il soggetto politico che si propone specificamente di curarne gli interessi è il Moviment Politich Ladins, i cui risultati elettorali sono però sempre stati alquanto modesti, giacché anche la popolazione retoromanza tende a collocarsi nella "grande tenda" della SVP, che include una sezione specificamente dedicata ai ladini.

### Consiglio provinciale
Il consiglio della provincia autonoma di Bolzano (ted. Südtiroler Landtag, lad. Cunsëi dla Provinzia autonoma de Bulsan) è l'organo legislativo dell'Alto Adige e consta di 35 membri. Esso esercita inoltre la funzione di controllo nei confronti della giunta provinciale (ted. Landesregierung, lad. Junta provinziala). Spetta al consiglio anche deliberare la legge elettorale per il proprio rinnovo: storicamente essa consiste in un sistema proporzionale puro.
Questa la composizione dell'aula consiliare a seguito delle elezioni 2023:
| Partito                          | Voti 2023 (%) | Seggi |
| -------------------------------- | ------------- | ----- |
| Südtiroler Volkspartei (SVP)     | 34,52         | 13    |
| Fratelli d'Italia                | 5,96          | 2     |
| Die Freiheitlichen               | 4,92          | 2     |
| Lega Salvini Alto Adige Südtirol | 3,04          | 1     |
| La Civica                        | 2,60          | 1     |
| Totale maggioranza               |               | 19    |
| Team K                           | 11,09         | 4     |
| Süd-Tiroler Freiheit             | 10,87         | 4     |
| Verdi                            | 9,05          | 3     |
| JWA                              | 5,90          | 2     |
| Partito Democratico              | 3,45          | 1     |
| Für Südtirol mit Widmann         | 3,43          | 1     |
| Vita                             | 2,57          | 1     |
| Totale opposizione               |               | 16    |
| Seggi totali                     |               | 35    |

### Giunta provinciale

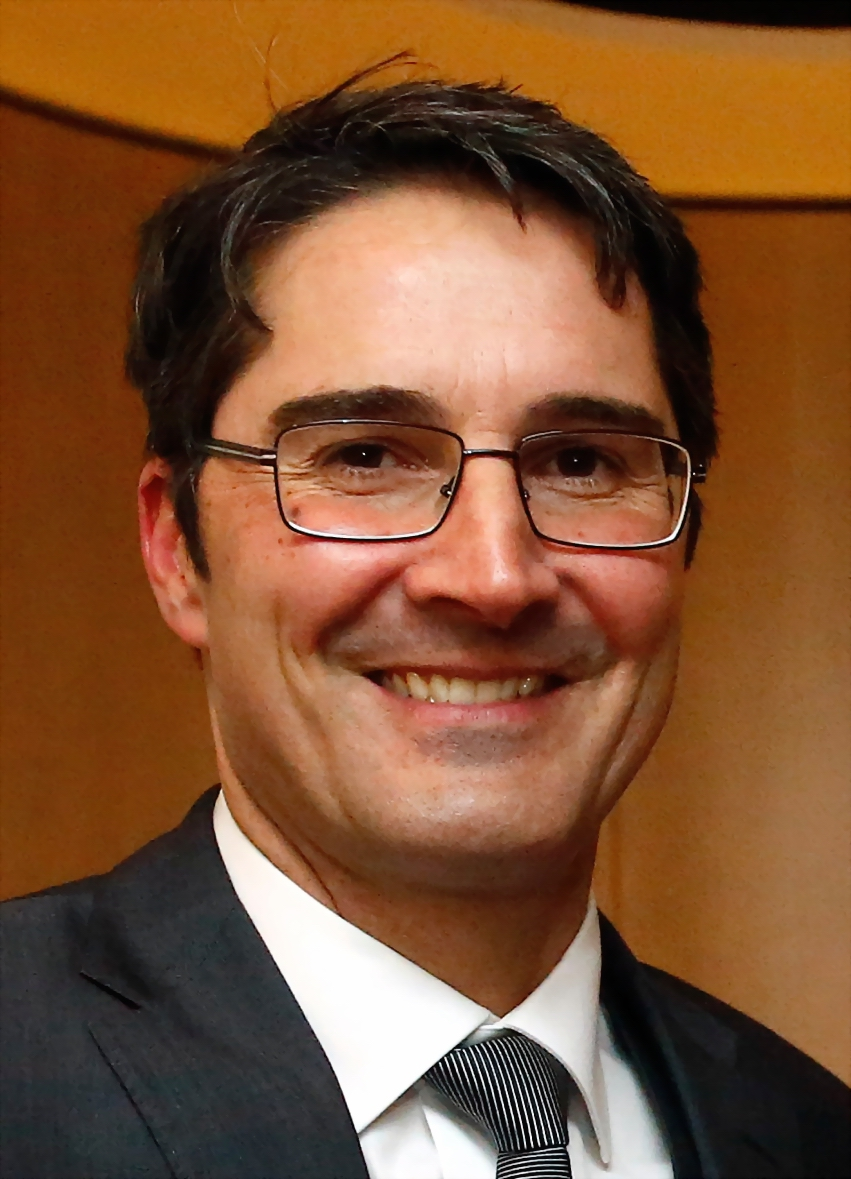
Il presidente dell'Alto Adige, Arno Kompatscher

Il governo provinciale è caratterizzato da una forte continuità personale. Dal 1948 si sono avvicendati al potere appena cinque presidenti, tutti espressi dalla Südtiroler Volkspartei (SVP). Tra di essi il più longevo è stato Silvius Magnago, presidente dell'Alto Adige per quasi trent'anni (dal 1960 al 1989); il suo successore, Luis Durnwalder, è stato presidente dal 1989 al 2014. Dal 2017 è stato introdotto un limite massimo di durata in carica di 15 anni o tre legislature consecutive per il presidente e gli assessori provinciali, dopodiché deve essere osservato un periodo sabbatico di almeno 4 anni.
Dall'8 gennaio 2014 il presidente della provincia è Arno Kompatscher. La giunta ha sede a Palazzo Widmann; a seguito delle elezioni del 2023, la SVP (partito di maggioranza relativa) governa in coalizione con Fratelli d'Italia, Lega, Die Freiheitlichen e con l'appoggio esterno de La Civica. Tale situazione presenta due significative novità per la storia politica provinciale: anzitutto, dal secondo dopoguerra la SVP si era sempre opposta al Movimento Sociale Italiano e alle formazioni che gli erano succedute; nondimeno, mai prima del 2023 un altro partito "tedesco", meno che mai d'ispirazione secessionista (nello specifico Die Freiheitlichen) era stato ammesso in giunta.

### Amministrazioni comunali
L'uso del sistema proporzionale (ritenuto uno strumento adeguato a rispecchiare la composizione etnica provinciale) si applica anche all'elezione dei consiglieri comunali, che in Alto Adige è tecnicamente separata da quella del sindaco. Nei comuni con popolazione inferiore ai 15 000 abitanti viene eletto primo cittadino il candidato che ottiene la maggioranza relativa dei voti (computando sia quelli di lista, sia quelli diretti solo alla sua persona), mentre in quelli oltre i 15 000 abitanti il candidato che supera il 50% dei suffragi, in difetto dei quali si procede a un ballottaggio; nell'uno e nell'altro caso, alla lista o alla coalizione del candidato vincente non è accordato alcun premio di maggioranza.
Ciò può creare casi di "sindaci di minoranza": nel 2010 a Dobbiaco la SVP non trovò l'accordo per presentare una lista unica, decidendo quindi di correre con due formazioni distinte con i rispettivi candidati sindaci. Esse riuscirono in combinato a mantenere la maggioranza assoluta dei consiglieri, ma persero il confronto per la carica di primo cittadino con la formazione civica Indipendenti-Unabhängige di Guido Bocher, che ottenne la maggioranza relativa e venne pertanto eletto sindaco. Bocher si trovò quindi a essere in minoranza nel consiglio comunale, ma riuscì poi a ottenere la fiducia anche dall’SVP, dando luogo a una giunta di coalizione con la sua lista. Lo stesso schema si ripropose nel 2015, quando Bocher sconfisse a larga maggioranza il candidato della Südtiroler Volkspartei, che fu comunque la lista maggioritaria in consiglio: per i successivi cinque anni pertanto si ripropose lo schema di giunta in coalizione.
Uno scenario simile si è anche proposto nelle maggiori città: nel 2005 a Bolzano il candidato di centrodestra Giovanni Benussi, vincitore del ballottaggio, non riuscì a ottenere la fiducia del consiglio comunale (a maggioranza di centrosinistra con l'aggiunta dell'SVP) e dovette quindi dimettersi. Nel 2020 a Merano il sindaco uscente Paul Rösch fu riconfermato per un secondo mandato, ma le sue liste non ebbero la maggioranza in consiglio e non si riuscì a trovare un accordo per allargare la coalizione, costringendolo pertanto alle dimissioni.

## Simboli ufficiali
Lo stemma della provincia autonoma di Bolzano, adottato dalla Giunta Provinciale il 30 luglio 1982 e ratificato da un decreto del presidente della Repubblica il 21 marzo 1983, deroga alle norme araldiche italiane in favore di quelle tipiche dell'area mitteleuropea (che generalmente non prevedono coronamenti esteriori): da esso manca pertanto la corona provinciale. La blasonatura è la seguente:
Il gonfalone è stato invece concesso con decreto del presidente della Repubblica il 22 novembre 1996, con la seguente blasonatura:
E così anche la bandiera, la quale è tuttavia priva di riconoscimento formale ed è stata creata nel 1995 per rispondere a un desiderio dell'allora presidente della Repubblica Oscar Luigi Scalfaro, che il 4 novembre di quell'anno volle esporre al Palazzo del Quirinale i vessilli di tutte le regioni e le province autonome d'Italia:
Nel territorio provinciale è peraltro invalso l'uso della bandiera del Tirolo storico, a due bande bianco-rosse con al centro lo stemma antico recante l'aquila rossa con una corona d'alloro in capo. Essa è normalmente più lunga sul lato verticale che su quello orizzontale ed è "pendente", ossia appesa a un palo per il lato superiore.
L'originaria provincia di Bolzano (istituita nel 1927 sotto il Regno d'Italia) adottava uno stemma differente, concesso con Regio Decreto del 27 novembre 1927, dal quale traspare un chiaro messaggio italianizzatore nei confronti del territorio provinciale: al disegno delle montagne altoatesine si sovrappongono infatti il Capo di Savoia e la Stella d'Italia, a significare la nuova potestà costituitasi al termine della prima guerra mondiale. Caduto in disuso a seguito dell'occupazione tedesca della provincia, tale stemma non è stato formalmente ripristinato nel secondo dopoguerra. La blasonatura era così strutturata:

Stemma
Gonfalone
Bandiera
Stemma del 1927
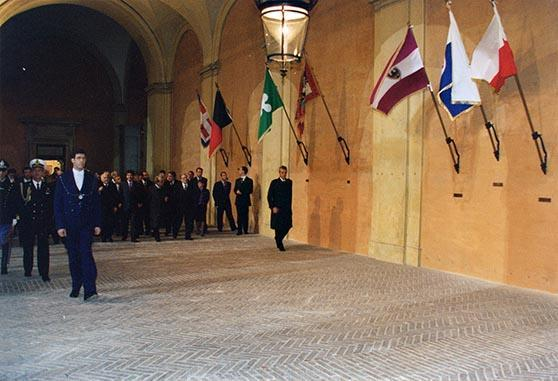
Sulla destra, la bandiera de facto dell'Alto Adige esposta, insieme ai vessilli della regione Trentino-Alto Adige e della provincia di Trento, al Palazzo del Quirinale il 4 novembre 1995.
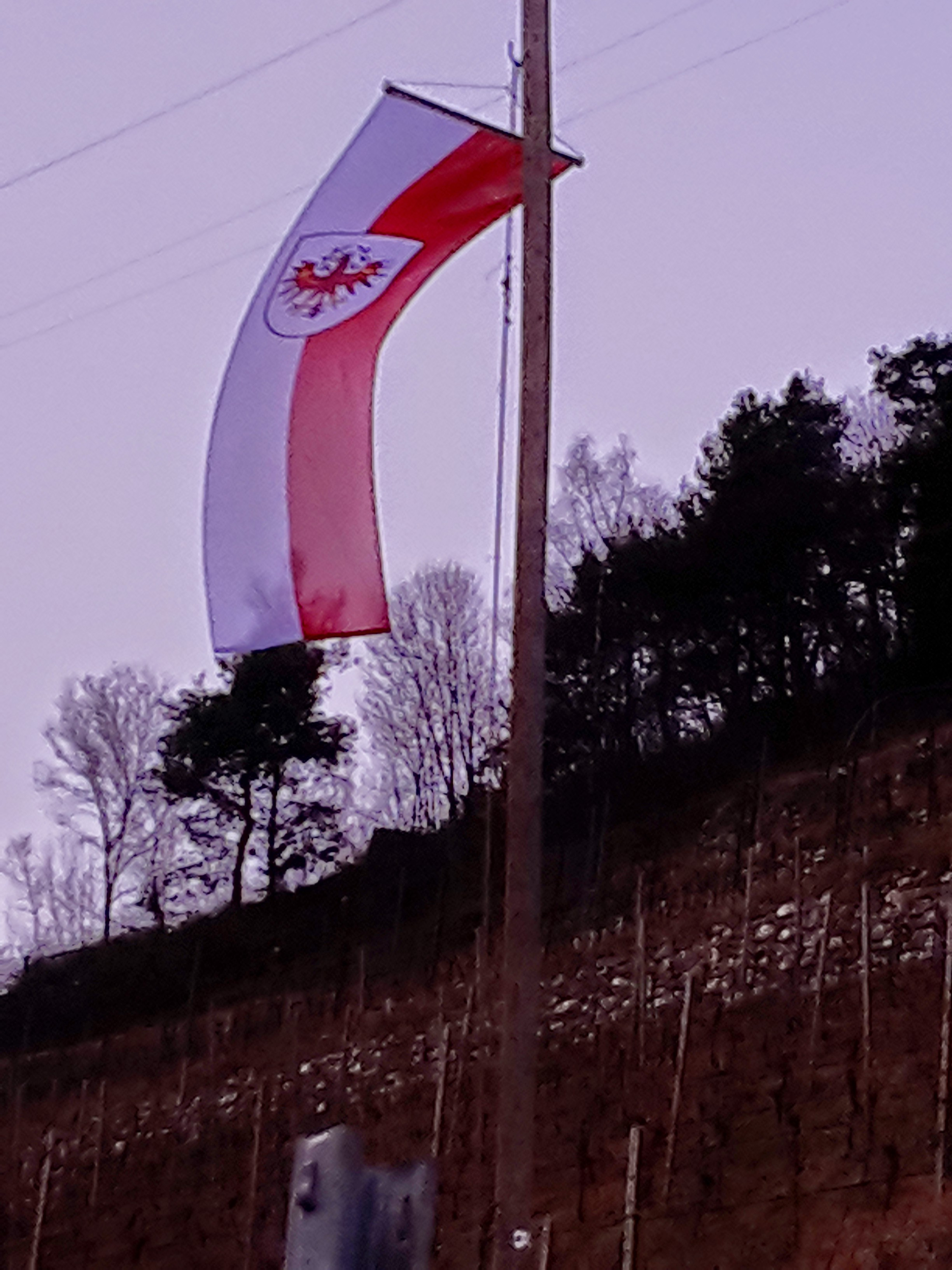
Bandiera tirolese "pendente"

## Autonomia
Dopo la riforma dello statuto regionale del Trentino-Alto Adige, risalente al 1972, la provincia è stata investita di un ampio potere di legiferare (nello statuto del 1948 questo potere era marginale).
Mentre tutte le altre province italiane hanno mere funzioni amministrative, la provincia autonoma di Bolzano, così come quella di Trento, ha potere legislativo in molte materie normalmente di competenza statale o regionale. Particolarmente importanti sono le competenze in materia di sanità, scuola, formazione, lavoro, trasporti e viabilità.
Per la gestione autonoma delle vaste competenze l'Alto Adige dispone di uno specifico regolamento finanziario: 9/10 del gettito fiscale prodotto in Alto Adige spettano alla provincia, che poi versa allo Stato lo 0,6% degli interessi relativi al debito nazionale come contributo al risanamento del deficit pubblico (circa 476 milioni di euro nel 2014). La provincia autonoma dispone di 9 000 euro di risorse all'anno per ognuno dei suoi abitanti, superati dai 12 000 della Valle d'Aosta, contro i 2 000 della Lombardia. La Lombardia però gestisce meno competenze e ha meno risorse proprie, con funzioni e servizi a carico dello Stato centrale che l'Alto Adige invece autogestisce ed autofinanzia, tra le quali il sistema dell'istruzione dalla scuola materna all'università, il settore sanitario e quello sociale, la gestione dell'intera rete delle strade statali e provinciali. Complessivamente il bilancio dell'Alto Adige si aggira sui 5 miliardi di euro all'anno.

### Autonomia legislativa
La provincia possiede la competenza esclusiva a legiferare nelle seguenti materie: ordinamento degli uffici provinciali e del personale a essi addetto; toponomastica, fermo restando l'obbligo del bilinguismo nel territorio della provincia di Bolzano; tutela e conservazione del patrimonio storico, artistico e popolare; usi e costumi locali ed istituzioni culturali (biblioteche, accademie, istituti, musei) aventi carattere provinciale; manifestazioni ed attività artistiche, culturali ed educative locali, e anche con i mezzi radiotelevisivi, esclusa la facoltà di impiantare stazioni radiotelevisive; urbanistica e piani regolatori; tutela del paesaggio; usi civici; ordinamento delle minime proprietà colturali, anche agli effetti dell'art. 847 del codice civile; ordinamento dei "masi chiusi" (Erbhof) e delle comunità familiari rette da antichi statuti o consuetudini; artigianato; edilizia comunque sovvenzionata, totalmente o parzialmente, da finanziamenti a carattere pubblico, comprese le agevolazioni per la costruzione di case popolari in località colpite da calamità e le attività che enti a carattere extra provinciale, esercitano nella provincia con finanziamenti pubblici; porti lacuali; fiere e mercati; opere di prevenzione e di pronto soccorso per calamità pubbliche; miniere, comprese le acque minerali e termali, cave e torbiere; caccia e pesca; alpicoltura e parchi per la protezione della flora e della fauna; viabilità, acquedotti e lavori pubblici di interesse provinciale; comunicazioni e trasporti di interesse provinciale, compresi la regolamentazione tecnica e l'esercizio degli impianti a fune; assunzione diretta di servizi pubblici e loro gestione a mezzo di aziende speciali; turismo e industria alberghiera, compresi le guide, i portatori alpini, i maestri e le scuole di sci; agricoltura, foreste e corpo forestale, patrimonio zootecnico e ittico, istituti fitopatologici, consorzi agrari e stazioni agrarie sperimentali, servizi antigrandine, bonifica; espropriazione per pubblica utilità per tutte le materie di competenza provinciale; costituzione e funzionamento di commissioni comunali e provinciali per l'assistenza e l'orientamento dei lavoratori nel collocamento; opere idrauliche della terza, quarta e quinta categoria; assistenza e beneficenza pubblica; scuola materna; assistenza scolastica per i settori di istruzione in cui la provincia ha competenza legislativa; edilizia scolastica; addestramento e formazione professionale.
Nei seguenti ambiti l'Alto Adige dispone di una competenza legislativa concorrente con lo Stato centrale: polizia locale urbana e rurale; istruzione elementare e secondaria (media, classica, scientifica, magistrale, tecnica, professionale e artistica); commercio; apprendistato; libretti di lavoro; categorie e qualifiche dei lavoratori; costituzione e funzionamento di commissioni comunali e provinciali di controllo sul collocamento; spettacoli pubblici per quanto attiene alla pubblica sicurezza; esercizi pubblici, fermi restando i requisiti soggettivi richiesti dalle leggi dello Stato per ottenere le licenze, i poteri di vigilanza dello Stato, ai fini della pubblica sicurezza, la facoltà del Ministero dell'interno di annullare d'ufficio, ai sensi della legislazione statale, i provvedimenti adottati nella materia, anche se definitivi. La disciplina dei ricorsi ordinari avverso i provvedimenti stessi è attuata nell'ambito dell'autonomia provinciale; incremento della produzione industriale; utilizzazione delle acque pubbliche, escluse le grandi derivazioni a scopo idroelettrico; igiene e sanità, ivi compresa l'assistenza sanitaria e ospedaliera; attività sportive e ricreative con i relativi impianti e attrezzature.

### Autonomia finanziaria
In base all'articolo 75 dello statuto del 1972, spettano alla Provincia di Bolzano:
1. i nove decimi delle imposte di registro e di bollo, nonché delle tasse di concessione governativa;
2. i nove decimi delle tasse di circolazione relative ai veicoli immatricolati;
3. i nove decimi dell'imposta sul consumo dei tabacchi;
4. i sette decimi dell'imposta sul valore aggiunto, esclusa quella relativa all'importazione;
5. i quattro decimi dell'imposta sul valore aggiunto relativa all'importazione, riscossa nel territorio regionale (da ripartire nella proporzione del 53% alla Provincia di Bolzano e del 47% alla Provincia di Trento);
6. i nove decimi del gettito dell'imposta di fabbricazione sulla benzina;
7. i nove decimi di tutte le altre entrate tributarie erariali, dirette o indirette, comunque denominate, inclusa l'imposta locale sui redditi, a eccezione di quelle di spettanza regionale o di altri enti pubblici (comuni in primis).

## Economia[63]

### Settore primario

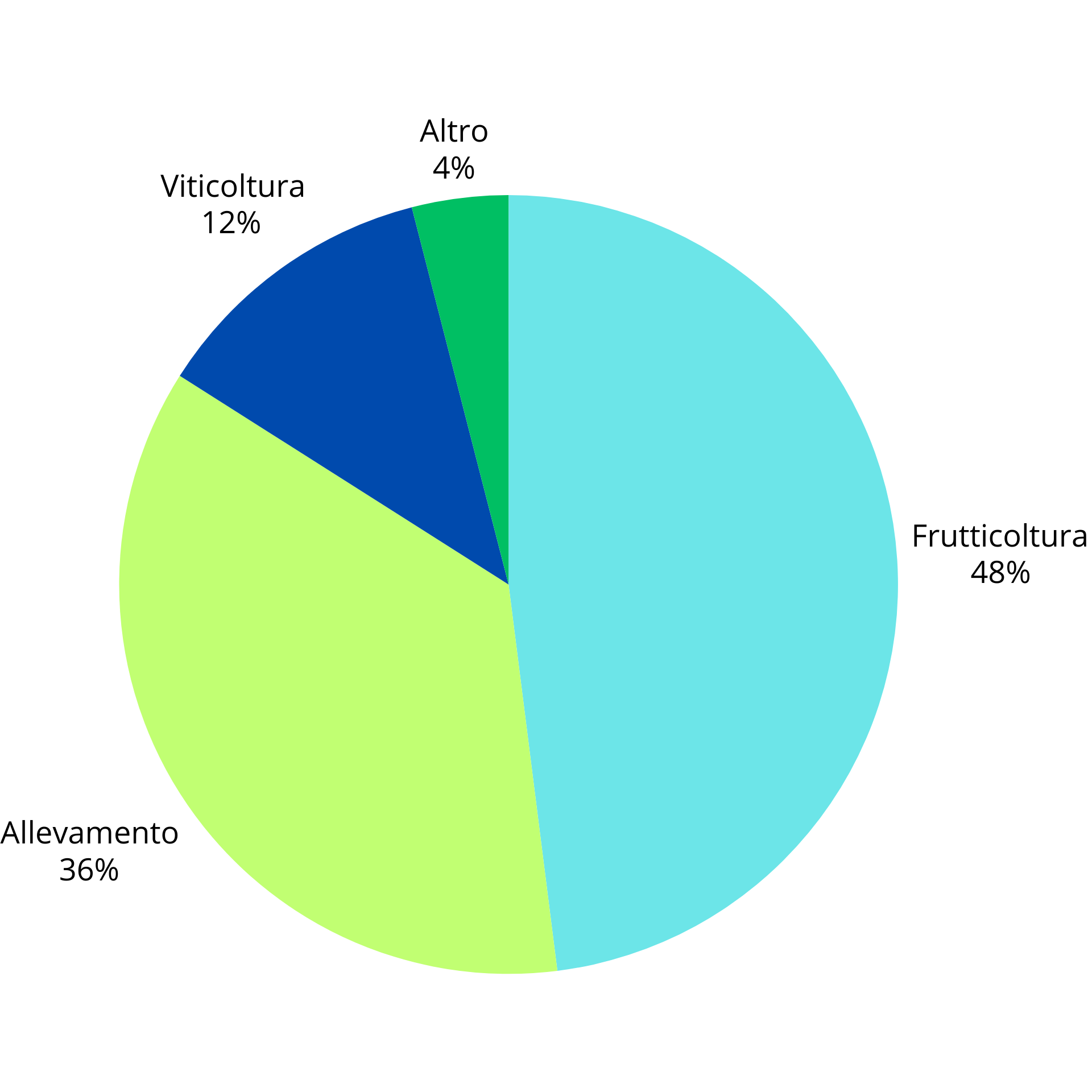
Grafico sulla costruzione della produzione del primario

L'Alto Adige predispone solo poche aree per l'agricoltura, essendo il territorio prevalentemente montano. Nelle zone più alte, si praticano l'allevamento e la produzione lattiera, mentre nel fondovalle prevalgono la frutticoltura e la viticoltura. Il suolo è occupato per l'88% da pascoli e prati e per quasi il 2% viene sfruttato per la coltivazione degli ortaggi e dei cereali. Grazie al clima mite dell'Alto Adige, si trovano molti vitigni. L'agricoltura ha un'incidenza del 5% sul PIL provinciale. Sono presenti quasi 17 000 aziende agricole e forestali. Il prodotto principale è la mela: ogni anno si raccolgono complessivamente circa un milione di tonnellate di mele e proprio dall'Alto Adige proviene circa il 10% della produzione complessiva europea e il 2% della produzione mondiale. Anche i prodotti derivanti dell'allevamento di bestiame hanno una grande importanza, secondo comparto dell'agricoltura dopo la frutticoltura. La produzione annua di latte raggiunge i 381 milioni di chili. La produzione di carne, invece, svolge un ruolo di minor rilievo e tende a diminuire il numero degli allevamenti da ingrasso. La produzione vinicola è modesta, perché si vuole puntare più alla qualità che alla quantità. Oltre il 60% di superficie coltivata è rappresentata da varietà di uve da vino bianco. Tra i più conosciuti il Traminer aromatico dell'Alto Adige, il vino di Caldaro, il Santa Maddalena, il Weissburgunder, il Blauburgunder dell'Alto Adige, lo Schiava e il Lagrein, vino autoctono. L'area coltivata a vite non supera i 5 100 ettari. È altoatesina anche la birra Forst. 

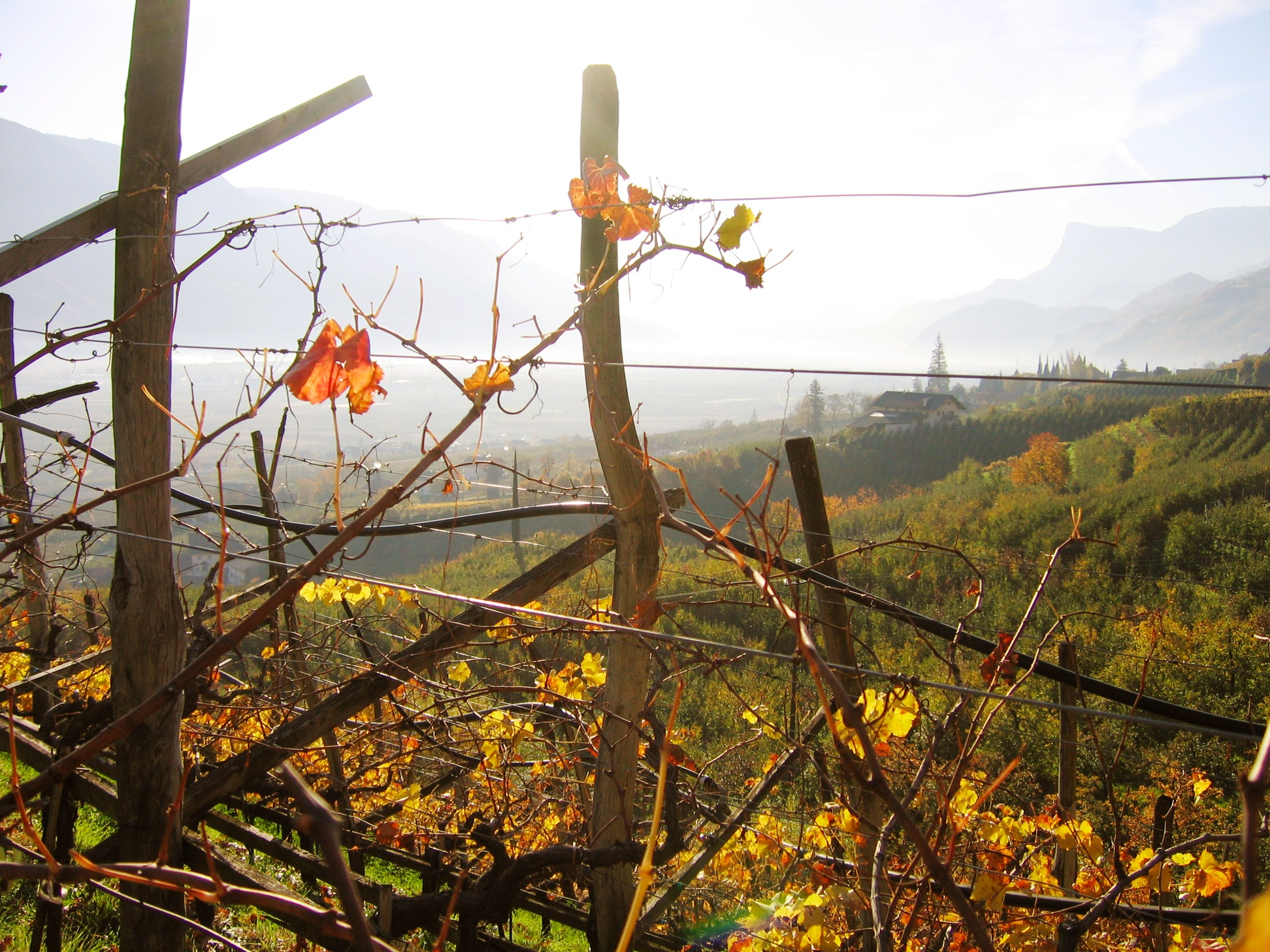
Vigneto a Marlengo, nello sfondo Bolzano.

### Settore secondario

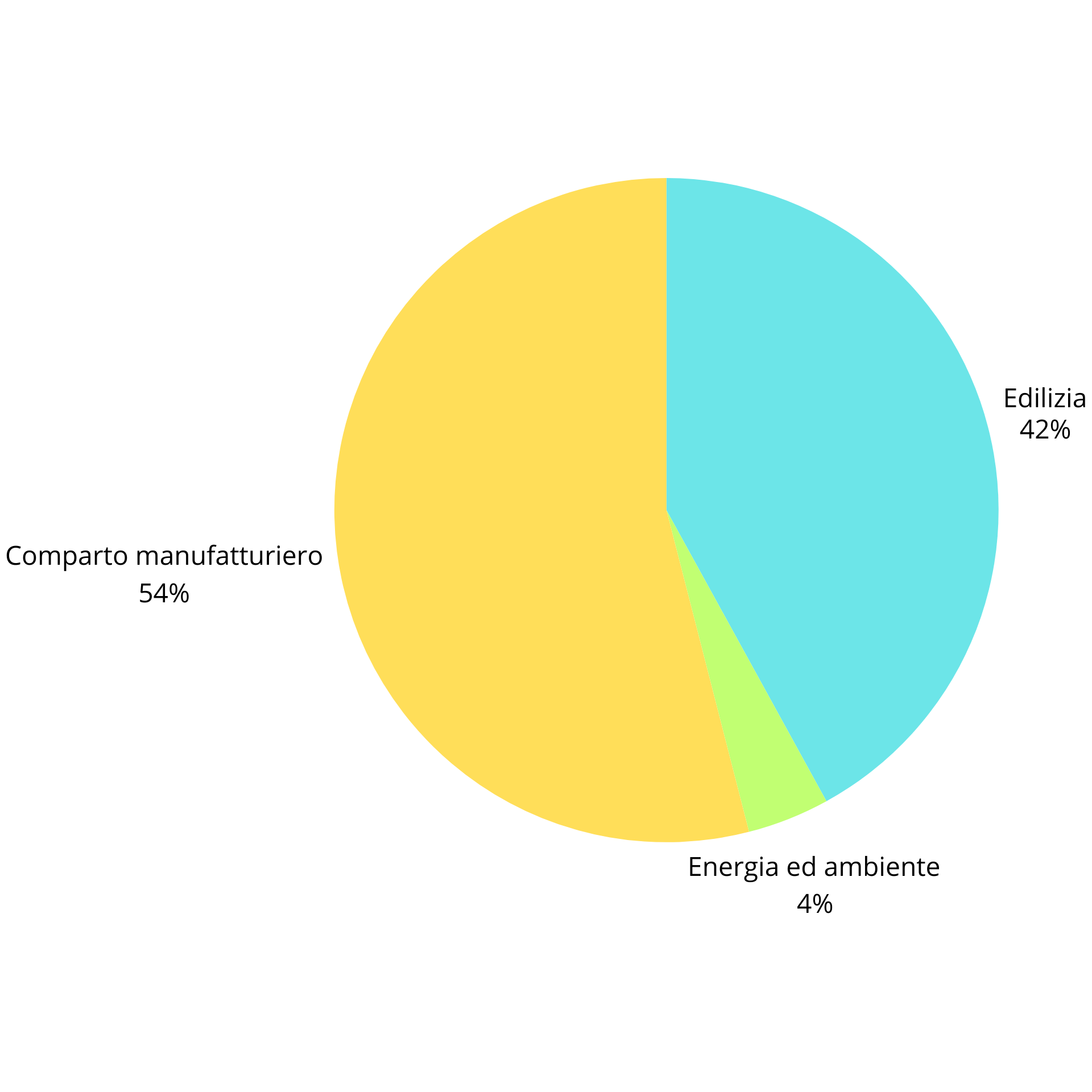
Grafico sulla quota degli occupati nel secondario

Il settore secondario comprende le attività manifatturiere, l'energia e le costruzioni. Nel 2014 circa 57 300 persone, ossia più di un quinto degli occupati in Alto Adige, lavoravano nelle quasi 12 000 imprese del settore secondario. Di queste persone, 33 500 erano impiegate nell’industria manifatturiera, 3 000 nel settore energia ambiente e 20 800 nell'attività edilizia. In Alto Adige si contano 13 427 imprese artigiane, spesso di piccole dimensioni. L'industria manifatturiera comprende tutte le attività di trasformazione dei prodotti primari in beni destinati al consumo o a produrre altri beni. Tra i gruppi industriali più importanti operanti nella provincia vi sono Iveco Defence Vehicle che produce veicoli per la difesa e di protezione civile, Fercam (autotrasporti), Leitner (funivie), Loacker e Senfter (alimentari), Rubner (industria del legno), Salewa (abbigliamento da montagna) e Zuegg (alimentari). Negli ultimi decenni diverse imprese altoatesine si sono specializzate nei settori delle tecnologie alpine e dell'industria alimentare. Nel campo dell’energia elettrica, la produzione dell’Alto-Adige è in media sufficiente per soddisfare la copertura del proprio fabbisogno annuale. Il 92% di esso infatti viene coperto grazie alla presenza delle numerose centrali idroelettriche. L'edilizia comprende la progettazione e l'esecuzione di edifici e infrastrutture. Le imprese edili altoatesine operano principalmente sul mercato locale, offrendo lavoro a circa l'8% degli occupati in Alto Adige.

### Settore terziario

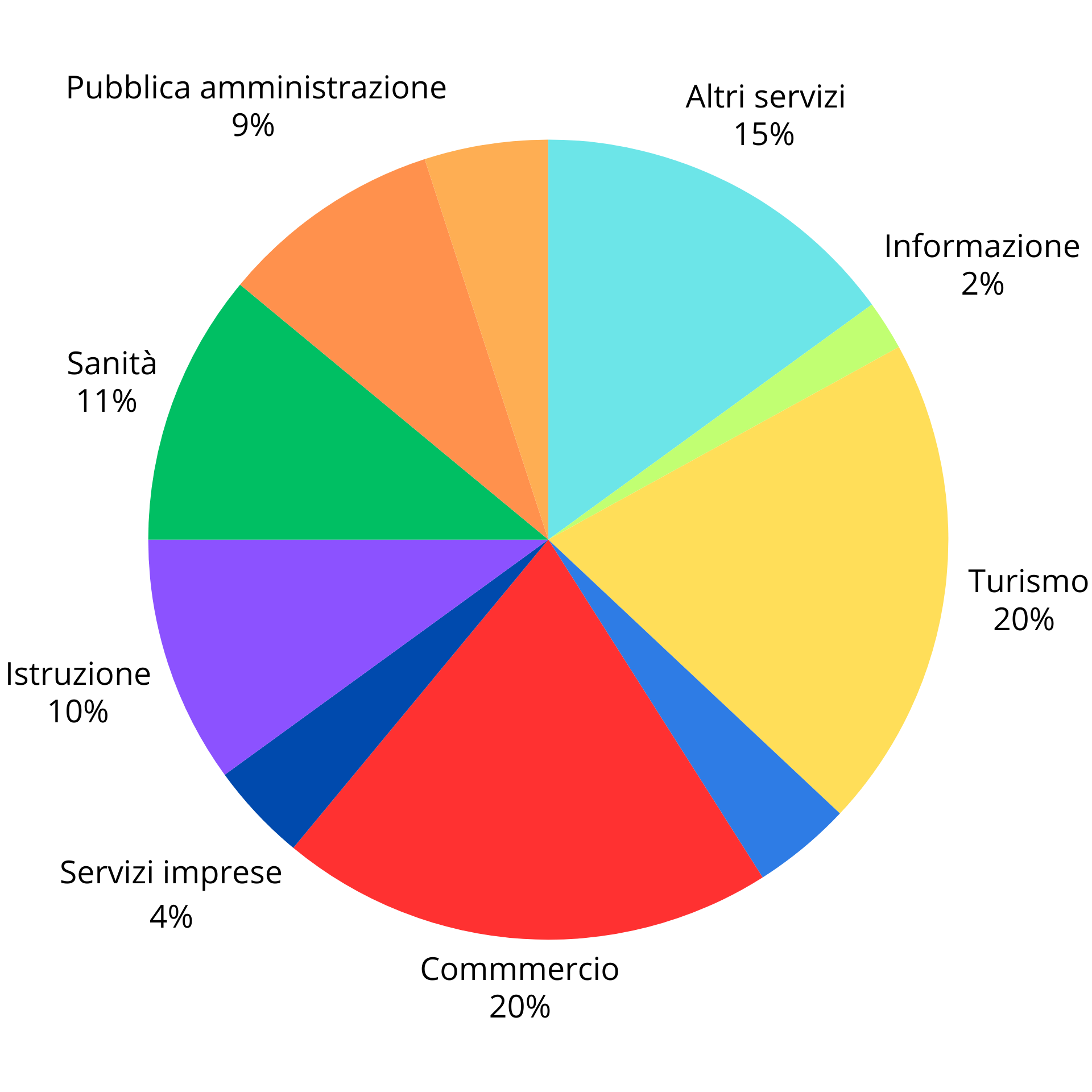
Grafico sulla quota degli occupati nel terziario

Con un PIL pro capite di 42300 € nel 2017, l'Alto Adige si colloca al primo posto tra le regioni e province autonome d'Italia. Nel terzo trimestre 2014, l'Alto Adige aveva un tasso di disoccupazione congiunturale del 4,2%.
In totale in Alto Adige sono 200 400 le persone occupate nel terziario. Nel settore terziario si trovano due macro categorie: i servizi destinati alla vendita (sono qui inclusi il commercio, gli alberghi, le comunicazioni, il credito, le assicurazioni, le consulenze, i trasporti e i servizi per l'impresa) e i servizi non destinati alla vendita (attività come l'istruzione pubblica, la giustizia, la difesa, la sanità pubblica, i servizi generali della pubblica amministrazione). Il settore commercio comprende l'insieme di attività relative all'acquisto e la vendita di beni; esso può essere suddiviso in due principali sottocategorie: il commercio all'ingrosso, il cui obiettivo è quello di assicurare il flusso delle merci tra i produttori e i rivenditori, e il commercio al dettaglio, il cui ruolo è quello di vendere i prodotti al consumatore finale. Il commercio offre circa 39 400 posti di lavoro in Alto Adige, occupando, quindi, un quinto delle persone che lavorano nel terziario. Grazie alla propria posizione geografica, Bolzano è sempre stata un’importante città commerciale, basti pensare all’importanza delle fiere. Spesso ci si riferisce ad una “funzione di ponte dell'Alto Adige”. I servizi che rientrano nel settore terziario sono estremamente vari. In base ai soggetti che ne usufruiscono, le attività si dividono in servizi rivolti ai singoli cittadini e alle famiglie, alle imprese e alla collettività. Più di 20 000 persone forniscono servizi alle imprese.

#### Turismo
Nel XIX secolo, in Alto Adige si svilupparono le prime località climatiche e termali, tra cui Merano e Gries. A partire dagli anni cinquanta il settore del turismo iniziò a riprendersi dalle difficoltà dovute alla guerra ed, oggigiorno, l'Alto Adige con i suoi 31,4 milioni di pernottamenti annui registra un’alta intensità turistica. Il turismo è uno dei settori trainanti dell'economia altoatesina, come quella italiana: gli oltre 10 mila esercizi ricettivi mettono a disposizione dei turisti più di 220 mila posti letto. La maggior parte dei vacanzieri stranieri provengono dall’area germanofona, ossia dalla Germania, dalla Svizzera e dall’Austria. In ogni caso si registrano significativi aumenti dei pernottamenti anche degli ospiti provenienti da Paesi più lontani, come ad esempio gli Stati Uniti.
| Paesi di provenienza | Numero presenze | Permanenza media (giorni) |
| -------------------- | --------------- | ------------------------- |
| Germania             | 15 437 750      | 5,1                       |
| Italia               | 9 858 018       | 4,3                       |
| Svizzera             | 1 589 978       | 4,1                       |
| Austria              | 974 479         | 3,0                       |
| Paesi Bassi          | 584 796         | 4,8                       |
| Belgio               | 391 401         | 5,6                       |
| Repubblica Ceca      | 308 592         | 5,9                       |
| Polonia              | 304 502         | 4,5                       |
| Altri Paesi          | 1 968 022       | 4,3                       |
| Totale               | 31 417 538      | 4,5                       |

## Cultura

### Istruzione e ricerca

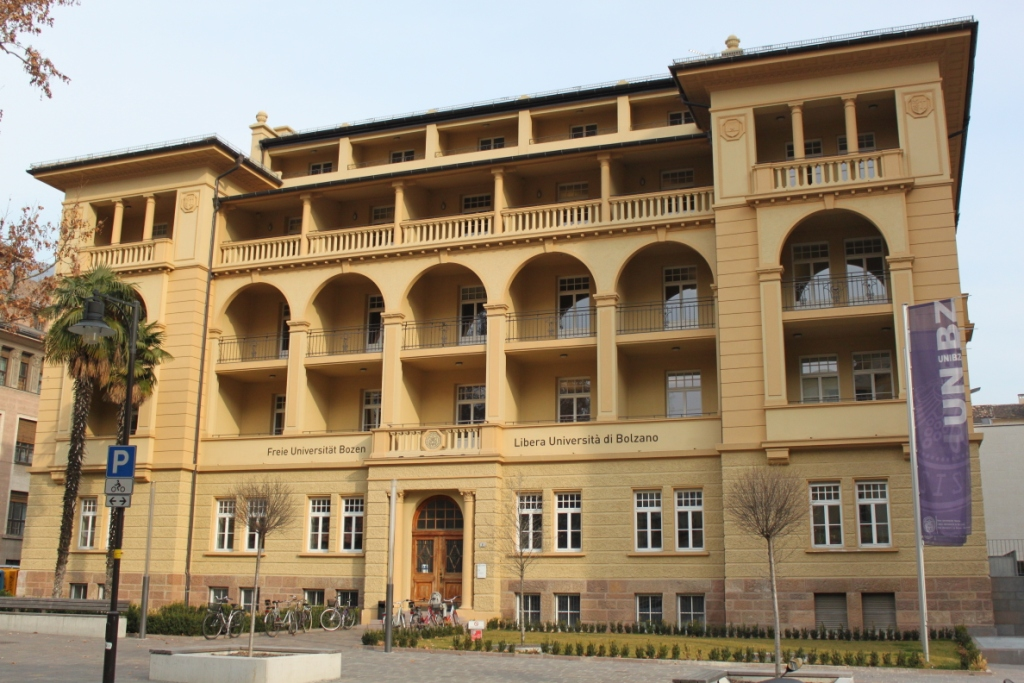
La Libera Università di Bolzano

Nel territorio della provincia di Bolzano tutte le scuole (asili, elementari, medie e superiori) sono suddivise a seconda della lingua di insegnamento. Fanno eccezione le valli ladine, dove vige l'insegnamento paritetico in italiano e in tedesco.
Le scuole di lingua italiana della provincia e parte della pubblica amministrazione sono passate dal 2005 al software libero eliminando i costi legati all'acquisto di licenze software di software proprietario (come ad esempio Microsoft Windows e Microsoft Office).
Nel campo dell'istruzione ai più alti livelli e della ricerca spiccano la Libera Università di Bolzano, fondata nel 1997, l'Accademia Europea (EURAC), il Techno Innovation Park South Tyrol (TIS) e la Fraunhofer Italia Research.

### Religione

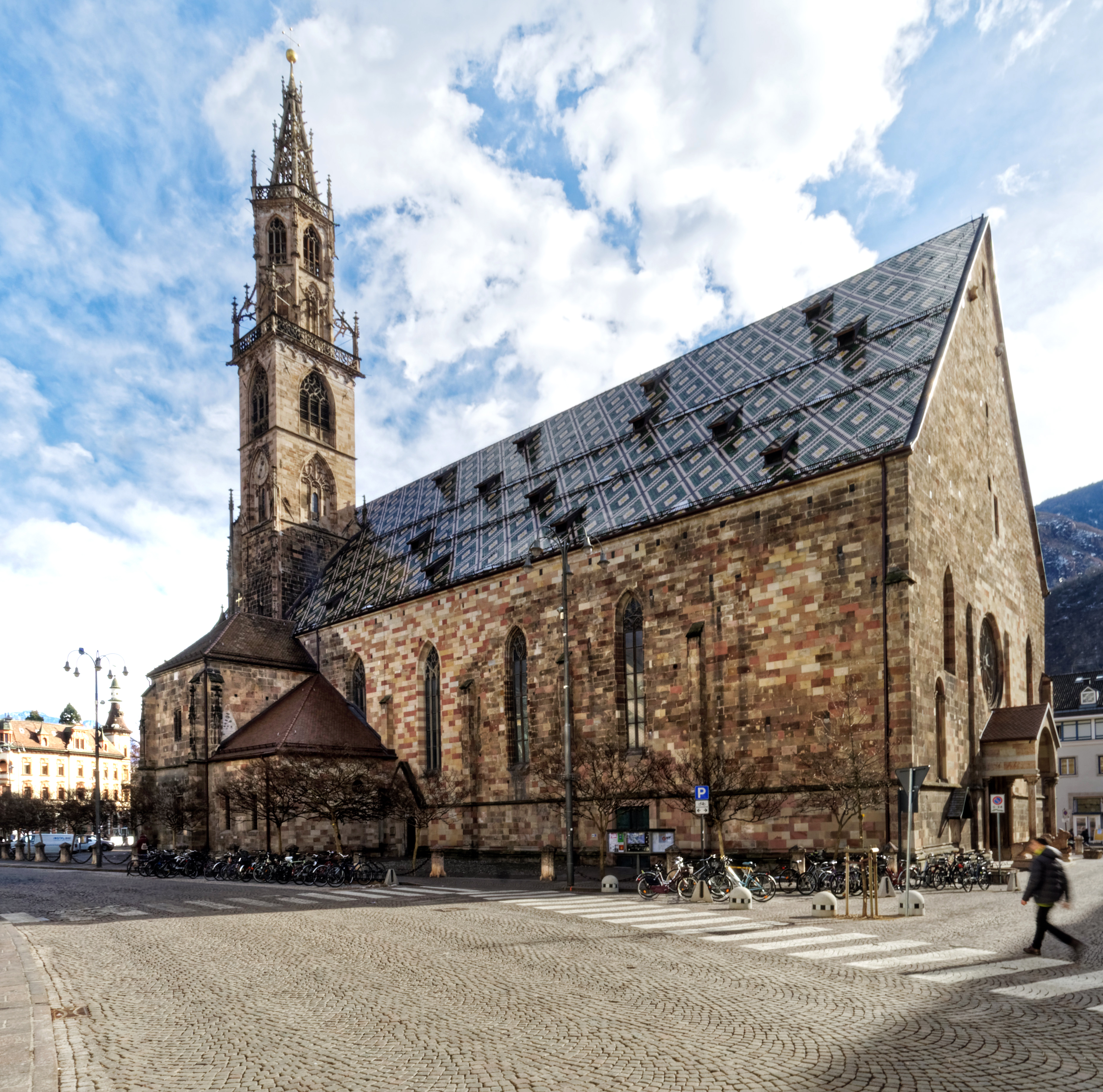
Il Duomo di Bolzano

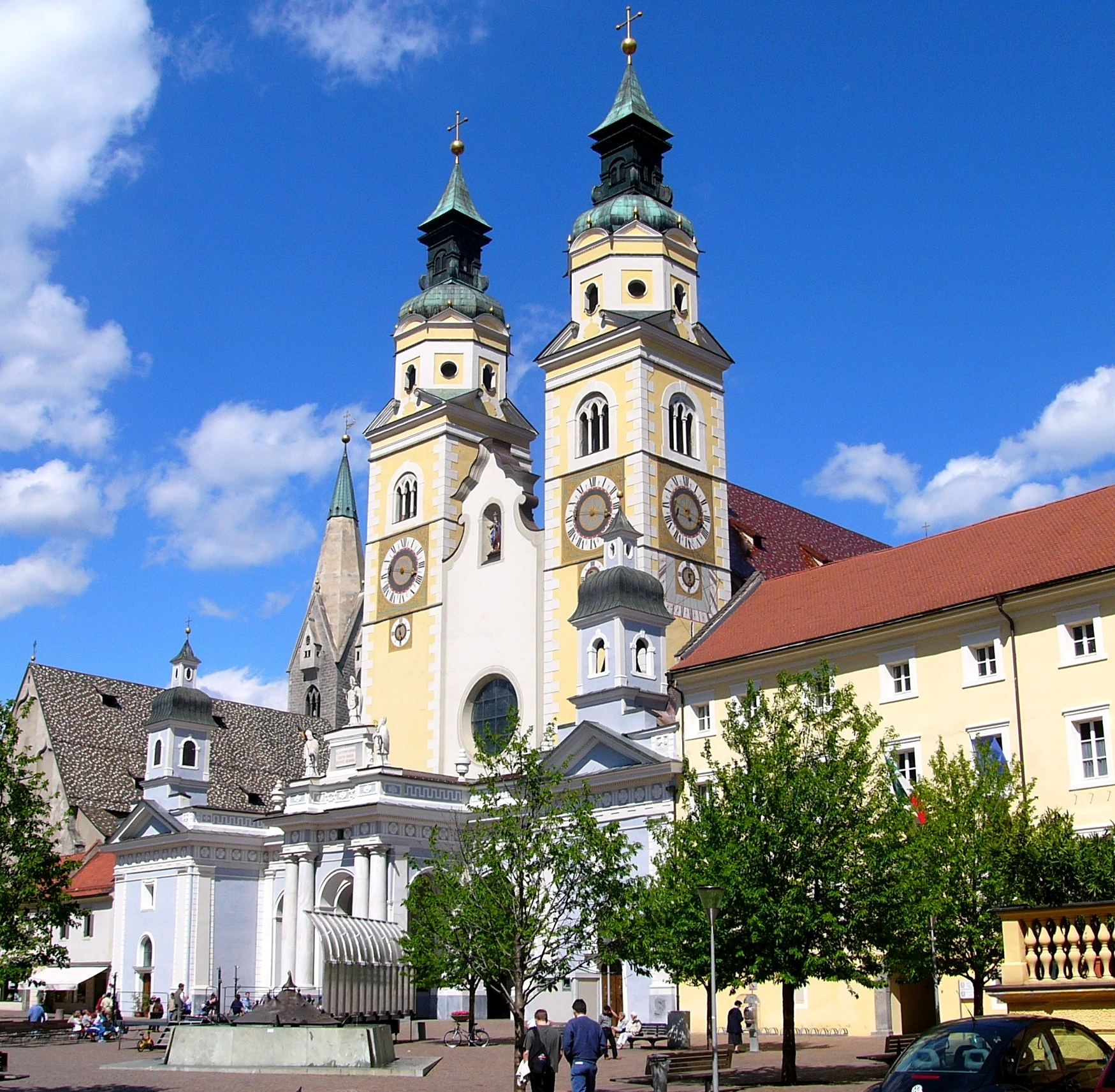
Il Duomo di Bressanone

La maggioranza della popolazione, sia italofona che germanofona, è di religione cattolica romana. La messa viene di norma celebrata in lingua italiana o tedesca, ma talora si tende ad alternare le due lingue durante la funzione (la cosiddetta "messa bilingue"). Anche le parrocchie si dividono in italiane e tedesche, ma si trovano anche parrocchie bilingui (a Bolzano sono 10 su 18). Bolzano è dal 1964 sede vescovile della Diocesi di Bolzano-Bressanone. Dal 27 luglio 2011 il vescovo di Bolzano-Bressanone è Ivo Muser.
Pur rimanendo una regione con un saldo legame con la tradizione cattolica, anche l'Alto Adige si sta muovendo lentamente verso un processo di laicizzazione.
A Bolzano è presente da più di un secolo la più numerosa comunità evangelico-luterana della provincia composta da circa 600 fedeli con una propria chiesa e un proprio pastore. A Merano la comunità evangelico-luterana conta circa 320 fedeli con una propria chiesa e un proprio pastore. Le comunità luterane fanno parte della Chiesa Evangelica Luterana in Italia e hanno a disposizione uno spazio sulla radio del Sender Bozen della RAI. La chiesa evangelico-luterana di Bolzano è il luogo di culto anche per la comunità veterocattolica, facente parte della Chiesa vetero-cattolica d'Austria; un'altra comunità vetero-cattolica, facente riferimento alla Chiesa vetero cattolica dell'Unione di Utrecht in Italia, è presente a Vandoies (nei pressi di Bressanone). Sono presenti anche molti testimoni di Geova, con 12 congregazioni di lingua italiana e 9 di lingua tedesca, e seguaci di altre confessioni libere come quelli della Chiesa cristiana avventista del settimo giorno, Chiesa Neo-Apostolica e della Chiesa di Gesù Cristo dei Santi degli Ultimi Giorni (mormoni), tutte con una sede a Bolzano. Anche il buddismo è presente in provincia con circa 150 membri della Soka Gakkai; a Merano si trova anche un piccolo tempio tibetano.
La comunità ebraica più importante è quella di Merano (falcidiata negli ultimi anni della seconda guerra mondiale dai nazisti, con gravi complicità locali) dove è presente una sinagoga e alla quale fanno capo tutte le famiglie ebraiche dell'Alto Adige (circa 60 membri). A Bolzano si trova invece il più grande cimitero ebraico della provincia.
Con l'immigrazione sono giunte anche persone di fedi orientali e cristiano-ortodosse (una comunità russo-ortodossa storica è presente a Merano), ma la parte più rilevante è costituita dagli islamici che probabilmente superano le 10 000 unità (ossia circa il 2% della popolazione) rendendo la comunità islamica la più numerosa tra le fedi minoritarie. Non sono ancora ufficialmente presenti luoghi di culto stabili per musulmani.

### Tradizioni

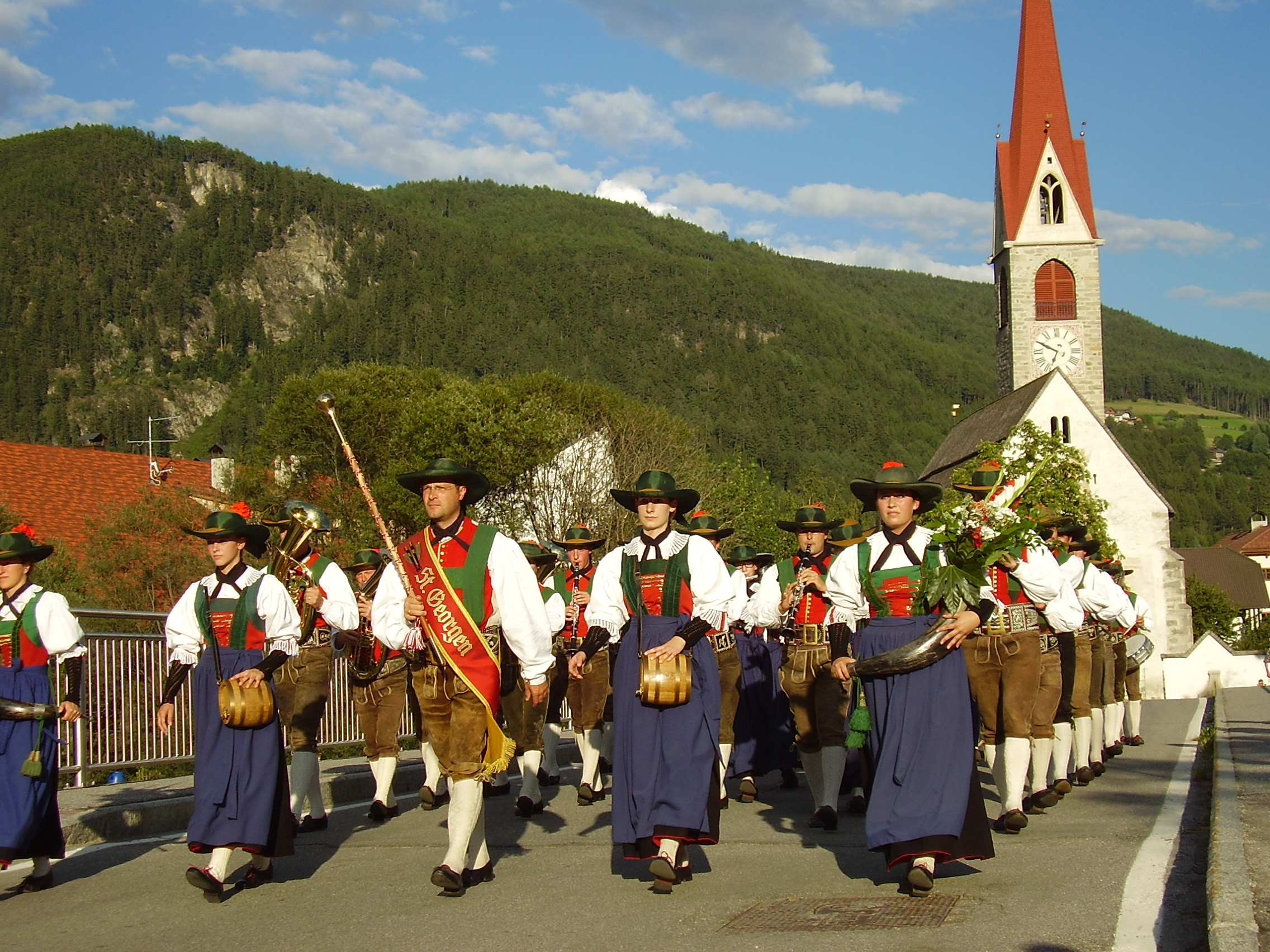
Una Musikkapelle in costumi storici tirolesi

L'Alto Adige ha antiche tradizioni, principalmente ereditate dalla sua appartenenza al Tirolo storico. Le associazioni degli Schützen sono particolari cultrici delle tradizioni tirolesi.
Gli Scheibenschlagen sono il tradizionale "lancio di dischi ardenti" in occasione della prima domenica di Quaresima, i Herz-Jesu-Feuer sono i "fuochi del Sacro Cuore di Gesù" che si accendono la terza domenica dopo Pentecoste. I Krampus sono dei diavoli travestiti che accompagnano San Nicolò.
Esistono poi diverse leggende e saghe legate alle località dolomitiche; tra le maggiormente note la leggenda del Re Laurino e quella del Regno dei Fanes, che appartiene al patrimonio mitologico ladino.
Altre antiche tradizioni sono i giochi di carte, come il Watten e il Mao Mao.
La transumanza alpina (in tedesco "Almabtrieb"), è una pratica legata all'allevamento: ogni anno, tra settembre e ottobre, il bestiame portato all'alpeggio durante l'estate ritorna a valle, tra danze e festeggiamenti locali. Di particolare rilievo l'itinerario che dalle Alpi Venoste, dove sono i pascoli estivi, arriva in Val Senales e Val Passiria, percorrendo circa 44 km; nel 2019 è stata riconosciuta Patrimonio immateriale dell'Umanità UNESCO.

### Cucina

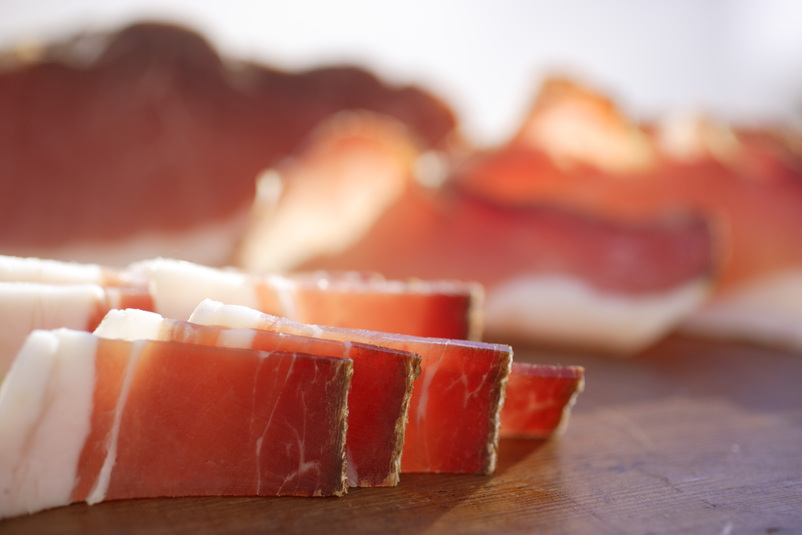
Speck dell'Alto Adige IGP

Tra i piatti tipici della provincia si annoverano i canederli, gli Schlutzkrapfen, i Tirtlen, il Kaiserschmarren, gli Strauben, lo Strudel. Il Törggelen è una tipica usanza culinaria autunnale.
Prodotto agroalimentare tipico è lo Speck dell'Alto Adige.

## Infrastrutture e trasporti
L'Alto Adige, per la posizione al centro delle Alpi e in particolare grazie al passo del Brennero – il più basso dell'intero arco alpino – è un fondamentale snodo viario.

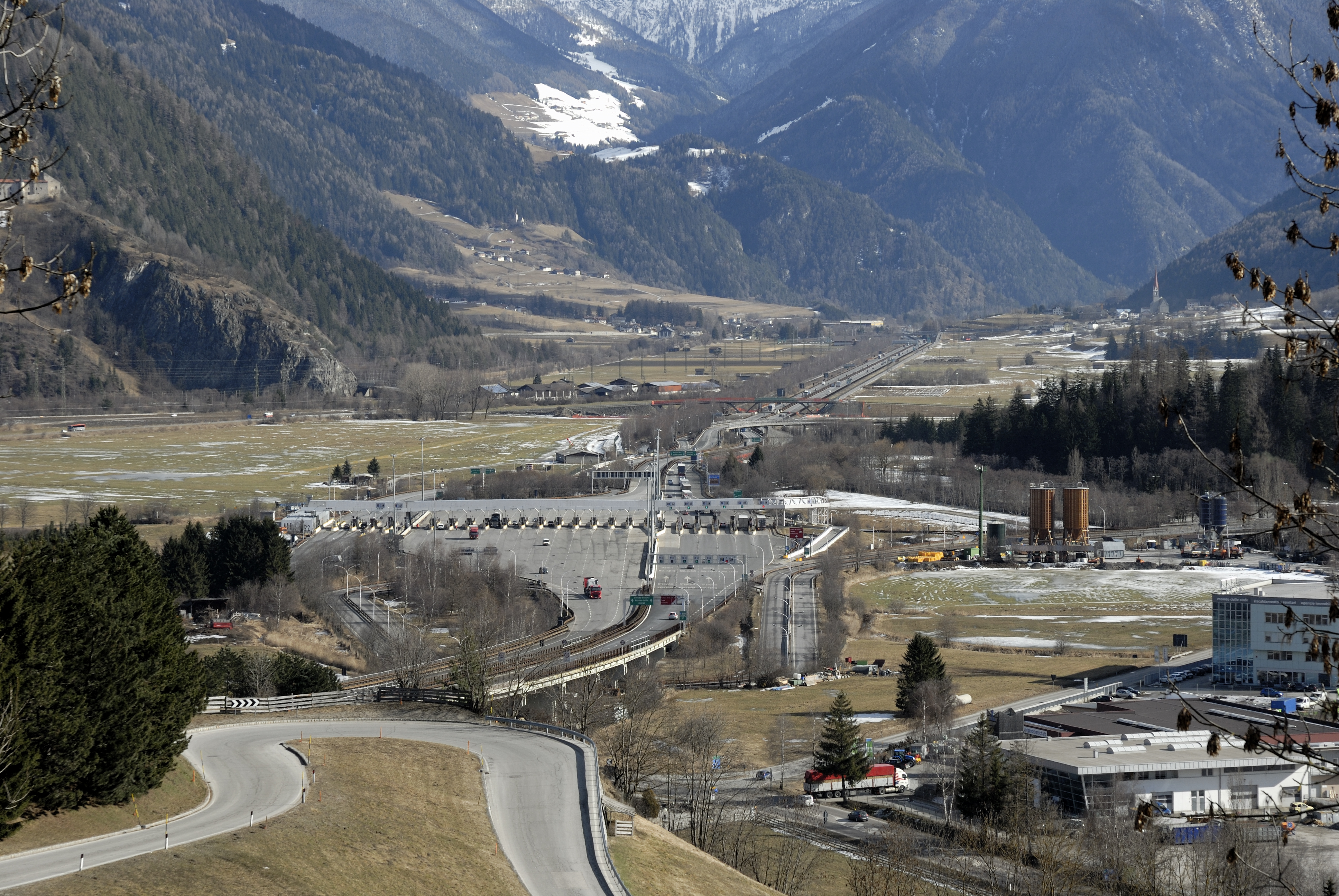
Il casello autostradale di Vipiteno della A22 del Brennero

### Strade
Nel senso nord-sud è attraversato da:
- l'autostrada A22 del Brennero, che fa parte della Strada Europea E45, da Karesuando (in Svezia) a Gela, in Sicilia
- la Strada statale 12 dell'Abetone e del Brennero
- la Strada del Vino dell'Alto Adige (SP 14)

Trasversalmente a ovest:
- Strada statale 38 dello Stelvio dalla Valtellina attraverso Spondigna di Sluderno, e quindi il resto della Val Venosta fino a Bolzano con alcune ramificazioni (ad esempio la nuova super-strada Me-Bo).
- Strada statale 41 di Val Monastero da Sluderno al confine svizzero presso Tubre
- Strada statale 40 di Resia da Spondigna di Sluderno, al confine austriaco presso il passo Resia di Curon Venosta

A est:
- Strada statale 49 della Pusteria da Bressanone al confine austriaco di Prato alla Drava

Da annotare che tutte le statali dal 1998 sono passate sotto proprietà e gestione diretta della Provincia autonoma, ma hanno comunque mantenuto la loro denominazione di "strade statali".

### Aeroporti
L'unico aeroporto operante voli civili di linea è l'Aeroporto di Bolzano.
Vi è inoltre l'Aeroporto di Dobbiaco che è militare aperto al traffico civile.
Vi sono inoltre svariate aviosuperfici nella provincia come quella di Vipiteno, Val Casies, San Genesio, Sarentino e Corvara.

### Ferrovie

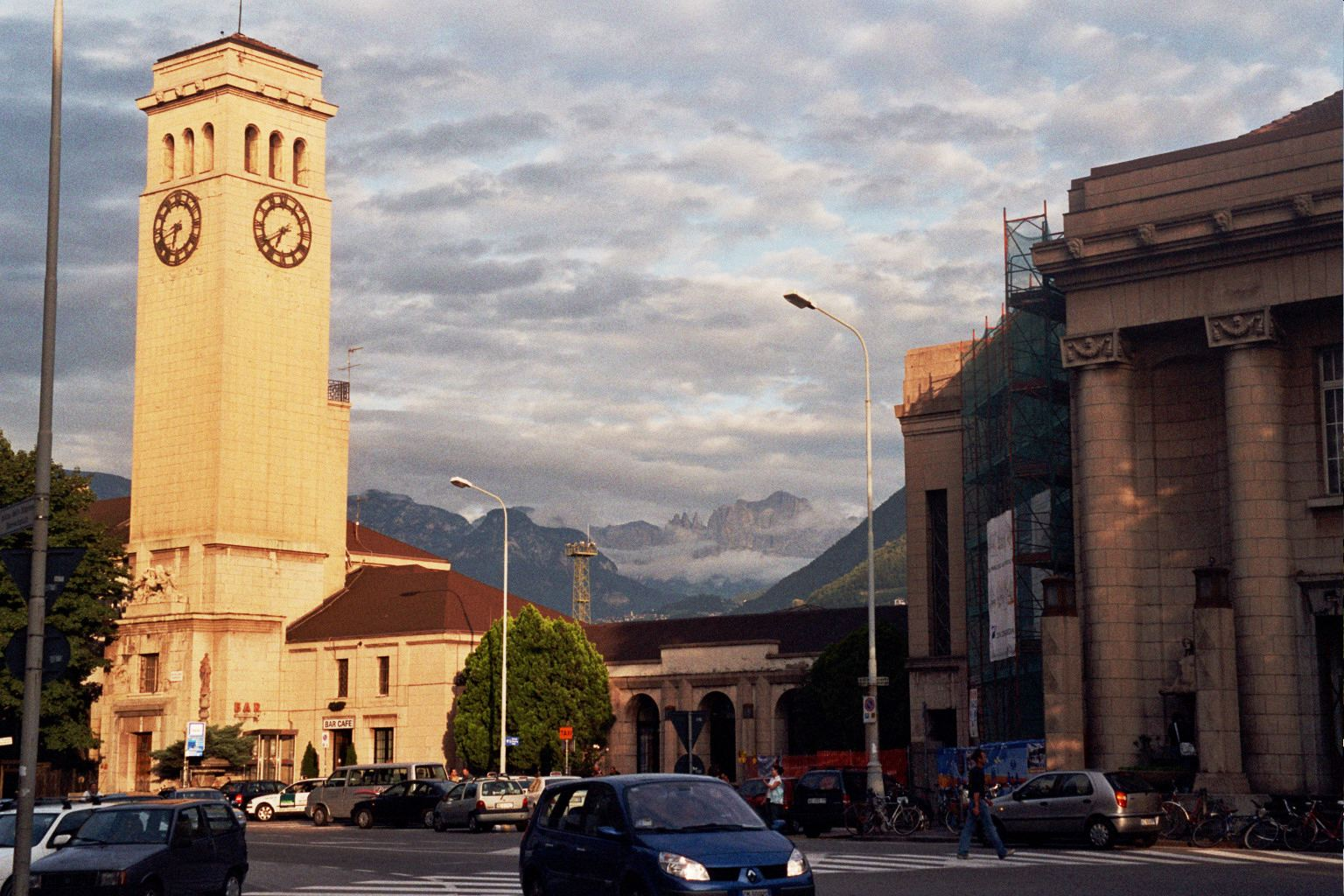
La stazione ferroviaria di Bolzano

La principale strada ferrata è la linea ferroviaria del Brennero che collega Verona a Monaco di Baviera dalla quale si diramano, a Fortezza la ferrovia della Val Pusteria e a Bolzano la ferrovia Bolzano-Merano, tutte elettrificate. Quest'ultima prosegue come ferrovia della Val Venosta – a trazione termica – lungo la val Venosta fino a Malles. Chiusa nel 1991, è stata riaperta nel maggio 2005 e appartiene alla Provincia Autonoma di Bolzano, tramite la propria società di trasporto pubblico SAD.
È in costruzione la galleria di base del Brennero-BBT di circa 50 km che collegherà Fortezza a Innsbruck ed è in progetto una nuova linea verso sud che realizzerà un sistema a 4 binari.
Una interessante linea di tipo tramviario è la ferrovia del Renon sull'omonimo altopiano, fino al 1966 collegata a Bolzano mediante un tratto a cremagliera e oggi servita dalla funivia del Renon.
La ferrovia marmifera di Lasa, a scartamento ridotto, è adibita a uso industriale.
Tra le linee storiche e ormai dismesse si ricordano: la ferrovia Bolzano-Caldaro, la ferrovia Brunico-Campo Tures, la ferrovia Lana-Postal, la ferrovia della Val Gardena, la ferrovia della Val di Fiemme e la ferrovia delle Dolomiti Dobbiaco-Cortina d'Ampezzo-Calalzo.

### Funivie e funicolari

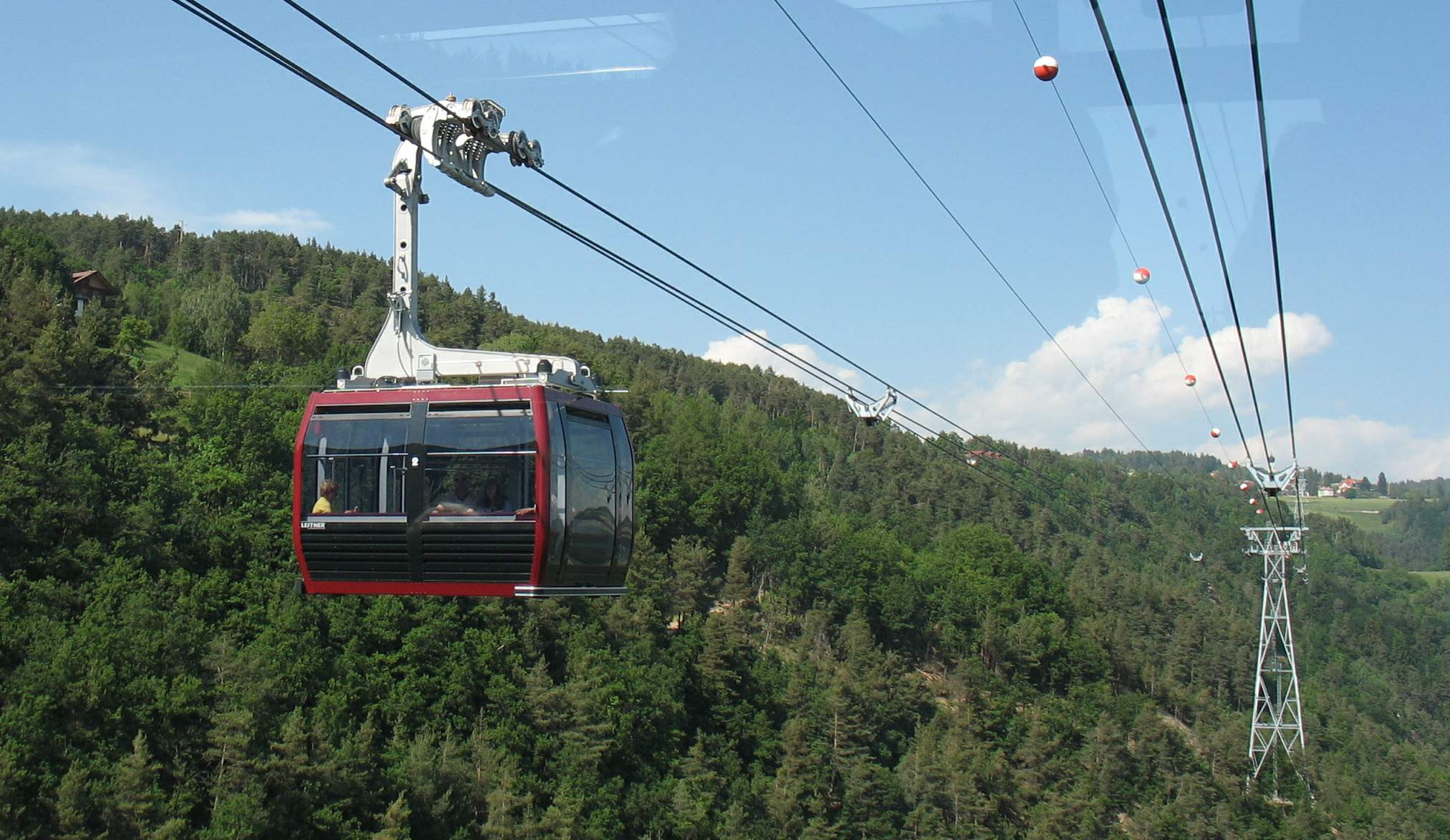
La nuova funivia del Renon

L'Alto Adige, per la sua conformazione orografica, ospita un numero considerevole di impianti a fune.
Oltre alle innumerevoli realizzazioni di tipo turistico – in particolare di risalita per la pratica dello sci quali cabinovie, sciovie e simili – sono presenti vari impianti utilizzati per collegare gli abitati in quota con il rispettivo fondovalle.
Fra le funivie si citano quelle con stazione a valle presso la città di Bolzano:
- Funivia del Colle: ristrutturata nel 2006, risale le pendici del monte Pozza fino alla località Colle di Villa a 1134 m. Il percorso dura 7 minuti e supera un dislivello di 872 m. È la prima funivia per trasporto persone del mondo, inaugurata nel 1908.
- Funivia del Renon: attiva dal 1966, raggiunge l'abitato di Soprabolzano ed è stata sostituita nel maggio del 2009 da una moderna cabinovia con portata oraria aumentata e frequenza di quattro minuti.
- Funivia di San Genesio: realizzata negli anni trenta, collega il capoluogo con l'omonimo paese e l'altopiano del Salto.

Anche le funicolari sono ben rappresentate:
- Funicolare della Mendola: caratterizzata dalla notevole lunghezza e dal ripido tracciato, unisce l'abitato di Caldaro al passo della Mendola.
- Gardena Ronda Express e la funicolare Rasciesa, in val Gardena raggiungono due comprensori sciistici.

Appartengono al passato della città di Bolzano la funicolare del Virgolo – distrutta durante la seconda guerra mondiale e sostituita dal 1957 al 1976 da una funivia aerea – e quella del Guncina, dismessa negli anni sessanta.

### Piste ciclabili

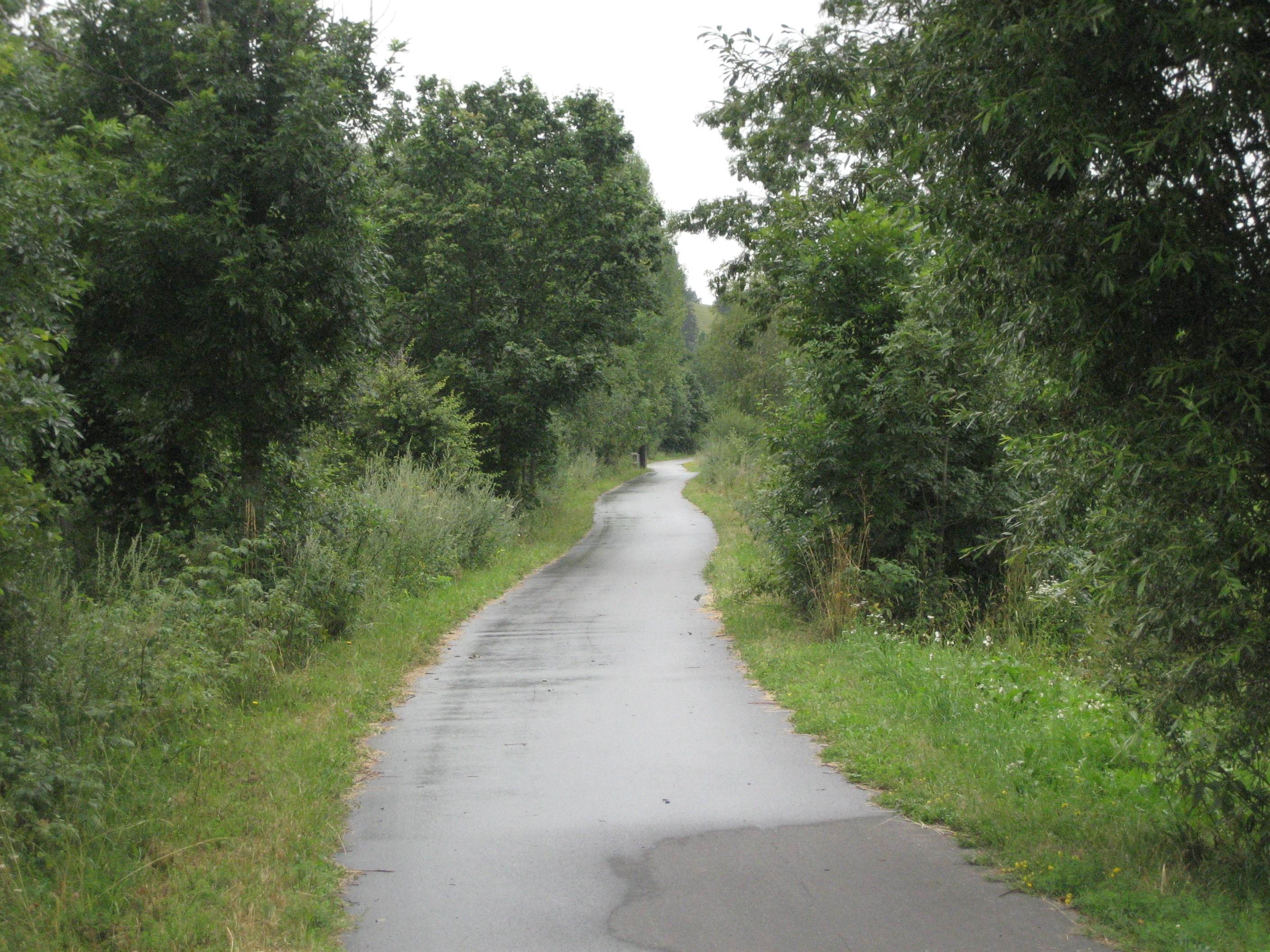
Un tratto di ciclabile in Alto Adige

L'intera provincia è percorsa da una fitta rete di piste ciclabili – cittadine ed extraurbane – in continuo ampliamento con prosecuzioni oltre i confini di Brennero, San Candido/Prato alla Drava e Salorno a sud.
Negli ultimi anni in Alto Adige, è stato dato il via per una rete di piste ciclabili che colleghino tutte le principali vallate tra di loro e con le regioni confinanti.

## Mezzi di informazione

### Stampa
Fra i quotidiani, il più antico e diffuso è il giornale di lingua tedesca Dolomiten, seguito dall'italiano Alto Adige, anche questo del gruppo editoriale Athesia, avendolo acquisito nel 2016. Vi è poi l'inserto locale del Corriere della Sera, il Corriere dell'Alto Adige; in lingua tedesca troviamo anche la Neue Südtiroler Tageszeitung.
Tra i settimanali di lingua tedesca troviamo il ff – Südtiroler Wochenmagazin, il Katholisches Sonntagsblatt (a cura della diocesi di Bolzano-Bressanone), la Südtiroler Wirtschaftszeitung (settimanale di economia); in lingua italiana si trova Il Segno (anche questo a cura della diocesi di Bolzano-Bressanone).
La Union Generela di Ladins è editrice di un settimanale in lingua ladina, la Usc di Ladins (La Voce dei Ladini). Le pagine dedicate alle varie valli sono scritte ciascuna nei rispettivi ladini (non esiste infatti un ladino standard).

### Radiotelevisione

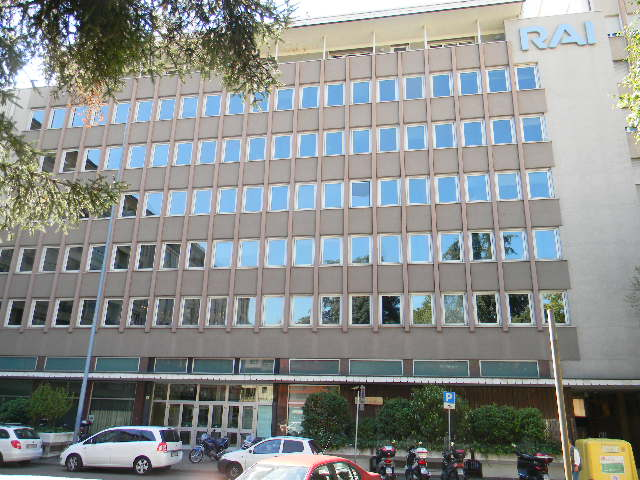
La sede RAI di Bolzano

La sede Rai di Bolzano, istituita nel 1928, è la quarta stazione emittente italiana per anzianità: inizialmente il regime fascista la volle come strumento di propaganda italianizzatrice (trasmetteva infatti il palinsesto nazionale dell'EIAR e alcuni programmi locali, tutti in lingua italiana), dopodiché a seguito dell'invasione nazista fu allacciata alle stazioni del Terzo Reich. Nel secondo dopoguerra, per volontà degli Alleati, iniziò a trasmettere anche programmi radiofonici in lingua tedesca e finanche, seppur a carattere molto più ridotto, in ladino. La sede, inizialmente ubicata nella città vecchia, poi ai piani bassi di un palazzo di via Cassa di Risparmio, fu infine trasferita a piazza Mazzini, in un palazzo tutto proprio, nel 1960, anno in cui alle tre frequenze nazionali della RAI fu aggiunta una quarta rete in modulazione di frequenza per l'emissione dei programmi tedeschi e ladini, denominata Sender Bozen. Nel 1966 fu la prima sede regionale RAI a trasmettere un proprio programma televisivo a diffusione locale, inizialmente in lingua tedesca e poi anche in ladino, sovrapponendosi dapprima a Raidue e poi nel 1979 a Raitre. Dal 1989 anche il programma televisivo per le minoranze linguistiche viene trasmesso su un quarto canale che affianca Rai 1, Rai 2 e Rai 3.
La televisione di stato austriaca ORF ha una sede distaccata a Bolzano.
La RAS (Radiotelevisione Azienda Speciale per la Provincia autonoma di Bolzano) garantisce la ricezione gratuita sul territorio provinciale delle reti radiotelevisive degli stati limitrofi: le austriache ORF1, ORF2 e ORF III, i canali germanici Bayerisches Fernsehen, Das Erste, KiKA e ZDF, il canale franco-tedesco arte, i canali svizzeri di lingua tedesca SF 1 e SF zwei e il canale svizzero in lingua italiana RSI LA1. Per quanto riguarda la radio in formato digitale (DAB) si ricevono: Rai Radio Uno, Rai Radio Due, Rai Radio Tre, Rai Sender Bozen; gli austriaci Ö1, Radio Tirol, Hitradio Ö3, FM4; i germanici Bayern 1, Bayern 2, Bayern 3, Bayern 4 Klassik, B5 aktuell, Radijojo; gli svizzeri Radio Rumantsch e Radio Swiss Jazz. A ciò si aggiungono le stazioni radio private (tra cui Südtirol 1).
Ci sono anche canali televisivi locali privati, di cui in lingua italiana RTTR, Video 33 e Alto Adige TV, in lingua tedesca SDF.

## Sport

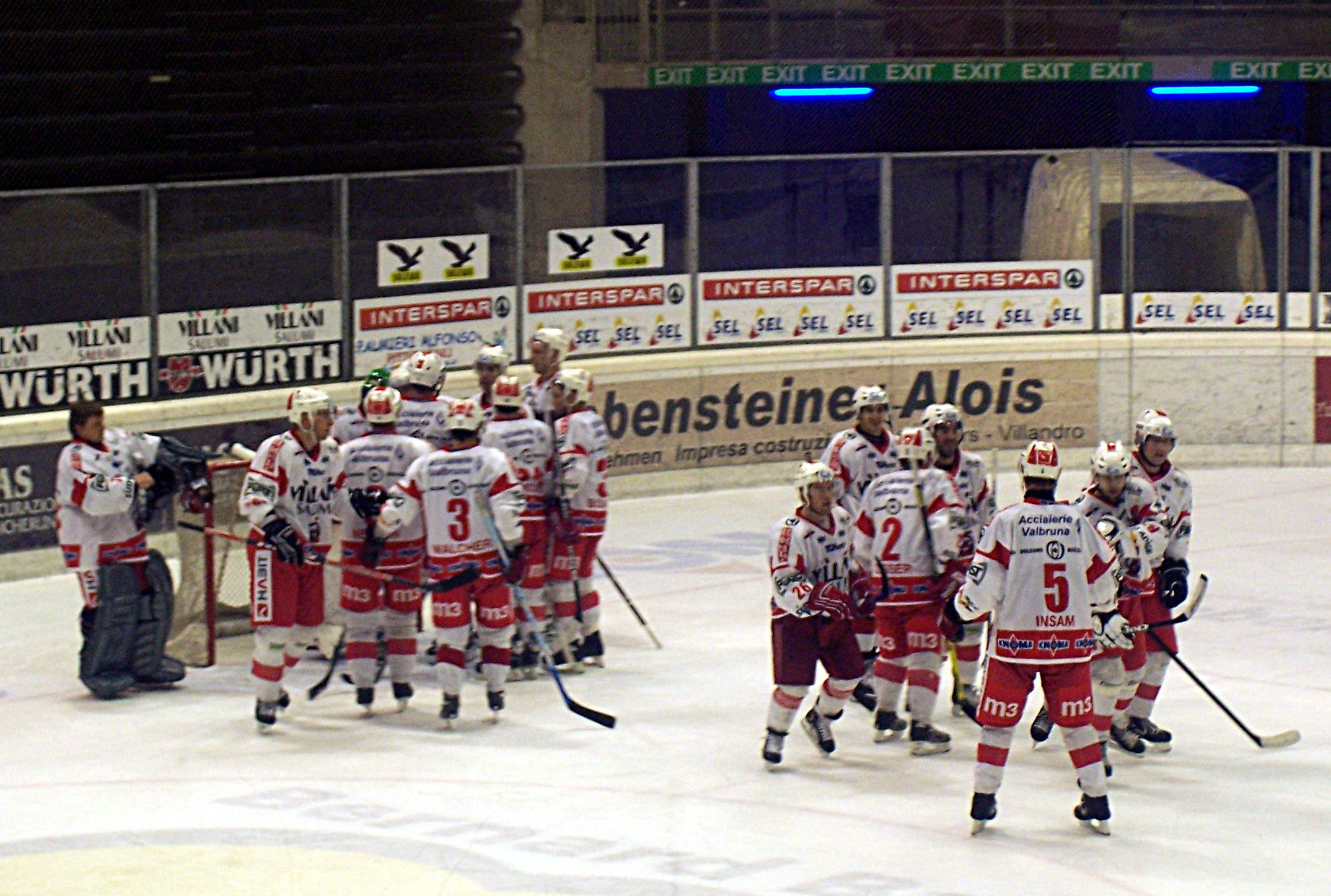
L'Hockey Club Bolzano

Date le caratteristiche geografiche, in provincia di Bolzano prevalgono, in termini di praticanti e seguito di pubblico, gli sport invernali. Tra gli sportivi, nati o cresciuti in provincia di Bolzano e vincitori in competizioni di valore mondiale, ricordiamo: il bobbista Eugenio Monti, gli sciatori Gustav Thöni, Carlo Senoner, Dominik Paris, Christof Innerhofer, Patrick Staudacher, Alex Vinatzer, lo 
scialpinista Manfred Reichegger, il tuffatore Klaus Dibiasi (nato nel Tirolo austriaco, ma cresciuto a Bolzano), la tuffatrice Tania Cagnotto, i tennisti Jannik Sinner, Andreas Seppi, Karin Knapp, lo slittinista Armin Zöggeler, le slittiniste Gerda Weissensteiner, Evelin Lanthaler, Greta Pinggera, la pattinatrice Carolina Kostner, le sciatrici Paula Wiesinger, Isolde Kostner, la ciclista Antonella Bellutti, la biatleta Dorothea Wierer, il marciatore Alex Schwazer, il sollevatore Norberto Oberburger, i corridori su snowboard Thomas Prugger, Ivo Rudiferia, Roland Fischnaller, Aaron March e loro colleghe Marion Posch, Dagmar Mair unter der Eggen, Nadya Ochner. Inoltre, sono da citare gli alpinisti Batista Vinatzer, Erich Abram, Reinhold Messner, Hans Kammerlander.
In provincia hanno un buon seguito anche numerosi sport di squadra: esistono società di hockey su ghiaccio (per citare solo le squadre che si sono aggiudicate almeno una volta il campionato italiano: l’Hockey Club Bolzano, che dalla stagione 2013/14 gioca tuttavia nel campionato austriaco, che ha vinto in due occasioni, l’Hockey Club Gherdëina, l’Hockey Club Merano, il Ritten Sport a livello maschile, l’Hockey Club Eagles Bolzano a livello femminile), di pallacanestro (il Basket Club Bolzano), di football americano (i Giants Bolzano), di calcio (il Südtirol, al 2022 unica squadra nel calcio professionistico, poi la Virtus Bolzano, informalmente erede dello storico Football Club Bolzano 1996, che fu la prima squadra altoatesina capace di raggiungere la Serie B), di pallamano (con tre squadre campioni d'Italia: SSV Brixen Handball, SC Meran Handball, SSV Bozen Loacker).
Storicamente è ben radicato in tutta l'area del Tirolo il Ranggeln, un tipo di lotta simile allo Judo nonché il fistball, che è uno sport di squadra diffuso tra tutte le genti di madrelingua tedesca in Europa.

## Vigili del fuoco volontari
In ogni comune della provincia autonoma di Bolzano sono presenti corpi di vigili del fuoco volontari. A seguito della legge regionale del 20 agosto 1954 n.24 ogni comune del Trentino-Alto Adige deve dotarsi di uno o più corpi di vigili del fuoco volontari. Secondo la legge provinciale del 18 dicembre 2002 n. 15 spettano loro in particolare la protezione antincendi e in generale tutte le misure di soccorso necessarie in occasione di calamità di ogni tipo.